# リューデンシャイト
リューデンシャイト (ドイツ語: Lüdenscheid, ドイツ語発音: [ˈlyːdn̩ʃa‿it], ヴェストファーレン方言では Lünsche) は、ドイツ連邦共和国ノルトライン＝ヴェストファーレン州アルンスベルク行政管区のメルキッシャー郡の郡庁所在地で、ザウアーラント北西部に位置している。本市の人口は、71,463人（2023年12月31日現在）である。ニックネームの「ベルクシュタット」（直訳: 山の街）は数十年前からしばしば用いられるようになったもので、たとえば、3番目に開校した市立ギムナジウムの玄関に公式に掲げられている。また、「シュタット・デス・リヒツ」（直訳: 光の街）というニックネームは、近年のこの街の特性を表現したもので、リューデンシャイトのランプ/照明産業を意味している。さらに、リューデンシャイトがメルキッシャー郡南部の文化的/経済的中心であることもアピールしている。都市機能上は、上級中心都市の機能を一部備えた中級中心都市と位置づけられている。1970年代の地域再編以前この街は、ザウアーラントおよび南ヴェストファーレンで最も人口の多い都市であった。

## 地理

### 位置
リューデンシャイトはザウアーラント北西部の高度 232 - 539 m に位置している。地理学上この土地は、西南西から東北東に向かうリューデンシャイダー盆地にあたる。中核地区はラーメデ川（レネ川の支流）の水源盆地に位置しており、レネ川とフォルメ川との分水界の鞍部にあたる。ラーメデ川は市内を北西から南東に向かって流れている。南のホーメルト（海抜 539 m）または北のグロースエンドレシャイト近郊の旧レーダー場（海抜 505 m）からこの盆地をはっきり見ることができる。
リューデンシャイトは、「山の街」として、アルテナ（ラーメデタール）、ヴェルドール（ヴェルゼタール）、ブリュッゲ（フォルメタール）といった谷間の街から訪問客を惹き付けている。リューデンシャイトの中核地区はおよそ海抜 420 m に位置している。リューデンシャイトを取り囲む山で最も高いのは、エッベ山地のノルトヘレ（海抜 663.3 m）である。リューデンシャイト周辺よりも高い山は、北東はハルツ山地、東はホーホザウアーラント、西はアイフェル、南はタウヌス山地まで行かなければない。

### 地質学
リューデンシャイトの地盤はデボン紀に起源を持ち、したがって3億5千万年以上前の古い土地である。硬砂岩と粘土の層の中にしばしば化石化した貝殻やウミユリが見られ、当時ザウアーラントが海の底であったことが判る。これより新しい時代（古生代）に、フランス中部からオーバーシレジアにまで至るバリスカン山地が広がった。リューデンシャイトの周辺地域はこの山地の名残であるが、2億2500万年前には浸食により現在よりも約400 m 深い位置にあった。6500年前から160万年前の第三紀になってやっと、造山活動により現在の高度となった。これ以後、川や氷期によって起伏が形成された。

### 市域の広がり
リューデンシャイトの市域は、南北 132.94 km、東西 12.00 km である。市境の長さは 59.82 km ある。
市域面積 87.018 km2 は、50.8 % が森林、19.2 % が農業用地、18.0 % が住宅地および自由地、6.9 % が交通用地、2.3 % が水域で、2.8 % がその他の用途の土地である。

### 隣接する市町村
リューデンシャイトは、北はアルテナ、北東はヴェルドール、南東はヘルシャイト、南はマイネルツハーゲン、南西はキールスペ、西はハルヴァー、北西はシャルクスミューレと境を接している。隣接する市町村はいずれもメルキッシャー郡に属している。

### 市の構成
本市は、16の統計上の地区で構成されている。以下の表に2015年現在の各地区の人口および人口密度を示す。
| No. | 地区名                                             | 面積 (km2) | 人口（人） | 人口密度 （人/km2） | 地区図 |
| --- | -------------------------------------------------- | ---------- | ---------- | ------------------- | ------ |
| 01  | イネンシュタット（内市街）/シュターベルク/クナップ | 0.982      | 6,449      | 6,567               |        |
| 02  | ラムスベルク/ハスライ/バウクロー                   | 3.405      | 8,479      | 2,490               |        |
| 03  | グリューネヴァルト                                 | 1.226      | 4,886      | 3,985               |        |
| 04  | ティンスベルク/クルーゼ                            | 1.045      | 7,393      | 7,075               |        |
| 05  | ホンゼル/アイヒホルツ                              | 1.419      | 6,420      | 4,524               |        |
| 06  | フォーゲルベルク                                   | 2.688      | 3,477      | 1,294               |        |
| 07  | ヴェトリングホーフ                                 | 2.718      | 905        | 333                 |        |
| 08  | カルヴェ/ヴェフェルスホール                        | 3.027      | 4,873      | 1,610               |        |
| 09  | ブリューニングハウゼン/アウグステンタール          | 11.989     | 1,379      | 115                 |        |
| 10  | ビールバウム/ヘー/ヘレルゼン                       | 22.024     | 4,510      | 205                 |        |
| 11  | ブリュッゲ                                         | 15.408     | 2,887      | 187                 |        |
| 12  | エーネキング/シュテュッティングハウゼン            | 2.807      | 6,863      | 2,445               |        |
| 13  | ブッケスフェルト/オトリングハウゼン                | 4.160      | 6,157      | 1,480               |        |
| 14  | ヴェーベルク                                       | 2.665      | 4,926      | 1,848               |        |
| 15  | ゲーヴェルンドルフ/フライゼンベルク                | 7.159      | 3,893      | 544                 |        |
| 16  | ディッケンベルク/エッゲンシャイト                  | 4.229      | 2,953      | 698                 |        |
| --  | いずれの地区にも属さない土地                       | 0.021      | ---        | ---                 |        |

### 気候
リューデンシャイトの気候は大西洋の影響を受けている。それを担っているのは、この地でよく吹く西風である。特徴は比較的多い降水量と高地にしては穏やかな気温である。7月が平均気温約 16 ℃と最も温かく、1月が約 0 ℃と最も寒い。年間平均気温は約 8 ℃である。起伏による堰き止め効果とこれによって生じる地形性降雨により年間降水量は 1,200 mm を超える。これは平均よりも多い値である。
| リューデンシャイトの気候                              | リューデンシャイトの気候 | リューデンシャイトの気候 | リューデンシャイトの気候 | リューデンシャイトの気候 | リューデンシャイトの気候 | リューデンシャイトの気候 | リューデンシャイトの気候 | リューデンシャイトの気候 | リューデンシャイトの気候 | リューデンシャイトの気候 | リューデンシャイトの気候 | リューデンシャイトの気候 | リューデンシャイトの気候 |
| 月                                                    | 1月                      | 2月                      | 3月                      | 4月                      | 5月                      | 6月                      | 7月                      | 8月                      | 9月                      | 10月                     | 11月                     | 12月                     | 年                       |
| ----------------------------------------------------- | ------------------------ | ------------------------ | ------------------------ | ------------------------ | ------------------------ | ------------------------ | ------------------------ | ------------------------ | ------------------------ | ------------------------ | ------------------------ | ------------------------ | ------------------------ |
| 日平均気温 °C （°F）                                  | 0.0 (32)                 | 0.8 (33.4)               | 3.3 (37.9)               | 6.7 (44.1)               | 11.3 (52.3)              | 14.1 (57.4)              | 15.8 (60.4)              | 15.6 (60.1)              | 12.8 (55)                | 9.1 (48.4)               | 4.0 (39.2)               | 1.2 (34.2)               | 7.89 (46.2)              |
| 降水量 mm （inch）                                    | 120.5 (4.744)            | 87.7 (3.453)             | 102.0 (4.016)            | 82.9 (3.264)             | 86.5 (3.406)             | 103.4 (4.071)            | 111.2 (4.378)            | 90.3 (3.555)             | 93.1 (3.665)             | 90.1 (3.547)             | 114.9 (4.524)            | 130.8 (5.15)             | 1,213.4 (47.773)         |
| 平均月間日照時間                                      | 42.7                     | 81.8                     | 105.0                    | 150.5                    | 194.9                    | 187.9                    | 193.7                    | 186.8                    | 139.9                    | 115.1                    | 54.5                     | 44.2                     | 1,497                    |
| 出典：ドイツ気象庁 1961年から1990年までの長期気候統計 |                          |                          |                          |                          |                          |                          |                          |                          |                          |                          |                          |                          |                          |

## 歴史

### 先史時代、古代
リューデンシャイト地域におけるヒトの最初の痕跡は、中石器時代のものである。最大の発掘現場がブロックハウゼン遺跡で、ここからは 2,500点が出土した（細石器、石刀、石核、火打石の破片、石の薄片など）。この他の500点以上が出土した遺跡として、ベルメライやリッティングハウゼン（ホーメルト）がある。これらの他にこの頃リューデンシャイトには7つのラーガープラッツ（直訳: 倉庫、50 - 500点が出土した遺跡）、12のラストプラッツ（直訳: 休息地、5 - 50点が出土した遺跡）、24のシュトロイフンデ（1 - 5点が出土した遺跡）が知られている。エーデンタール近郊の中石器時代のラーガープラッツは、新石器時代にも同じ役割で使われていた。リューデンシャイト地域の新石器時代の集落跡や墓地は知られていない。この時代の遺跡は以下の集落に存在する: アウグステンタール、ハウス・シェーネック、フルスベルク、レーマーヴェーク、ブロックハウゼン、ツヴェール、シュティレキング、ブルンシャイト。青銅器時代の遺物はこれまで発掘されていない。鉄器時代初期のヒトの存在については、「リューデンシャイト付近で発掘された一丁の鉄製の斧だけが唯一の、極めて不確かな証拠である」とされている。紀元後800年から1000年頃に形成された初期の集落がブロックハウゼン、シュティレキング、リッティングハウゼン、エリングハウゼン、シュプリンゲ・バイ・フォーゲルベルク、デア・ヴェーステ、ブルンシャイト、エリングハウゼン近郊のグリューナー・ジーペンである。この時代の製鉄炉や鍛冶の跡が、エリングハウゼン近郊ノルメッケやエッゲンシャイトで発見されている。ザウアーラントに住んでいたシカンブリ族が継続的に定住していたかどうかは未だに証明されていない。700年頃からザウアーラントに侵入したザクセン人と異なり、彼らはフランク人の一部であった。この地の本来の方言は、ザクセン＝低地ドイツ語と同時に ニーダーフランケン語の影響も受けていた。ザウアーラントの収穫が多く望める土地で、土壌が乏しくなく、特にその高度が適切な場所からまず入植が行われたため、リューデンシャイト周辺の継続的な定住は7世紀以後にやっと始まった。それが精確にいつから始まったかは、証拠がなく闇に包まれたままである。

### 中世
リューデンシャイトは、おそらく9世紀に、ケルンから現在のヴィッパーフュルト、ハルヴァー、ヴェルドール、アルンスベルクを経由してゾーストに至る軍事街道沿いにザクセン人の集落として形成された。当初は農村で、やがてケルン大司教が領主となった時代に税関が置かれた。この村は、レネ川とフォルメ川との分水界を越える街道沿いの場所にあるのが特徴である。現在も、クナッパー通り、ヴィルヘルム通り、ヴェルドーラー通りと、広域交通路のルートをたどることができる。同じく9世紀には既に、現在の救世主教会の前身にあたる最初の教会が建設された。歴史家アルベルト K. ヘムベルクの説によれば、リューデンシャイトはケルン大司教領の Stammpfarrei（直訳: 主要教会区）に属していた。これは、実際に、西はラーデフォルムヴァルト、北はシュヴェルム、ハーゲン、エルグステ（現在はシュヴェールテの一部）に至る15の教会区を含む首席司祭区の中心であった。この協会の守護聖人は、ノワイヨンとトゥルネーの司教でソワソンの同名の教会に葬られた聖メダルドゥスであった。ただし、北フランスの影響は証明されていない。確かではないが、リューデンシャイトの天候を考慮して「天気の守護聖人」とされていた聖メダルドゥスに献堂したと考えられる。この村は1067年に初めて文献に記録されている。大司教アンノ2世が、Luidolvessceith村からの十分の一税収入の一部をケルンの聖ゲオルク修道院に移譲するという内容である。この大司教は、1072年には、創設されたばかりのホーホザウアーラントのグラーフシャフト修道院に Luidolfessceideから収入の別の一部を与えている。リューデンシャイト教区の聖職者任命権も、宗教改革以後の時代までこの修道院の院長の責務であった。1114年に皇帝ハインリヒ5世によってリューデンシャイトで城塞 (castrum munitissimum imperatoris) の建設が始まった。この城は、ケルン大司教フリードリヒ1世やアルンスベルク伯に対する防衛拠点として利用された。しかし早くも1115年にはフリードリヒ・フォン・アルンスベルクにより最初の破壊がなされた。この小さな城塞があったのは、現在の旧市庁舎付近であった。その後リューデンシャイトは、ケルン大司教区の7つの助祭長区所在地の1つとなった。この重要な中間行政都市の指導者は、1067年にすでにリューデンシャイトから収入を得ていたケルンの聖ゲオルク修道院の首席司祭であった。

#### 都市への昇格

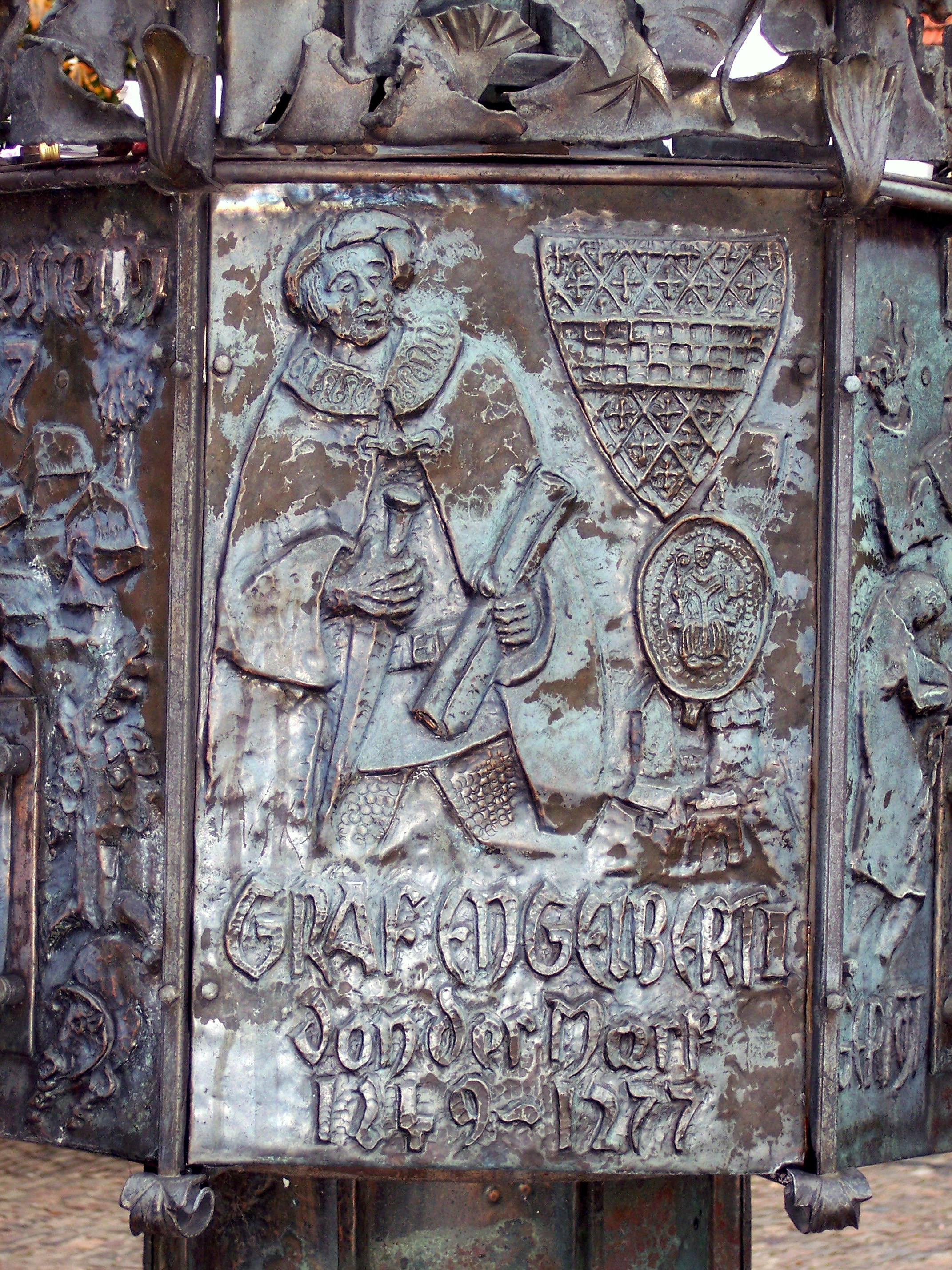
グラーフ＝エンゲルベルト広場の泉に施されたマルク伯エンゲルベルト1世のレリーフ

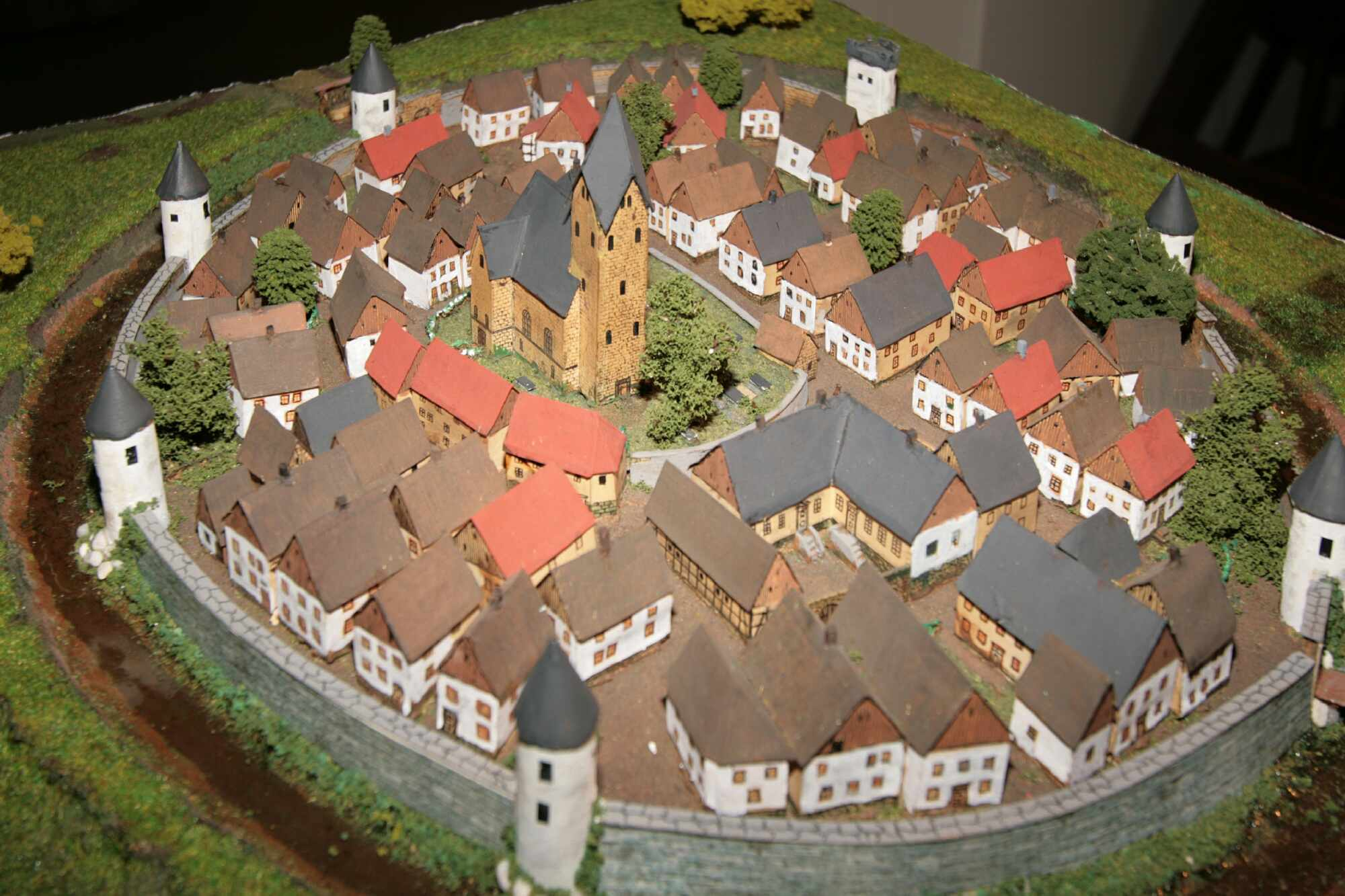
リューデンシャイト歴史博物館に展示されている中世リューデンシャイトの都市模型

中世のリューデンシャイトは、ケルン大司教とアルテナ伯（後のマルク伯）との駆け引きの場であった。この聖界領主（ケルン大司教）は同時にヴェストファーレン公の爵位を有していた。アルテナ伯はその家臣であった。ケルン選帝侯はこれにより、後のメルキッシャー地方の世俗高権をも有していた。しかし地元の伯たちは、独立した領邦を獲得しようと努めていた。この際に戦略上および教会組織上重要なリューデンシャイトは大きな意味を持っていた。都市への昇格により、マルク伯は影響力の強化を図った。しかしそれにはケルン選帝侯の認可を得なければならなかった。マルク伯エンゲルベルト1世は大司教エンゲルベルト2世フォン・ファルケンブルクの姪と結婚し、1268年に岳父に仲裁を頼んだ。堀や壁が造られ、村は都市となった。これに伴い、様々な権利や特権が徐々に与えられていった。1268年に都市となったが、小都市を意味する oppidum という記述は1278年以前にはなされていない。この年にマルク伯エーバーハルトは大司教ジークフリート・フォン・ヴェスターブルクから、壁を取り壊し、堀を埋めるよう命令を受けた。しかしこの命令は、翌年にレーエンとして委託されることで回避された。1288年のヴォリンゲンの戦いの後、ケルンの影響力はほとんど失われていった。
1287年に初めて市議会について記録され、1351年には官選の首長 (Proconsules et consules) が2人同時にいたことが証明されている。これはドルトムントと比肩しうる体制であった。名前が判っている最初の首長 (Vrolich Hake) はヘルシャイト教会文書録中の1396年の文書に記述されている。ドルトムントをモデルとした都市行政組織は1462年までの長年にわたって形成されていった。首長の他に、それぞれ選出された6人の市民からなる「ラート」（参事会）と「ゲマイネ」（平民会）が設けられた。市場開催特権は1425年に与えられた。当初は1年に3回であったが、1533年からは1年に4回開催できるようになった。
現在のシュテルン広場付近に1491年までに2つめの礼拝施設として十字架礼拝堂が建設された（1885年に取り壊された）。リューデンシャイトは1248年にはゾースト付属のハンザ都市として記述されている。1549年からはウナと都市同盟を結んだ。マルク伯による権力掌握が不安定であったため、市当局は1563年から1578年までの間に宗教改革を受け容れた。リューデンシャイトはルター派信仰を表明した。

#### 司法都市
中世、リューデンシャイトには広範な地域に重要な意味を持つフェーメ＝フライゲリヒト（重罪裁判所）が長らく置かれていた。ここでは特に南ドイツ地域での事件が審議された。たとえば、1433年からのバイエルン＝ミュンヒェン公ヴィルヘルム3世とバイエルン＝ランツフート公ハインリヒ16世との係争事案などである。14世紀から18世紀までマルク伯の上級裁判所はこの街に置かれていた。権利上リューデンシャイトの娘都市にあたるノイエンラーデおよびベルクノイシュタット（ヴァルター・ホステルトによればさらにブレッカーフェルト、プレッテンベルクおよびフライハイト・アルテナも含まれる）は、この地のラーツゲリヒトで裁判が行われた。中世末期にこの裁判所は控訴事案を扱う上級裁判所であるヴェスト裁判所に組織変更され、1719年まで存続した。ヴェスト・リューデンシャイトには、旧アルテナ郡地域の他、フォルメタールのブレッカーフェルトとダール（現在はハーゲンの一部）が含まれた。

### 都市火災
リューデンシャイトは、1530年、1578年、1589年、1656年、1681年、1723年と6回大規模な都市火災に襲われ、そのたびにほぼすべての建物が失われた。さらに1842年の小規模な火災で都市の一部が破壊された。火災が壊滅的な猛威を振るったのは、家屋が長らく木造あるいは木組みで建てられ、藁葺き屋根であったことに加えて、都市の境界内部が極めて密集して建て込んでいたためであった。火元はしばしば鉄加工業者であり、このため1693年に市壁外の現在のウンテレ・ヴィルヘルム通りに移転させられた。同じ年に首長のクローネンベルクは、最初の都市火災令を公布した。市内の藁葺きあるいは葦葺き屋根の建設は、マルク伯領では1720年に禁止された。1656年の火災については目撃者の報告が遺されている。代官のシュテッフェン・フォン・ノイホフはノイエンホーフ城の他にシュタットハウス（市内の屋敷）を所有しており、火災の様子の日記に記している。1656年の火災後、都市の復興はいつも通り元の地割りに従って行われた。教会のわずかな部分の他、地下のヴォールトや家屋の外壁が残っただけであった。最後の大火となった1723年の後の復興はプロイセン統治下で行われた。これにより旧市街の特徴的な屋根窓のあるトラウフシュテンディヒな家屋の街並みが形成された。この街並みは、領邦の法律に基づいて建設された典型的な様式の街であるポツダムを彷彿とさせる。リューデンシャイトに対して防火設備を広範囲に整備することを規定した建築法も同時に発出された。

### 近世・近代

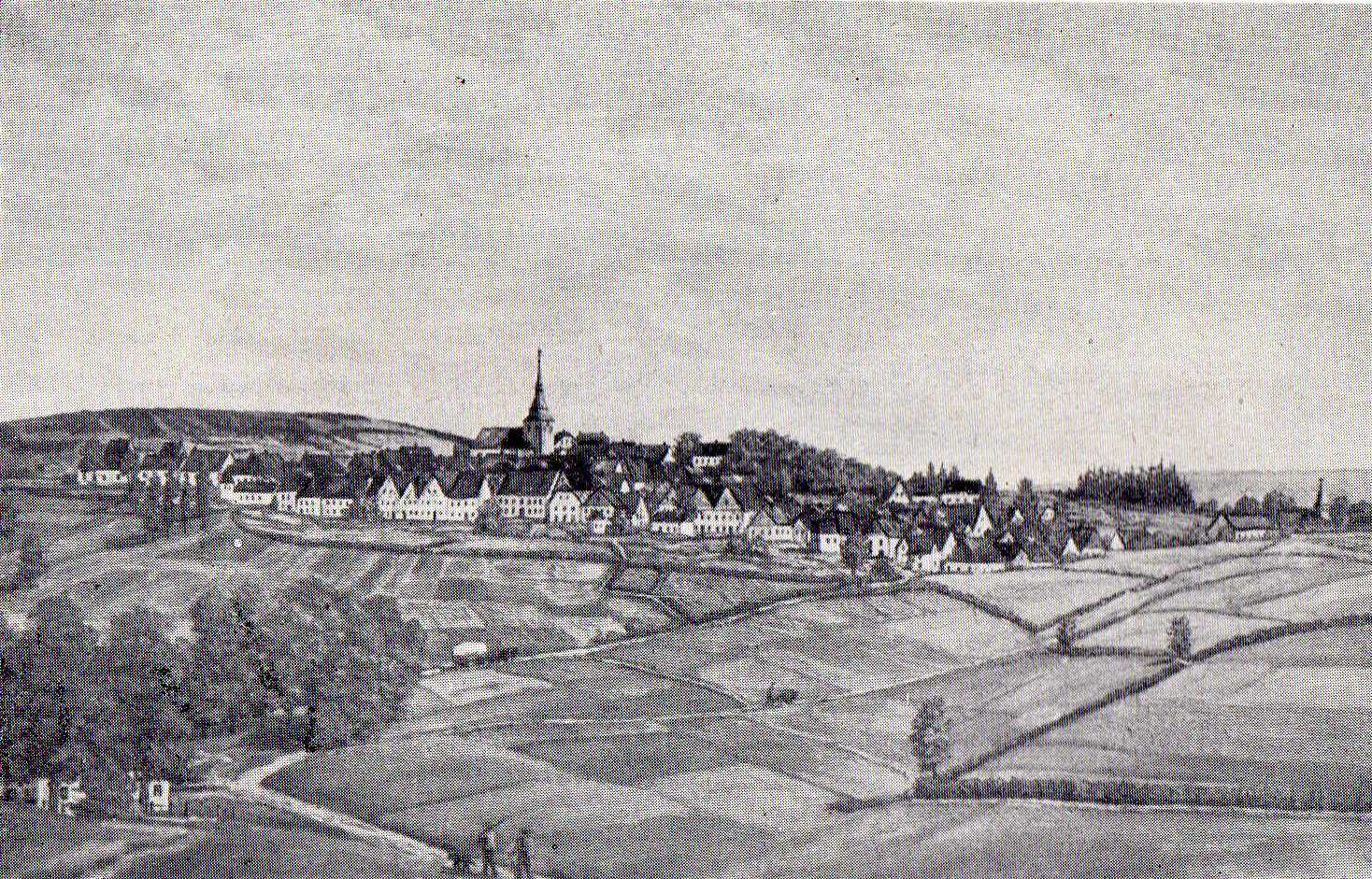
1800年頃のリューデンシャイトの外観

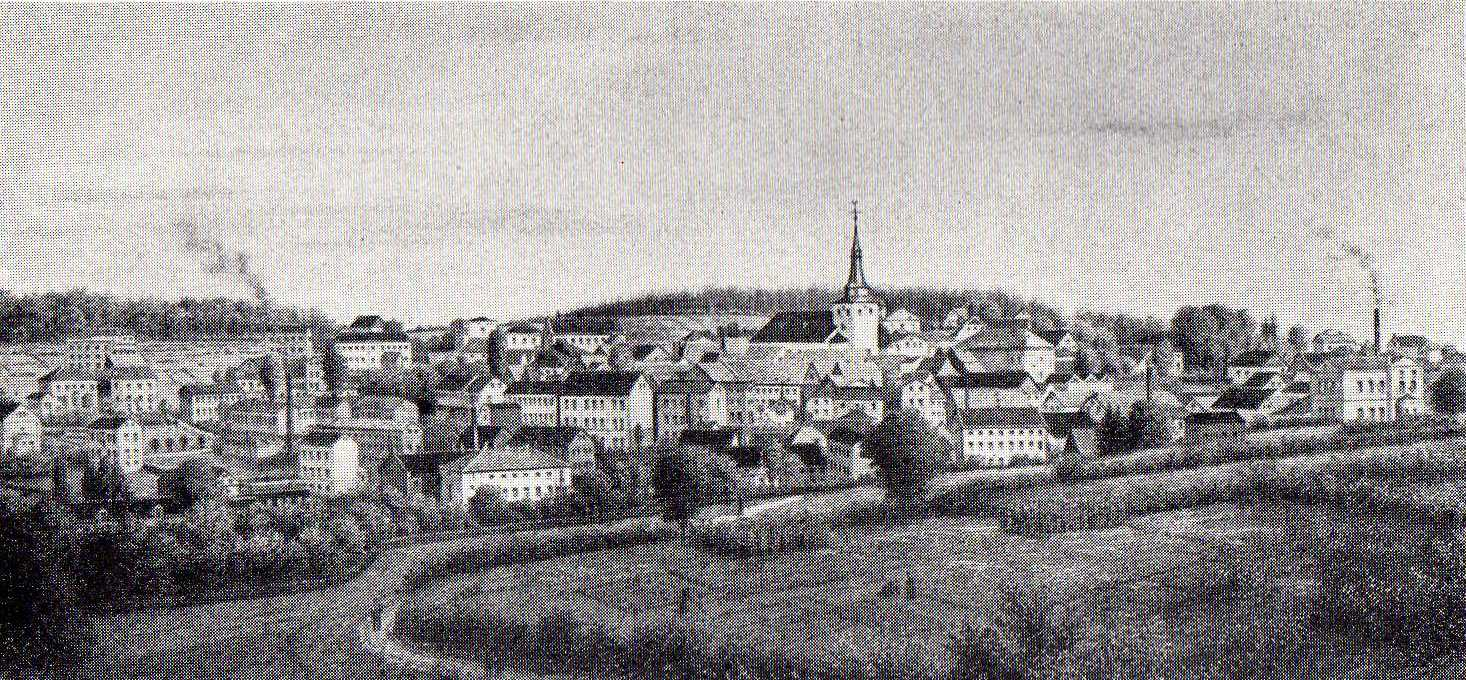
1870年頃のリューデンシャイトの外観

リューデンシャイトは、相続によって、マルク伯領とともにブランデンブルクとプファルツ＝ノイブルクとの共同統治となった（後者は1614年まで）。その後この街はブランデンブルク選帝侯領の一部となり、後にプロイセン領邦連合に参加した。これにより今日までプロイセンとの文化的・宗教的同一性が形成されている。七年戦争（1756年 - 1763年）の間、リューデンシャイトは5年間フランスに占領されていた。ナポレオン支配下で、「Franzousentied」と呼ばれてたリューデンシャイトはベルク大公国に属した。1806年11月、フランス軍の将軍ルイ・アンリ・ロワゾンの軍勢がマルク伯領を占領した。行政管理上の新組織は、ペーター・ケルクジヒがメリー・リューデンシャイトのメールであることを宣言した1808年8月に完成した。メリー・リューデンシャイトには、マイネルツハーゲン、エッベ、ハルヴァーが含まれた。ライプツィヒの戦いの後ナポレオン軍が撤退すると、プロイセンと同盟していたロシア地域のコサックが1813年11月にリューデンシャイトに侵攻し、その一部が宿営した。1813年11月18日にペーター・ケルクジヒの命令で「プロイセンとの再統合」が祝われた。祝祭的な儀式が開催され、プロイセンの鷲の旗が改めて市庁舎に掲げられた。ナポレオン時代が終結した2年後、ウィーン会議の結果リューデンシャイトは新設されたプロイセン王国ヴェストファーレン州の一部となった。
地形上不利な場所にあったため、ブリュッゲ - リューデンシャイト線によって鉄道網に接続したのは1880年になってからであった。これによりフォルメタール鉄道への接続が完了した。アルテナおよびヴェルドールへ至るアルテナ郡鉄道 (KAE) の狭軌路線が開通した。この鉄道によって、早くも1862年に鉄道が開通していたレネタールへの往来が改善された。
1898年にカール・ベルクが設立した工場でのアルミニウムトラスの製造と、ツェッペリン飛行船の組み立てはリューデンシャイトの歴史におけるエピソードの1つである。カール・ベルクの娘婿にあたるヴェルドール出身のアルフレート・コルスマンは同じくアルミニウム工場の工場主で、1908年からツェッペリン飛行船製造の営業ディレクターを務め、その企業間の関わりを保った。アルミニウム産業は19世紀以降、この街の工場にとって特に重要であった。好調な経済発展に伴う急激な人口増加により、リューデンシャイトは1907年に郡独立市となった。
第一次世界大戦の結果はリューデンシャイトにも見られる。1924年から1928年までは安定はしていたが、この頃に失業率は約 10 % にまで悪化した。長い間ドイツ社会民主党 (SPD) が明らかな多数を保持していた。1929年の市議会選挙では SPD が第一党を占め、国家社会主義ドイツ労働者党 (NSDAP) は議会入りを阻まれたが、それも1933年3月13日の市議会選挙までであった。この選挙自体は、市民政党や左翼系の党が優勢であったが、SPD とドイツ共産党 (KPD) が合わせて 14議席であったのに対して、NSDAP は13議席を獲得した。その他の8議席は、市民政党の候補者が選ばれた。1933年1月30日、ヒトラーが首相に指名された日に、リューデンシャイトでは国家社会主義の政治集会ではなく、「ファシズム的独裁者ヒトラー - パーペン」に対抗する共産主義者のデモが行われた。この頃地元の政党、行政、市長ルートヴィヒ・シュナイダー (DVP) はまだ黙認されていた。その後の数週間で国家社会主義者は、リューデンシャイトの社会民主主義および共産主義勢力の抵抗運動に対して権力を行使した。他の多くの同規模の都市と同様、権力掌握がなされた。ドイツ全土でそうであったように、1933年春にすべての政治的・社会的勢力が同一化され、あるいは禁止された。1933年3月29日に5人の共産主義者が逮捕され、リップシュタット＝ベニングハウゼンの旧矯正施設に収監された。1933年4月18日、アドルフ・ヒトラーがリューデンシャイトの名誉市民となった。
1935年10月15日、リューデンシャイトは兵舎の所在地となった。ここには第60歩兵連隊、対戦車防衛大隊、衛生部隊、さらに戦時中には多くの補充部隊が駐屯した。1940年にはここに第14高射砲連隊の5個中隊をほじめ高射砲部隊が移動してきた。NSDAPのリューデンシャイトの都市グループ指導者で党のアルテナ郡指導者であったヴァルター・ボールリングハウスは、1944年1月1日にさらに重要な軍指導者のポストを得てドルトムントに呼ばれた。同じ年にリューデンシャイトでは、最高機密に属す A4 ロケット（V2ロケットとも呼ばれる）の燃焼室の一部の組み立てが始まった。その1年後に、フンスヴィンケル労働教育キャンプに収容された14人のソヴィエト人収監者が処刑された。これは戦争末期の犯罪行為の1例である。この収容所はこれ以前の1942年末から既に、ドルトムントおよびケルンのゲシュタポの「特殊任務」に定期的に利用されていた。処刑された人数は100人から350人であった。フンスヴィンケルに収容された者のうち、約550人が死亡した。リューデンシャイトの市民も「戦争末期の犯罪」の犠牲となった。リューデンシャイトの住人パウル・アントン・ヴェーバーとアレックス・ウセラーはドルトムントに連行され、1945年の3月または4月に殺害された。終戦直前の1945年4月9日、3人の兵士が逃亡のためマルクト広場で絞首刑に処された。最後の暴虐行為（民間人ヘルマン・マザルスキを「敗北主義的言動」により射殺）は、アメリカ軍が入城する数時間前になされた。たとえば、上級市長カール・フリードリヒ・シューマン、長年地元のゲシュタポ隊長でフンスヴィンケル収容所の所長であったカール・ゲルテンバッハ、ヴァルター・ボーリングハウスらは自殺することで責任の追及から逃れた。ボールリングハウスはイーザーローンからリューデンシャイトに逃亡しようと試みてもいた。この街は砲撃や戦闘による損傷を免れた。旧市庁舎地下倉庫のゲ＝デンク＝ツェレは、この街の国家社会主義の歴史を記憶し、伝える場所となっている。
アメリカ軍はリューデンシャイトを、この地を管理地区の一部とするイギリス軍に明け渡した。イギリス軍はブッケスフェルト兵舎（ベルギー人からは La-Lys-兵舎と呼ばれた）、バウクロー兵舎、ヘラーゼン兵舎、リューデンシャイト南部の軍事演習場および一連の接収した建物をベルギー軍に再譲渡した。需要はこれより大きかったため、ベルギー軍はさらに民家を接収し、いくつかの住宅地を建設した。さらにベルギー人のための余暇施設として、劇場やプールからなる複合施設や、ヘルシャイダー・ラントシュトラーセ沿いのいわゆるベルギー・シュッピングセンターが建設された。軍事施設としては、シュティレキング第II弾薬保管庫、旧シュティレキング戦車ホール、ホーメルトの麓の軍事演習場、ヘールヴィーゼの戦車試走場、シュピールヴィッゲの射撃場がある。シュティレキング第I弾薬保管庫は1960年から1963年まで核兵器保管庫として利用され、アメリカ兵、ベルギー兵、ドイツ兵が監視していた。この弾頭はその後、ラーン特殊弾薬保管庫に移管された。

### 戦後

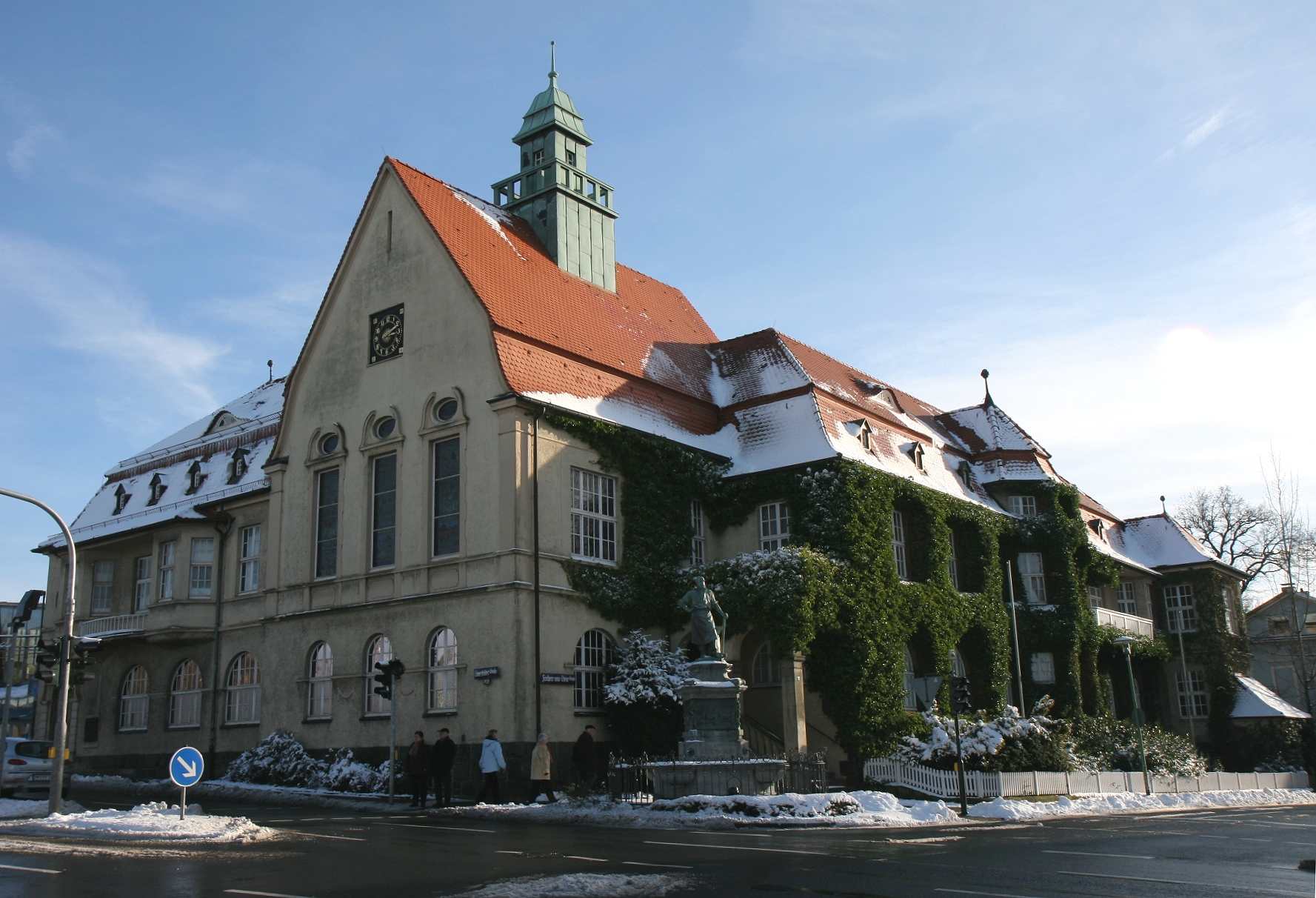
旧アムトハウス。1968年までリューデンシャイト・ラントを含むアムト・リューデンシャイトの行政中心であった。

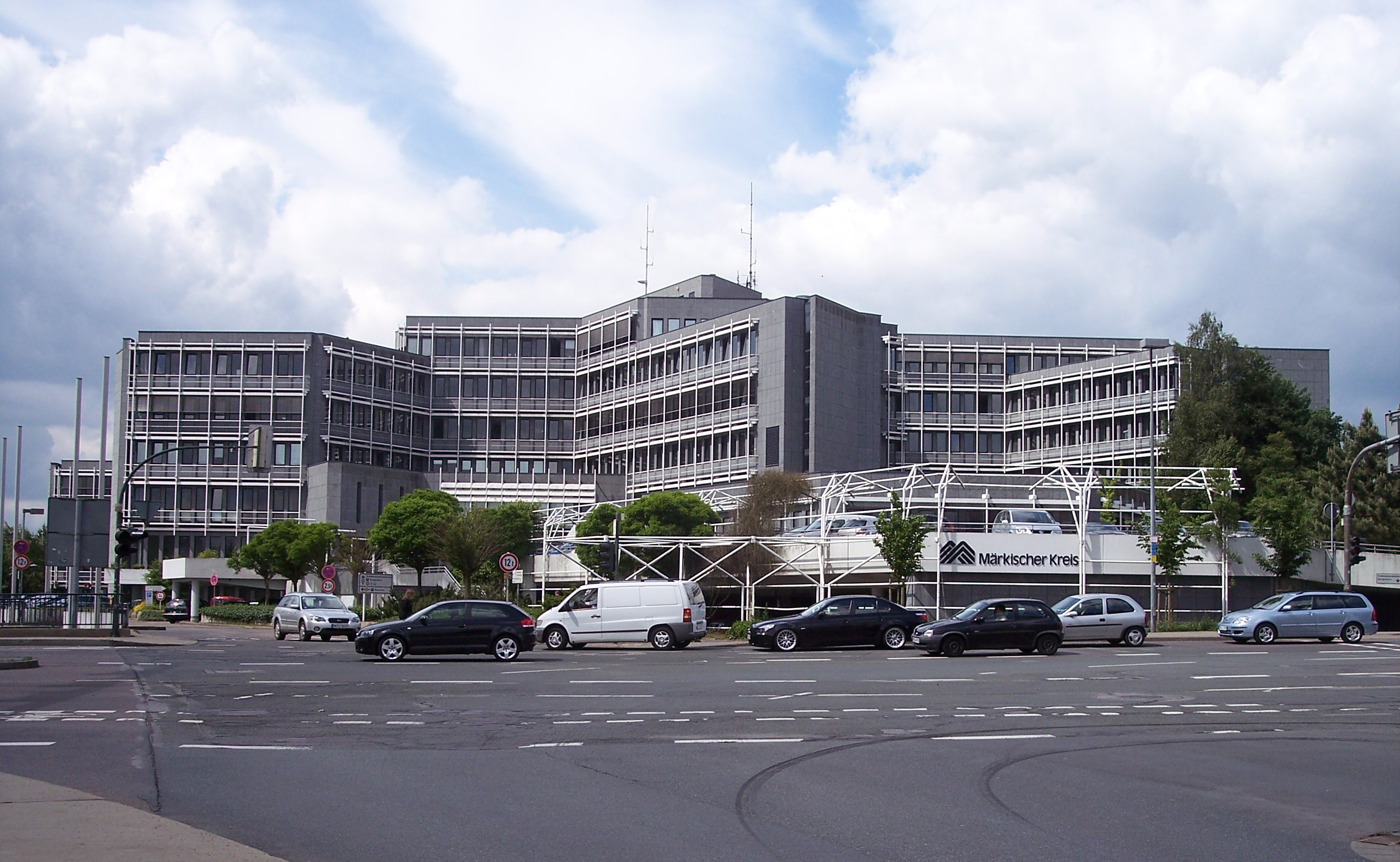
メルキッシャー郡の郡庁舎

1945年以後、旧ドイツ東部領土や戦闘が激しかったザクセン、テューリンゲンから多くの難民や追放された人々が流入したことで、急速な人口増加が起こった。それまでにない規模で都市の拡張（リューデンシャイト＝ヴェルト、リューデンシャイト＝ホンゼル、リューデンシャイト＝ヘー、ビールバウム、ゲーヴェルンドルフ、ブッケスフェルト、ヴェーベルクなど）がなされ、数多くの教会、学校、その他の公共施設が必要となった。同時にリューデンシャイトは、新しい連邦共和国の経済発展により大きな恩恵を受けた。
1968年から1969年にこの街は郡独立市の地位を失い、アルテナ郡と統合されてリューデンシャイト郡を形成し、その郡庁所在地となった。しかし、当初郡議会はアルテナに残留していた。
1968年の連邦アウトバーン A45号線の建設により交通工学上不利な状況は大きく改善された。
1971年から1973年まで毎年夏にヘー地区に設置された展示会場数カ所で開催された合成樹脂の国際展示会 "IKA" は注目を集めた（特に連邦首相ヴィリー・ブラントの訪問により注目された）。展示会場の一部は1975年まで利用された。この年に、部分的に未来的な印象を与えるオブジェクトの大部分は競売にかけられた。IKA は経済的にはほとんど成功せず、あらかじめ立案された合成樹脂の家のコンセプトを達成することもできなかった。それでも、この展覧会は、国際的に何十年にもわたって追求されていた試みのハイライトであり、専門家グループの一部に熱心な共感を呼び起こした。
この街は1975年から、主にイーザーローン郡、リューデンシャイト郡および郡独立市であったイーザーローンが合併して形成されたメルキッシャー郡の郡庁所在地となった。1986年に新しい郡立病院がヘラーゼンに設けられ、同じ年にヘートフェルダー通りに病院施設が完成した。これと同じ、主に経済的繁栄によって特徴付けられた10年間に、文化館、新しい市立博物館、新しい市立図書館、現在はもうなくなった都市中心部の波立つプールや新設されたナッテンベルク屋外・屋内プールといった数多くの公共施設や文化施設が建設された。

### 地名
長年支持されていた語尾の -scheid が分水界を意味するという説は、リューデンシャイトがレネ川とフォルメ川との分水界に位置しているとはいえ、すでに時代遅れのものとなっている。この語尾はむしろ、共有地あるいは領主の治める土地から分離された場所を意味する ausgeschiedeneに由来すると考えられる。このため、-scheid という語尾を持つ地名は、たとえばエルスペタール上流のリューデンシャイト＝ブレンシャイト (Brenscheid) のように、谷に位置する集落に見られる。"Lüdenscheid" の前半部分は古ザクセン語の男の名前リウドルフ (Liudolf) に由来する（1072年には Liudolfessceide と表記されている）。この語はさらに、liud（民衆、群）と Wulf（オオカミ）とが結合したものである。リウドルフが歴史上の人物であるリウドルフにちなんだものであるか、そうであるとすればどのリウドルフにちなんだものであるか、は不明である。

### 市町村合併
1969年1月1日、リューデンシャイト市は、それまで存在していた自治体リューデンシャイト＝ラントの大部分と合併した。それまでリューデンシャイト＝ラントに属していたラーメデタール中流域はアルテナ市に移管された。リューデンシャイト＝ラントとともにアムト・リューデンシャイトを形成していたヒュルシャイトはシャルクスミューレに統合された。リューデンシャイト＝ラントのインフラや行政の中心は常にリューデンシャイト市にあったため、この街は近隣の行政中心と合併することなく拡大した珍しい例の1つとなっている。

## 住民

### 宗教

#### 宗教統計
2006年、リューデンシャイトの人口の 22.4 % がカトリック、38.7 % が福音主義を信仰しており、38.9 % が自由教会、無信仰、またはその他の宗教の信者であった。2016年12月31日時点では、20.6 % がカトリック教会、32.8 % が福音主義地方教会に属し、46.6 % がその他の宗教または無宗教であった。

#### 宗教史
メルキッシェス・ザウアーラント南部は遅くとも9世紀までにはキリスト教化された。宗教改革の時代にリューデンシャイトはルター派の信仰を受け容れた。産業革命により、カトリックの比率が再び増加した。しかし、それまで通り地方教会あるいは自由教会として組織された福音主義教会が主流であった。特に有力であったのは、カリスマ運動のグループ FCJG であった。このグループは現在も福音主義地方教会に属している。街の郊外には、3つのモスクを含む多くのムスリム組織があり、ギリシャ正教会も存在する。
リューデンシャイトは福音主義リューデンシャイト＝プレッテンベルク教会クライスの本部所在地であり、教区監督所在地である。イーザーローン教会クライス、ジーゲン教会クライスおよびヴィトゲンシュタイン教会クライスと連合のかたちで共同で業務を行っている。リューデンシャイトの教会クライスは、イーザーローン教会クライスと共同のオフィスで執務している。

### 人口推移
中世および近世初めには、リューデンシャイトの人口は数百人であった。人口は、度重なる戦争、疫病、飢餓で繰り返し減少した。特に、三十年戦争（1618年 - 1648年）や1634年のペストの流行では多くの死者が出た。19世紀の工業化により初めて人口増加が加速した。1800年の人口は 1,500人であったが、1900年には 26,000人にまで増加した。そして1950年までに人口は倍増し、52,000人となった。
1969年のリューデンシャイト＝ラントの町村（1968年の人口: 18,831人）を併合したことで、人口は約8万人となった。しかし1995年以後、人口は毎年数百人ずつ減少した。この人口学的な推移は、ノルトライン＝ヴェストファーレン州全体の傾向と一致する。この人口減少は、40年以上続くと予想されている。ノルトライン＝ヴェストファーレン州のデータ管理・統計局の研究による2017年12月31日現在のリューデンシャイトの人口は、72,894人である。
以下のグラフは、各時点の市域における人口の推移を示している。数値は人口調査結果または州統計局の公式な推計値である。1871年以前の数値はそれぞれ異なる調査方法によっている。

1800年以降のリューデンシャイトの人口推移

2017年現在、人口の 50.9 % が女性、49.1 % が男性である。外国人比率は 17.5 % で、その多くはトルコやギリシアの出身者である。

## 行政

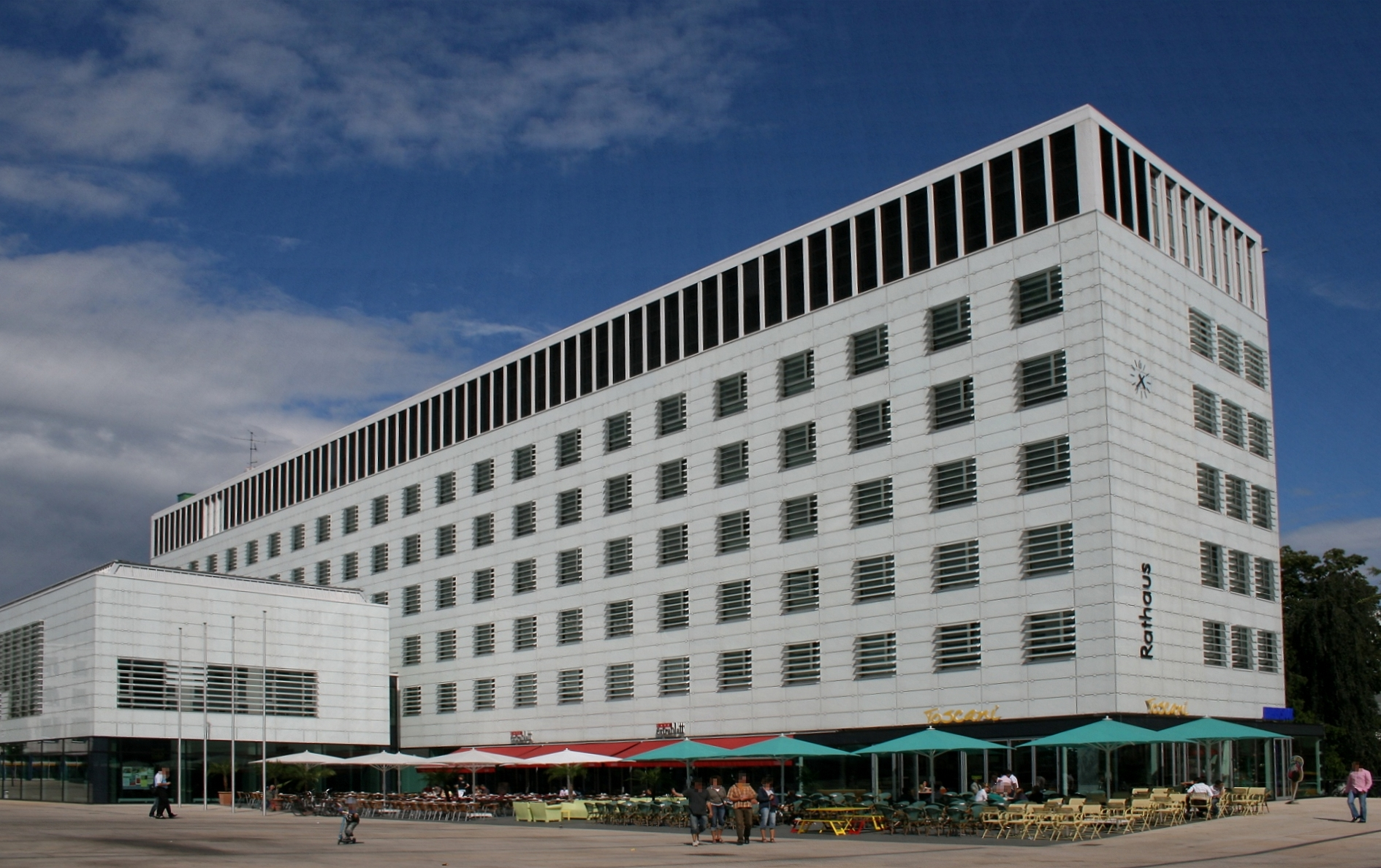
リューデンシャイト市庁舎

2010年に市民参加型予算編成が行われ、2011年度予算に初めて組み込まれた。

### 市議会
リューデンシャイトの市議会は、48議席からなる。

### 首長
1720年から2020年までにこの街の首長となったのは 35人である。郡独立市だった1916年から1968年まで首長の肩書きは Oberbürgermeister（直訳: 上級市長）であった。
第二次世界大戦以後の首長を列記する。
- 1945年 - 1946年　カール・ヴァイラント
- 1946年 - 1946年　ヴィリー・ビュルガー (SPD)
- 1946年 - 1948年　リヒャルト・ヒュック (CDU)
- 1948年 - 1948年　エルンスト・メーリヒ (CDU)
- 1948年 - 1949年　ヴィリー・ホフマイスター (CDU)
- 1949年 - 1951年　ヴァルター・キンミヒ (SPD)
- 1951年 - 1952年　ヴァルター・ケーニヒ
- 1952年 - 1953年　ヴァルター・キンミヒ (SPD)
- 1953年 - 1961年　アウグスト・シュリングマン (SPD)
- 1961年 - 1964年　カール・ディーマー (FDP)
- 1964年 - 1971年　エルヴィン・ヴェルケ (SPD)
- 1972年 - 1975年　ヘルベルト・ヴァイゲルト (SPD)
- 1975年 - 1994年　ユルゲン・ディートリヒ (CDU)
- 1994年 - 1999年　リーザ・ゾイスター (CDU)
- 1999年 - 2004年　フリードリヒ・カール・シュミット (CDU)
- 2004年 - 2020年　ディーター・ヅェヴァス (SPD)
- 2020年 -　ゼバスティアン・ヴァーゲマイヤー (SPD)[46]

### 紋章
図柄: 金地（黄色地）。開いた門がある赤い胸壁の上に、2層の銀と赤が7回入れ替わる市松模様の帯。さらにその上に半身を表すメダルドゥス司教。司教は赤い式服と赤いミトラを身につけ、銀の司教杖を持ち、左手は、金色の十字架が表紙に描かれた金色の小口の閉じた赤い本をかざしている。
解説: 最も古い市教会である救世主教会は、元々、市の守護聖人とみなされていた聖メダルドゥスに献堂されていた。市松模様の帯は、何世紀もの間リューデンシャイトが属していたマルク伯領の紋章から採られた。胸壁はかつての防衛施設を表しており、これにより都市に昇格していたことを示している。この紋章は1341年の市の印章にその起源を持つ。
この紋章は1965年に認可された。

### 姉妹都市
住民協調の観点から、リューデンシャイト市は多くの国際的姉妹都市関係を結んでいる。
- カルダーデール（英語版）/ブリッグハウス（英語版）（イギリス、ウェスト・ヨークシャー）1950/1983年
- デン・ヘルダー（オランダ、北ホラント州）
- ルーヴェン（ベルギー、フラームス＝ブラバント州）
- ミシレニツェ（ポーランド語版、英語版）（ポーランド、マウォポルスカ県）1989年
- ロミイ＝シュル＝セーヌ（フランス語版、英語版）（フランス、オーブ県）1991年
- タガンログ（ロシア、ロストフ州）1991年

シレジアの クウォツコ市および同名の郡とは1952年から保護・協力関係を結んでいる。これは第二次世界大戦後にクウォツコおよびその周辺地域から追放された人々がリューデンシャイトに移住したことに由来する。リューデンシャイトのアムツケッテの第7メダルには、この街の名前（ただしドイツ名の Glatz）と紋章が刻まれている。

## 文化と見所

### 演劇

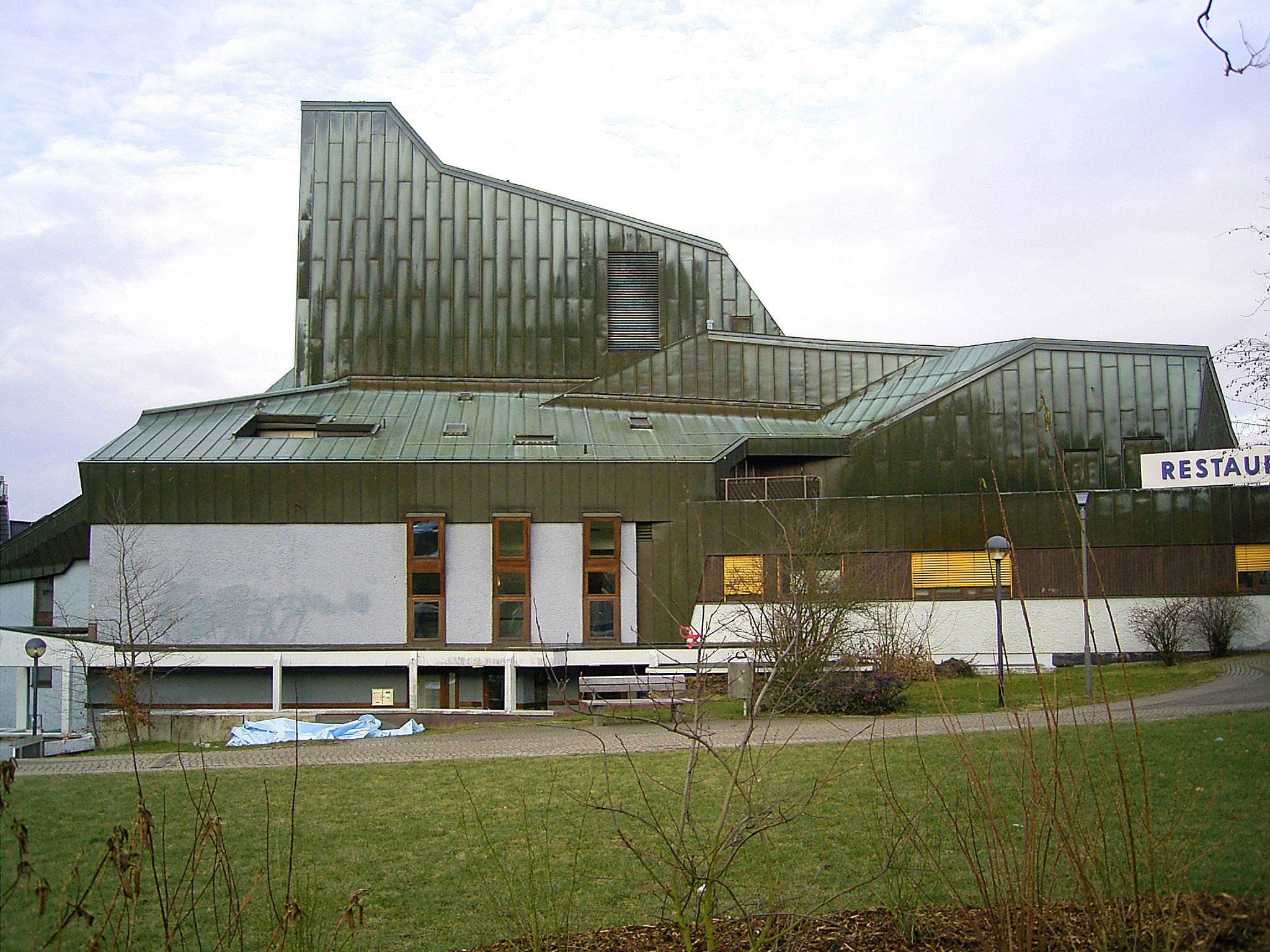
リューデンシャイト文化館

1981年に完成したロルフ・グートブロート設計の文化館は市の中心部に位置し、市立公園に面している。外観も内装もベルリン・フィルハーモニーに似ている。676席の大ホールは、オーケストラピットを持つ、ヴィンヤード型のホールである。この他に広さの異なるいくつかのホールと、飲食施設がある。この文化館は、公演プランに基づき、ミュージカル、バレエ、オペラ、オペレッタ、演劇、コンサート、演芸プログラムの公演が、主に客演のかたちで行われる。1986年からは、自主演出作品の上演も行われている。ここでは主に古典作品（シェイクスピア、ゲーテ、レッシング、フリッシュ）が上演されている。

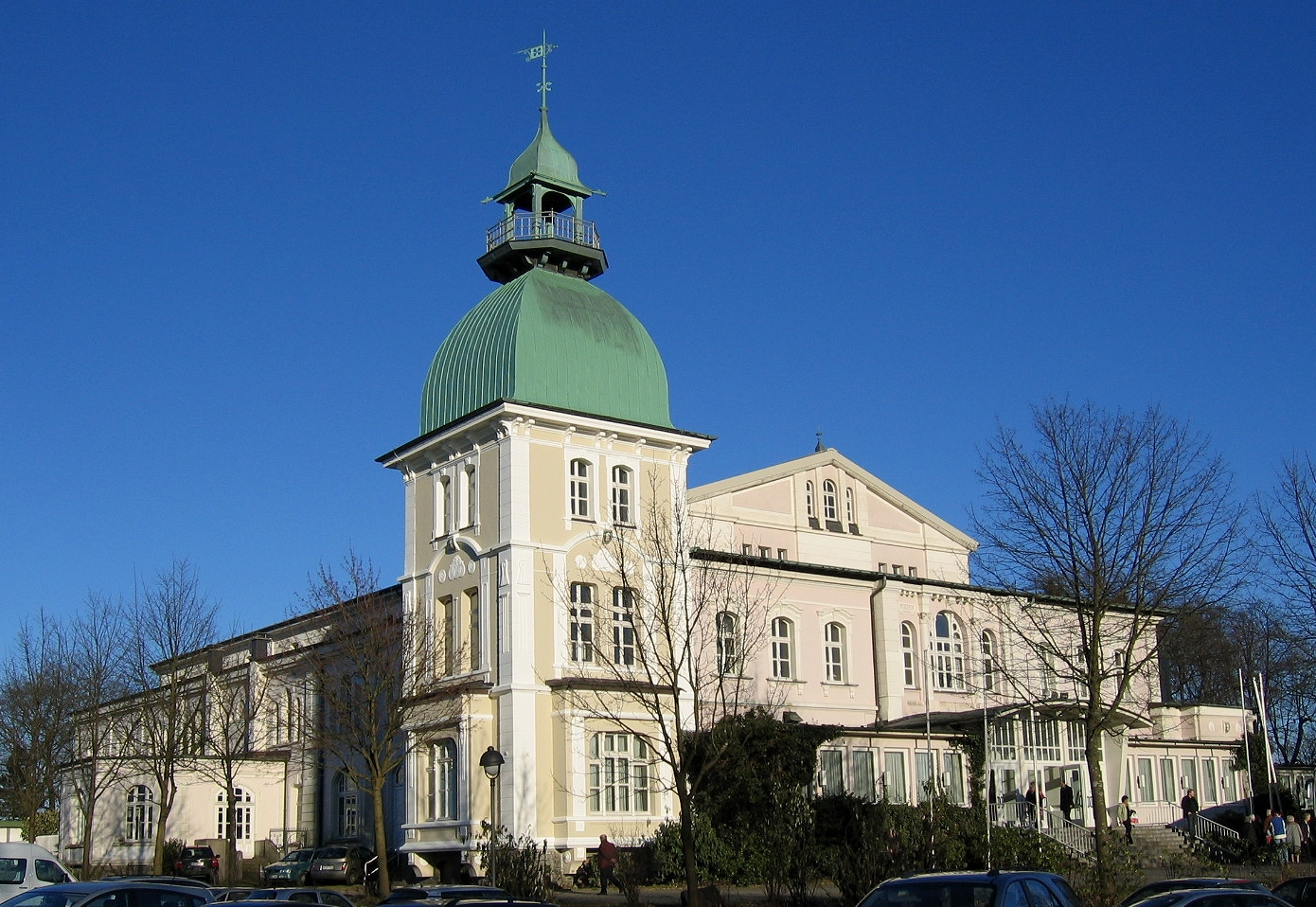
旧射撃ホール

この他の舞台作品の公演会場としては、1964年建造のゲシュヴィスター＝ショル＝ギムナジウムの講堂（約400席）や新射撃ホールがある。後者は1900年にヴェストファーレン最大級の祝祭ホールの1つとして完成した建物である。ここには1420席の大ホールがあり、さらにホワイエに200席が用意できる。この建物は、ユーゲントシュティールの要素を持つ特徴的な塔を有するネオバロック様式の建造物である。また、旧印刷所の小ステージでも、様々な種類の文化イベントが開催されている。
CVJM リューデンシャイト＝ヴェスト e.V.の劇団「ディー・ビューネモイゼ」は1983年に設立された。毎年1本のコメディーを上演し、リューデンシャイトの文化シーンの一翼を担っている。この劇団は、リューデンシャイトで約30公演を行っている。
リューデンシャイダー・アルトシュタットビューネは、年間約30公演を行うアマチュア劇団である。この劇団は、主に大衆コメディーまたは犯罪劇を中心に、1シーズン（10月から5月）に1作品を上演する。
長年にわたって文化館の館長を務めたルドルフ・シュパーリングが率いる演劇グループは、現在「アンサンブル K」という名称で活動している。この劇団は1986年からおおむね1年に1作品を制作している。リューデンシャイト文化館を拠点としていたが、2005年に改築されたリューデンシャイト貯蓄銀行本行ビル内のガラスパビリオンを新たな本拠地とした。

### 音楽
リューデンシャイトの音楽に関する名声は、19世紀以来、多くの歌唱コンクールで受賞あるいは良好な成績を収めた数多くの歌唱クラブや合唱団によってもたらされた。組織的な枠組みとしてリューデンシャイト歌唱クライスが形成されている。遅くとも19世紀末からこの街は、国内外の音楽活動のジャンクションとなっている。ウィーンの音楽学者でベートーヴェン研究家のマルティン・グスタフ・ノッテボームはリューデンシャイトで生まれた。作曲家クルト・ヴァイル（たとえば、ベルトルト・ブレヒトの音楽劇「三文オペラ」の作曲家である）は、1919年から1921年までリューデンシャイト市立劇場のカペルマイスターとして契約していた。彼の仕事場は、現在のラートハウス広場（市庁舎広場）に面した当時のホテル「ツーア・ポスト」であった。
この街の音楽生活は、音楽学者で賛美歌研究者のコンラート・アーメルンが1934年に移住してきたことにより大きなインパクトを受けた。企業家の夫人ゲルトルート・ヒュックとの支援契約により、彼は「リューデンシャイダー・ムジークフェライニグング」（リューデンシャイト音楽クラブ）を設立し、「リューデンシャイト小音楽祭」を創始した。この合唱団は1970年までバロック音楽や新しい音楽を中心に意欲的なプログラムを提供した。アーメルンの指導により、リューデンシャイトは古楽器演奏実践の中心地となった。これと並行して福音主義の教会音楽が盛んになった。バッハ＝オーケストラを併設したリューデンシャイト・バッハ＝コーラスは、1947年に設立された。リューデンシャイト・オラトリオコーラスは、1985年からこの伝統を引き継いだ。モテット、カンタータ、オラトリオといった教会音楽の演奏は、数十年前からリューデンシャイトの文化生活の一部となっている。宗教音楽の演奏会場としては、クリストゥス教会などが用いられる。

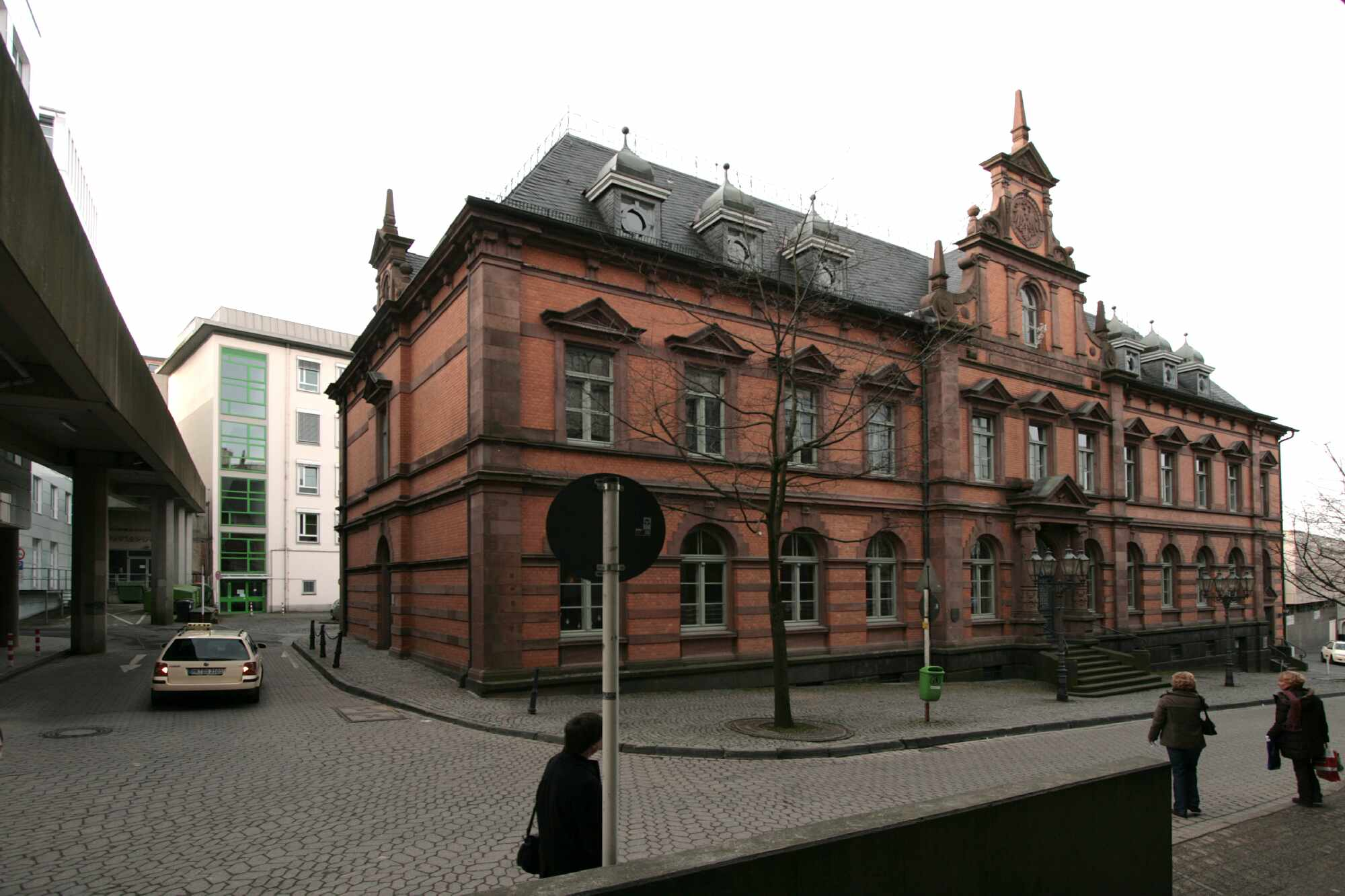
旧郵便局。現在は音楽学校が利用している。

2012年まで教会音楽監督マリー・シャーバーンが指揮していたリューデンシャイト・ヴォーカルアンサンブルが全国的な知名度を得ている。この合唱団は、演奏ツアーの他に救世主教会で定期的に歴史的演奏法の実践を義務づけられてもいる。この街では数多くの教会合唱団、教会歌唱グループ、歌唱チームが活動してる。さらにリューデンシャイト室内オーケストラもある。この街の音楽生活の重要な担い手が1960年代から存在する音楽学校で、独自のオーケストラやアンサンブルを有している。文化館は、プロのフィルハーモニーのコンサートや音楽劇の上演に用いられる。この他に2つの室内楽ホールが存在する。古い方が旧シュタットハウス、現在の市立図書館であり、新しい方は、1985年に旧郵便局のカウンターホール、現在の音楽学校のホールである。さらに1992年に音楽学校に組み込まれたホール「グレンツェンロス」などの小さな演奏会場がある。
リューデンシャイト出身のユルゲン・ヴェルトの筆から重要な新しい教会音楽がいくつか生み出されている。

### 映画
1950年代にベルギー兵のために建設された、パーク通りのパークシアターとパークプールの複合体が、7つのスクリーンを持つ現在のキーノツェントルム（直訳: 映画センター）の原型である。かつての劇場ホワイエには建設当時の祝祭的な装飾が遺されている。また、ヴェルドーラー通りには1950年代の伝統的な大型映画館が営業している。この建物にも元のホワイエが保存されており、特徴的な造形から保護文化財に指定されている。

### 博物館・美術館
リューデンシャイト市の博物館・美術館としては、市立ギャラリー、歴史博物館、旧ブレメッカー鍛造所の冶金博物館がある。

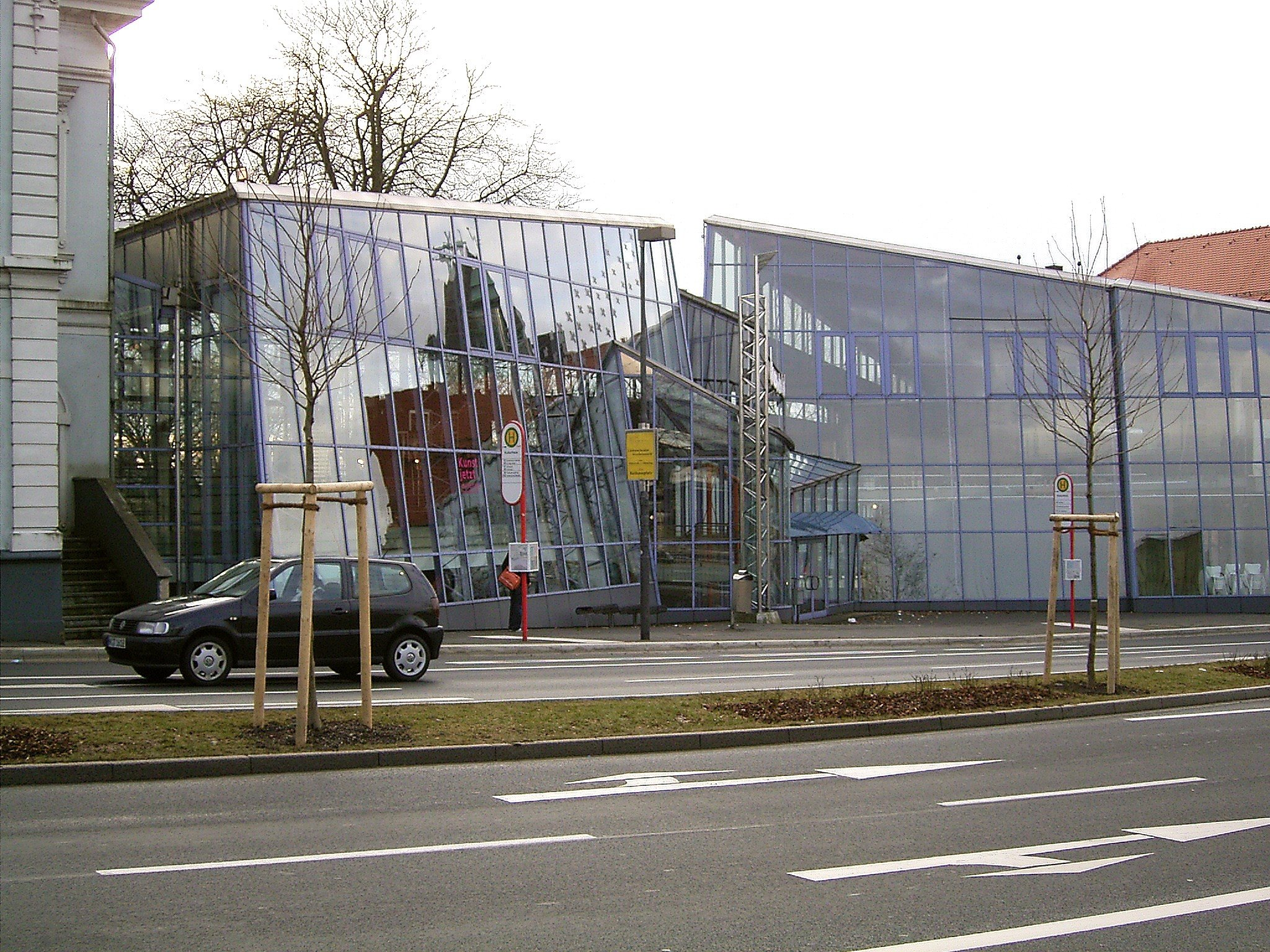
リューデンシャイト市歴史博物館（ガラス棟）

リューデンシャイトの歴史博物館は、工業・技術史に関する文物、特にアルテナ郡鉄道AGの歴史的な車両、蒸気発電機、ツェッペリン号の模型、防火用具などを展示している。青銅器時代から現代に至るユニークなボタン・コレクションは、リューデンシャイトが19世紀に「ボタンの街」とされていたことに由来する。都市の模型や、主にマルク伯領時代の歴史地図も展示されておいる。歴史博物館と市立ギャラリーは、1980年代末にザウアーフェルトの複合ビルに入居した。建築上興味深い旧アムト庁舎（1910年）や旧銀行庁舎もガラスの建造物でつながっている。このつなぎの建物内には大きな展示物やミュージアムカフェが設置されている。

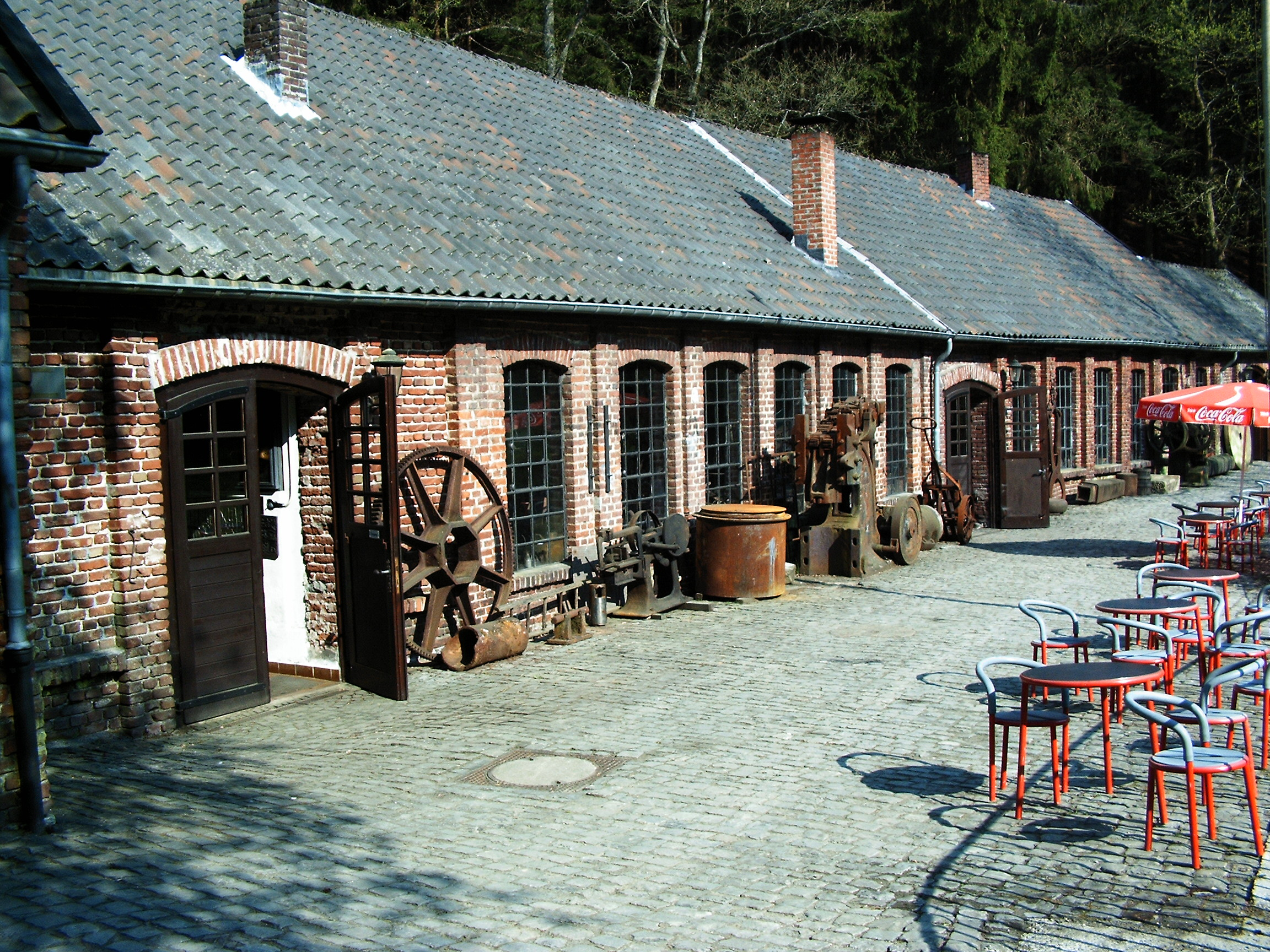
ブレメッカー鍛造所冶金博物館

ヴェルゼ川上流のブレメッカー鍛造所冶金博物館は技術史の博物館である。水車とそれに水を供給する堰き止め池を備え、動作可能な状態で保存されているこの鍛造所では、定期的に「シュニーデターゲ」（直訳: 鍛冶の日）が開催されている。
「フェノメンタ」は、ノルトライン＝ヴェストファーレン州で最初の、そしてこれまで（2020年現在）唯一のサイエンス・センターである。
2012年6月27日、シュターベルク地区の外れ、シュリッテンバッヒャー通り56a番地に新しい SIKU // WIKING モデルヴェルトが開設された。約 500 m2のスペースに 3,500点以上の展示がなされている。

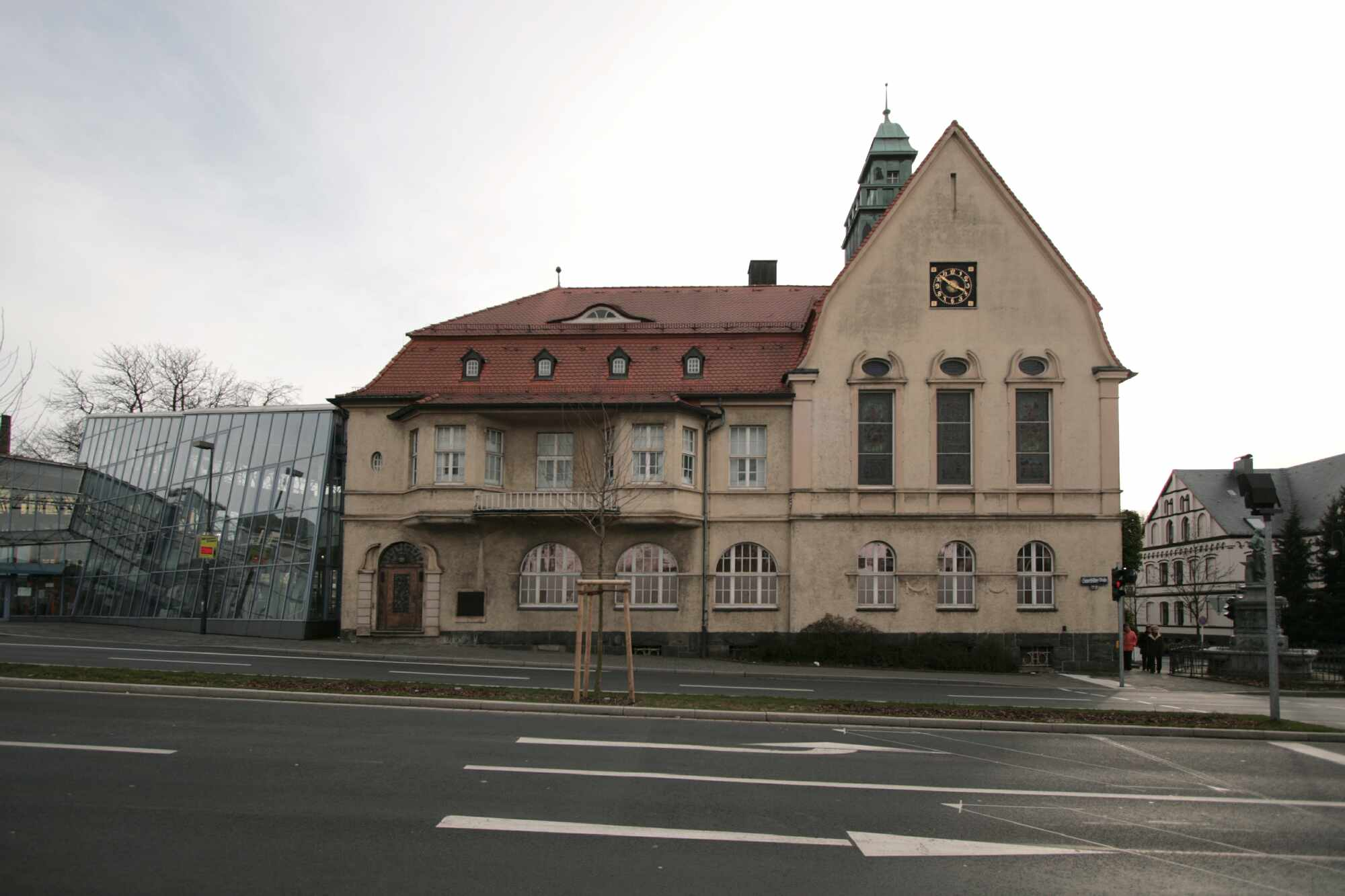
リューデンシャイト歴史博物館、画面左にガラス棟が見える。
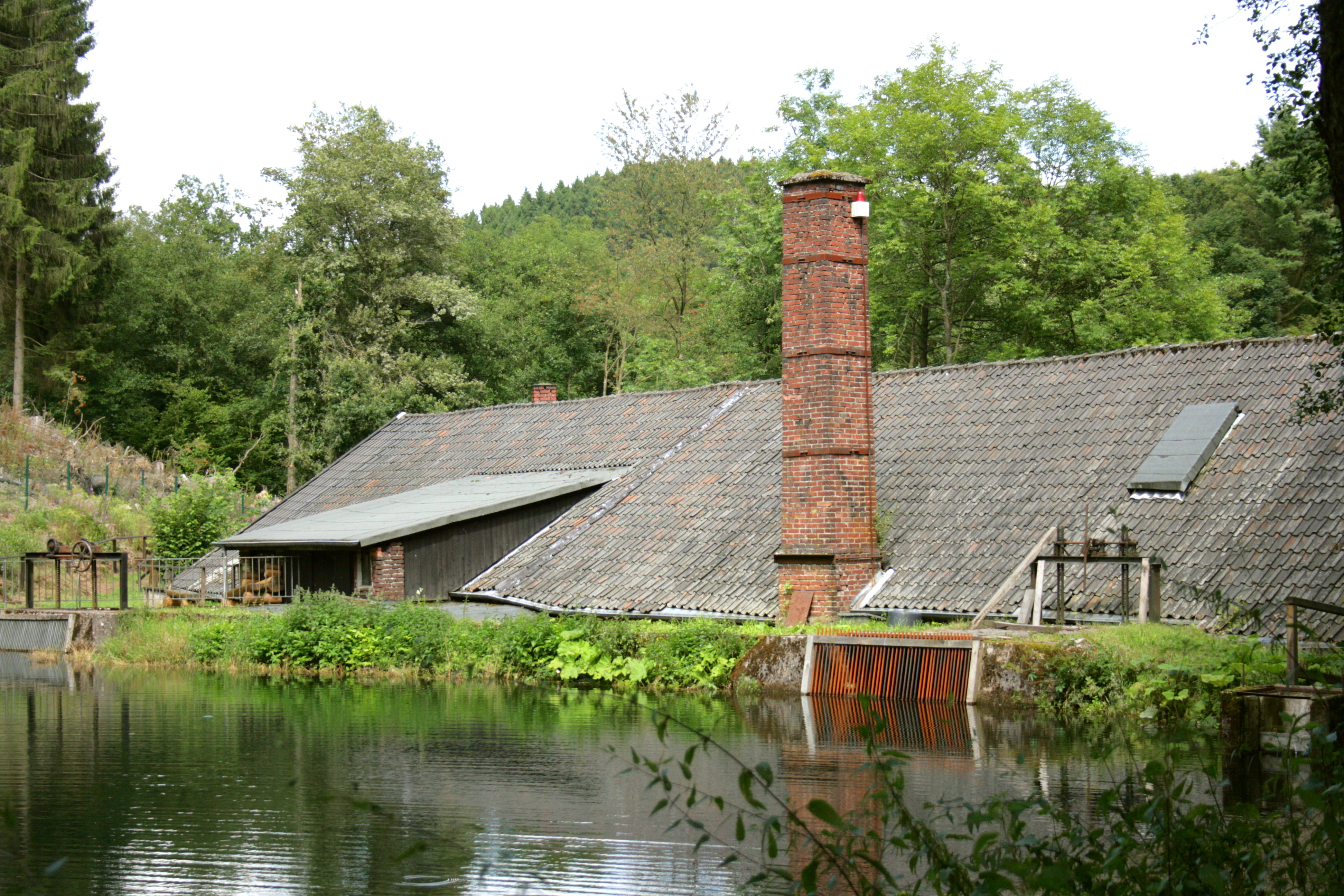
ブレメッカー鍛造所の貯水池
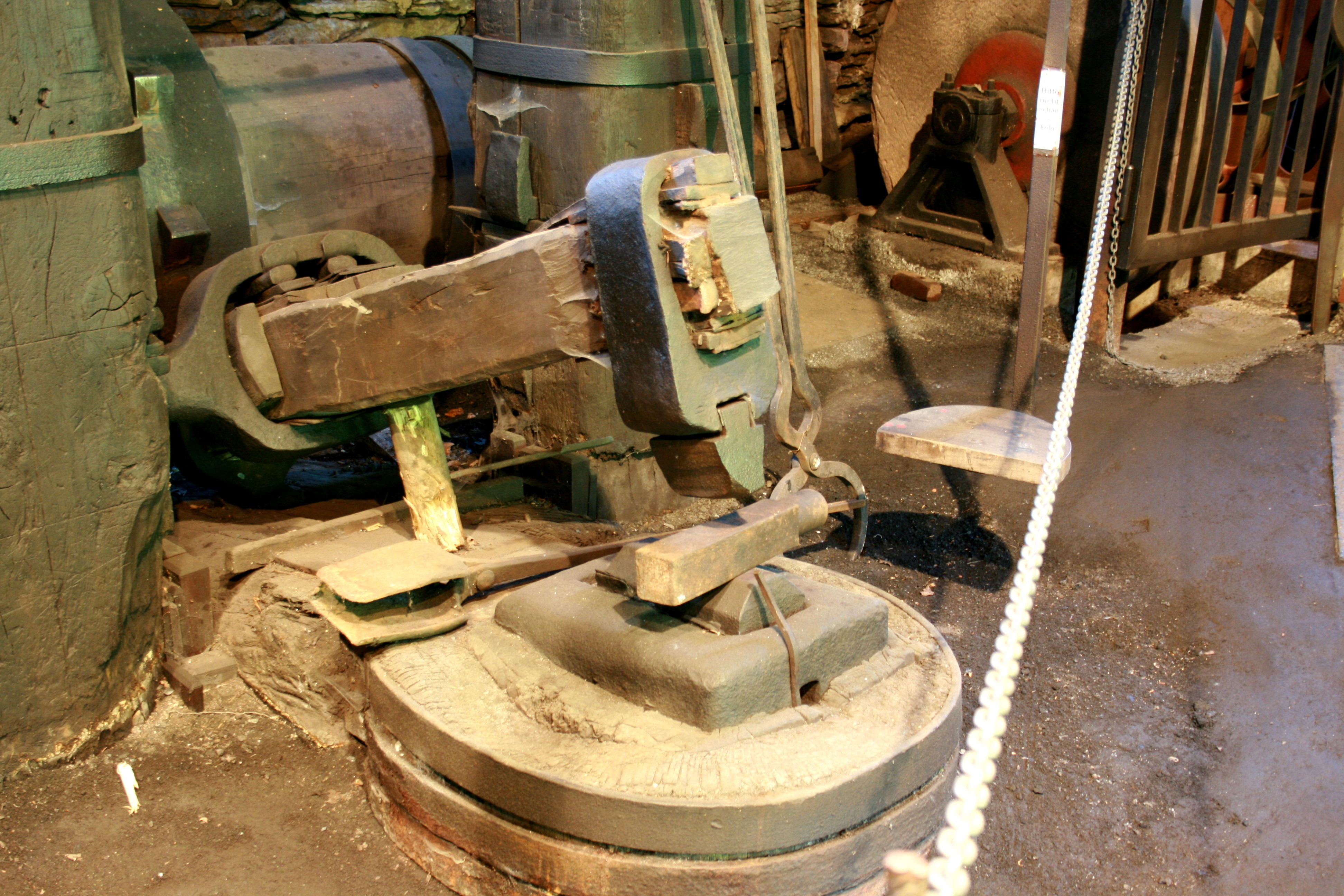
ブレメッカー鍛造所の鍛造機
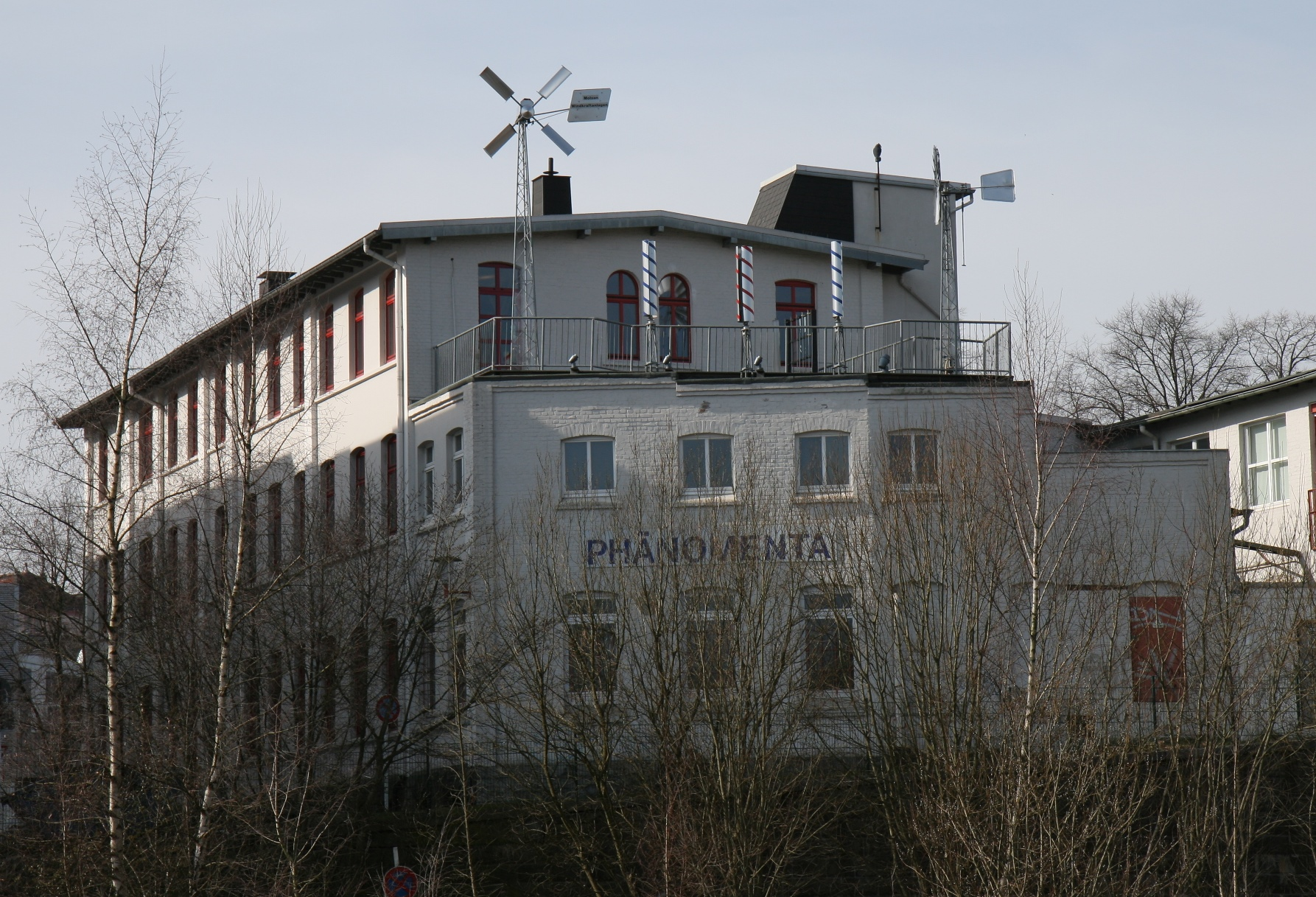
フェノメンタ
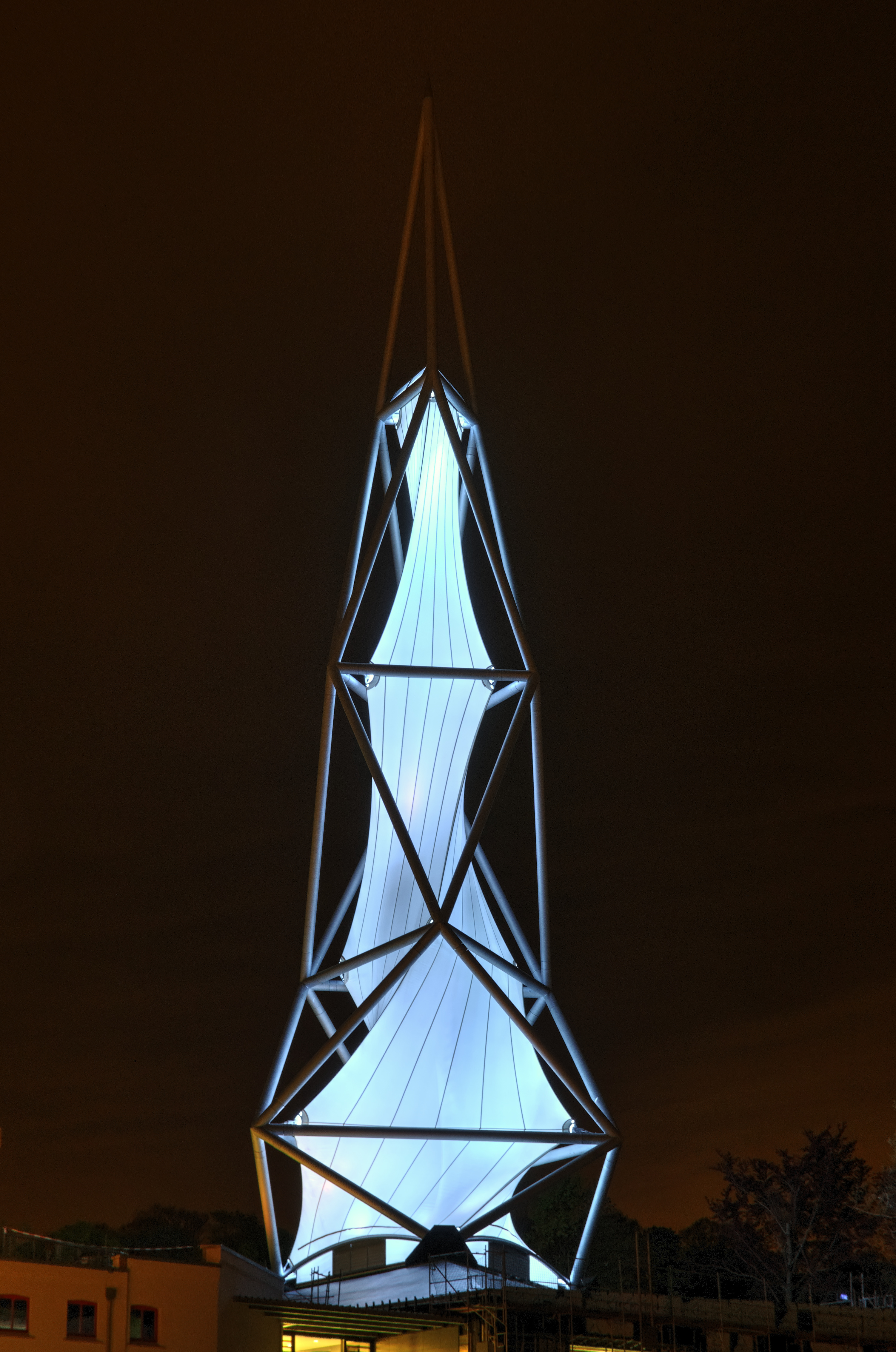
ライトアップされたフェノメンタの塔

### ヨハニスロッジ「ツーム・メルキッシェン・ハンマー」
1797年にはすでにリューデンシャイトの住民たちは、イーザーローンのフリーメイソンのロッジに集っていた。1888年5月6日、リューデンシャイトのロッジ「ツーム・メルキッシェン・ハンマー」が創設された。この組織は、1900年に現在の所在地であるフライヘル＝フォム＝シュタイン通り20番地の家屋を購入した。1901年にこの建物はホール建築に拡張された。1934/1935年、国家社会主義の下ですべてのロッジが閉鎖された。この建物は乳製品の工場に転用された。1953年の裁判所の決定に基づき、この建物はロッジに返還された。現在は、約60人のフリーメイソン会員が集っている。

### 建築

#### 城館と領主の館

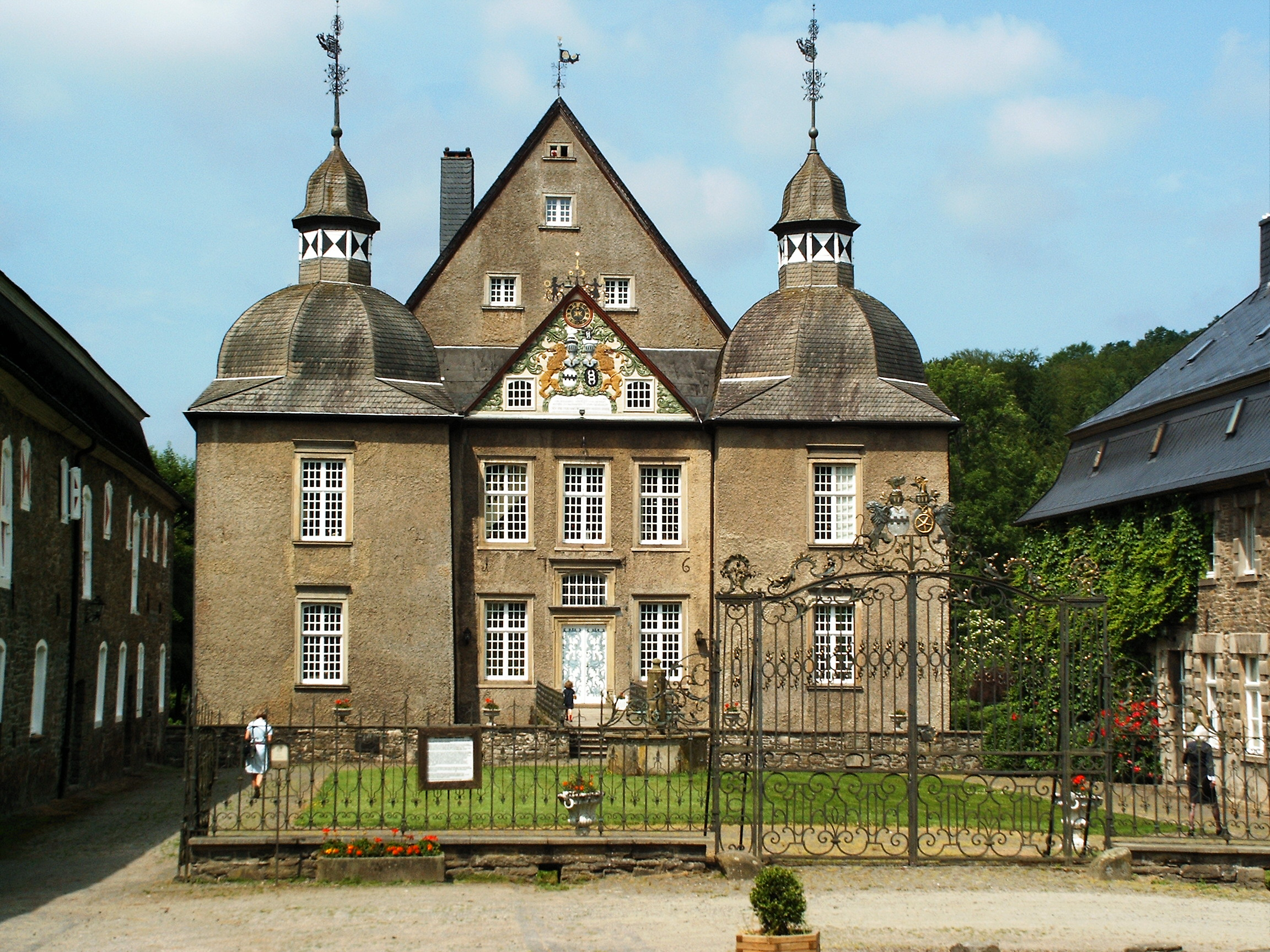
ノイエンホーフ城の主館

水城のノイエンホーフ城は、リューデンシャイト市の芸術史上、都市史上傑出した建造文化財である。文献には1326年に初めて記録されている。1638年頃の火災後、1693年までに現存する初期バロック様式の主館が建設された。この建物は、正方形の平面上に建てられた3階建て立方体の建物である。内庭側には傾いたボンネット型の屋根を戴く2本の塔が両側に並んでいる。その間に位置する破風には大きく刻まれた紋章が優れた装飾として表現されている（現在掲げられているのはコピーである）。全面を水堀で囲まれた主館は、18世紀から19世紀に増築された付属のオフィス棟を持つエーレンホーフである。内庭の東端で注目すべきは、装飾豊かな鋳鉄製の門である。ノイエンホーフ城は居城として貴族ノイホフ家の名前の由来となり、プンゲルシャイトの分家から冒険家でコルシカ王となったテオドール・フォン・ノイホフが誕生した。この領主館は私有財産となっており、内庭側を外から見ることができるだけである。これほど立派な宮殿建築はヴェストファーレン南部では希である。
市の北部、グレベッケタールのエーデンタール城は、ネオゴシック様式の建物である。1865年頃の火災後、それ以前の建物の跡地に現在の建物が建設された。別々のファサードを持ち、高さの異なる2つの翼棟と頑丈な塔を有している。元々の胸壁が取り除かれた後、簡素なピラミッド型の屋根に改築された。山の張り出し部の高みに位置するこの城のすぐ隣にはエーデンターラー水車があり、現在はハイキングの目的地となっている。エーデンタール城は、とりわけこれを長らくホルツブリンク家が所有していたことで重要である。アルンスベルク行政管区長官やプロイセンの通商大臣を務めたハインリヒ・ヴィルヘルム・フォン・ホルツブリンクは、その晩年をここで過ごした。
ブリューニングハウゼンのプラーテホーフは、付属建造物を伴う領主館の形式で重要な地元の企業家一家の屋敷であった。元々の施主であるブリューニングハウスの名は通り側に刻み込まれている。

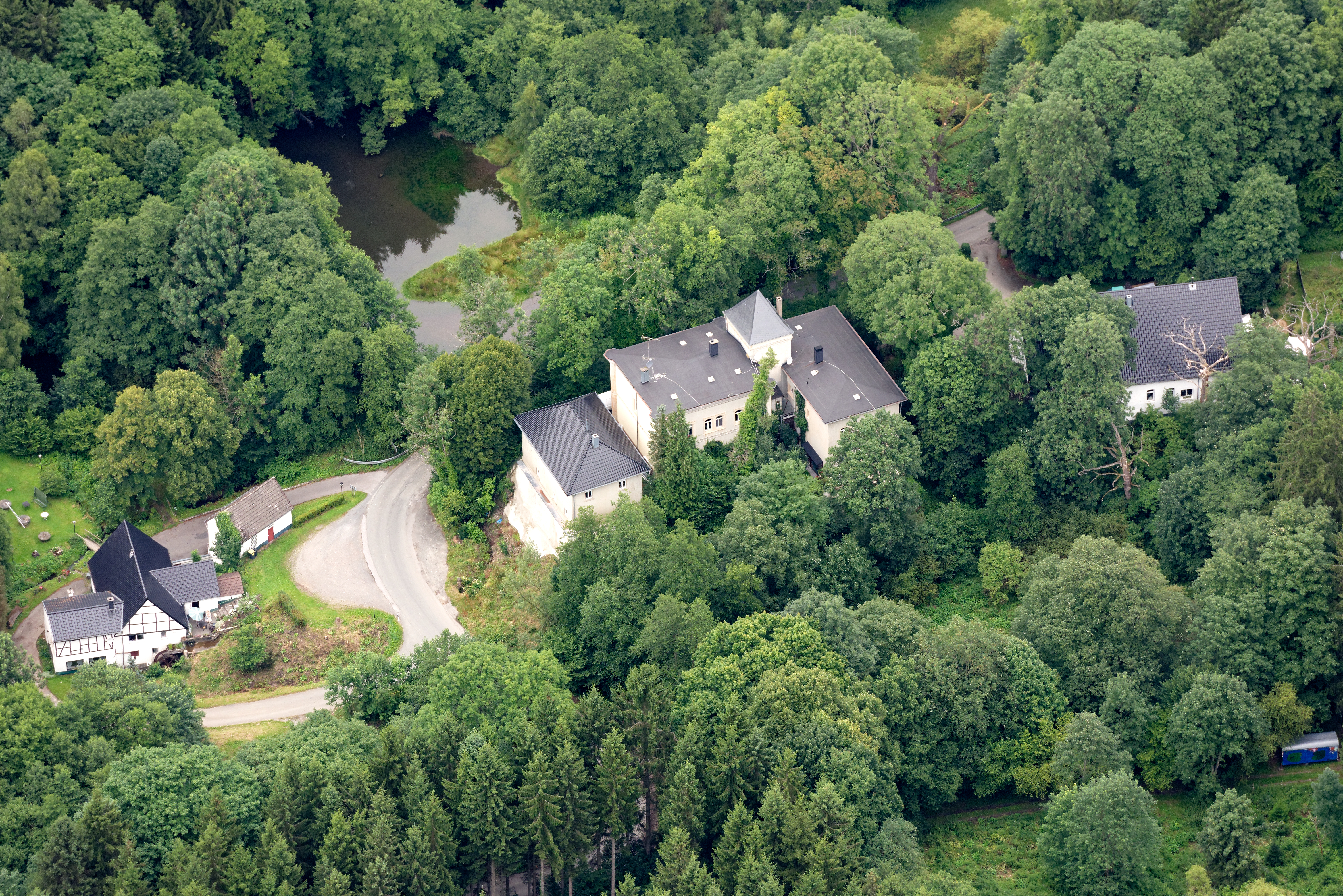
エーデンタール城
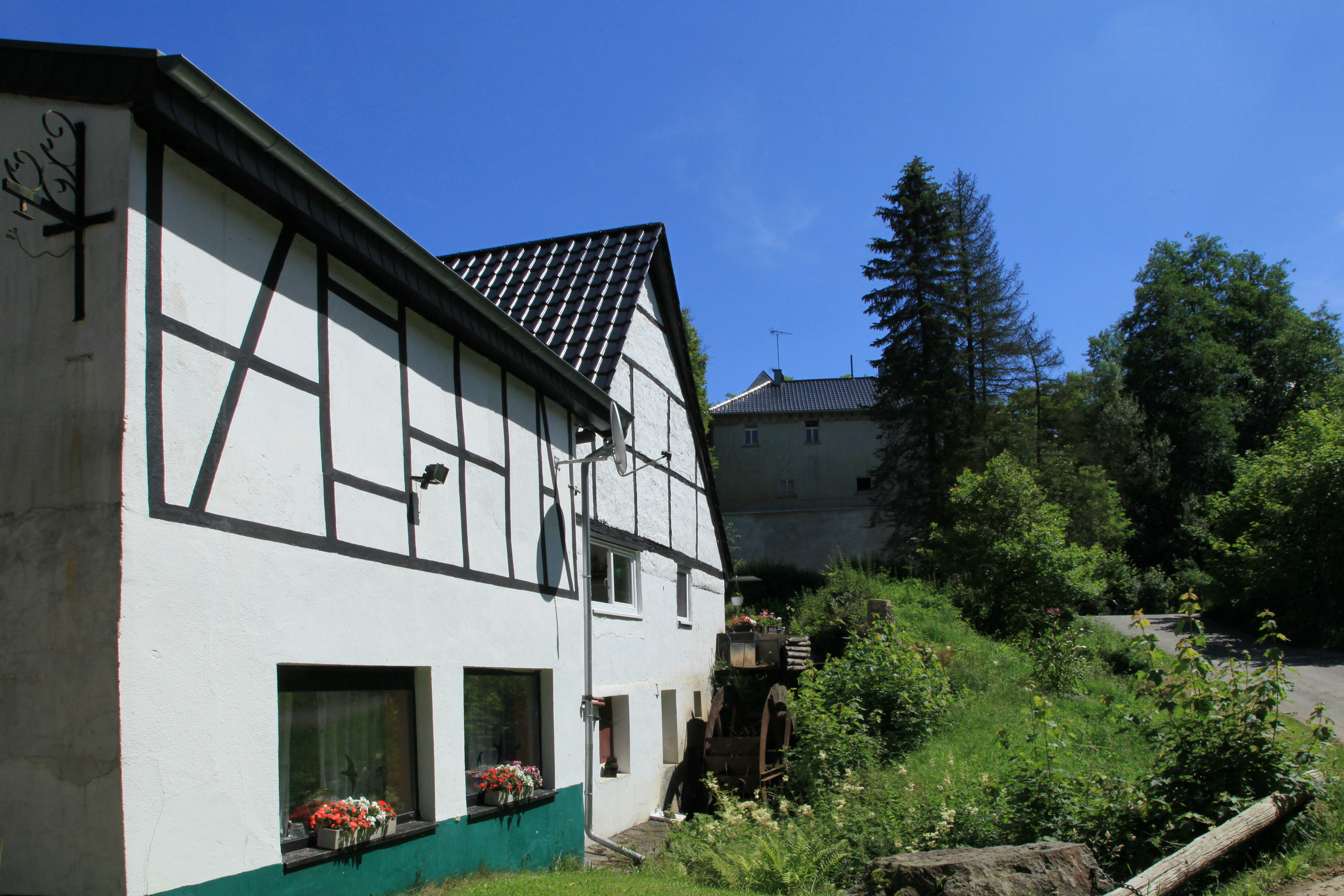
エーデンターラー水車と画面奥にエーデンタール城
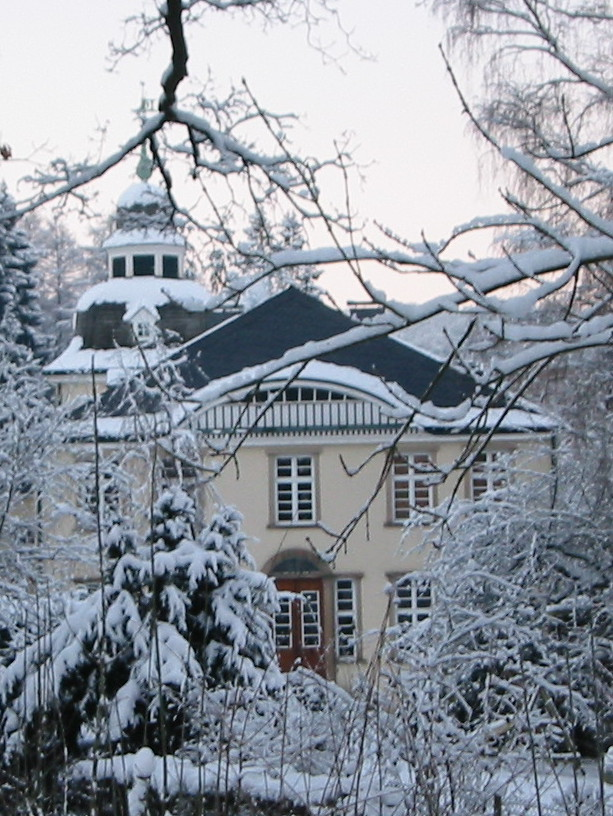
プラーテホーフ

#### 教会

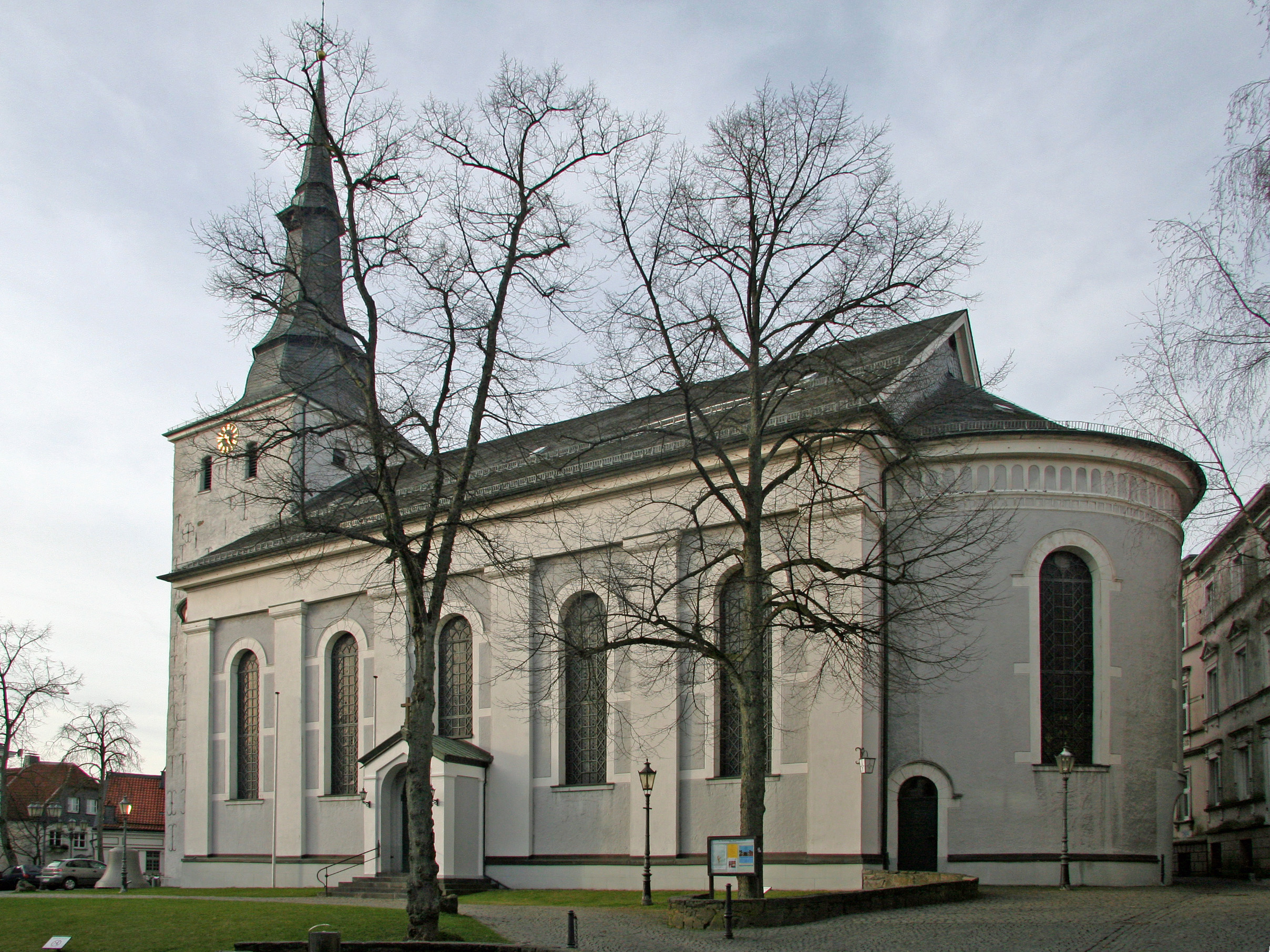
救世主教会

救世主教会はリューデンシャイトで最も古い教会である。この教会は1072年に初めて文献に記録されている。ロマネスク様式の教会建築を原型とする西側部分は、この街の現存する最も古い建築である。特徴的な、バロック風の段差があるボンネット型の屋根は1785年に建設された。この建物がリューデンシャイトの都市景観を本質的に形作っている。ゴシック様式の内陣を持つ後期ロマネスク様式の身廊は、1822年に老朽化のために取り壊された。特徴的な丸アーチの窓と付柱によるファサードを持つ、現在の古典主義様式の教会堂の建設は1826年までに完了した。内部には、2階席とルター派様式の説教壇がある。カール・フリードリヒ・シンケルの弟子による造形は、リューデンシャイトが何世紀もの間ブランデンブルク選帝侯領、後のプロイセンに属したことを示している。
ネオゴシック様式のクリストゥス教会は、2年半の工期を経て1902年に完成した。特徴的な塔はこの街の西側のシルエットを決定づけている。この教会は救世主教会に次ぐ内市街で2番目の福音主義教会であり、メルキッシャー郡最大の福音主義教会でもある。同じくネオゴシック様式の内部には、約1,200席の2階席がある。この建物は、1986年から保護文化財に指定されている。
聖ヨーゼフおよっびメダルドゥス教会は、リューデンシャイトで最も重要なカトリック教会である。建築家アルノルト・ギュルデンプフェニヒは、1882年から1885年に建設されたこの歴史的建造物を1882年から1885年に北ドイツのレンガ・ゴシック建築で設計した。この教会は現在のシュテルン広場付近にあった小さな十字架礼拝堂に替わるものであった。この礼拝堂は19世紀に新たに発足したリューデンシャイトのカトリック教団によって利用されていた。当初、聖ヨーゼフおよびメダルドゥス教会には屋根の上の小塔が設けられていた。建築家ローベルト・ラムによる切妻屋根を戴いた塔（高さ 54.15 m）は、本堂と同じレンガ・ゴシック様式の要素を持つが、全体は表現主義建築で、1927年から1929年に建設された。当時この塔は、救世主教会やクリストゥス教会の塔とともにリューデンシャイトのシルエットを完成するものであった。

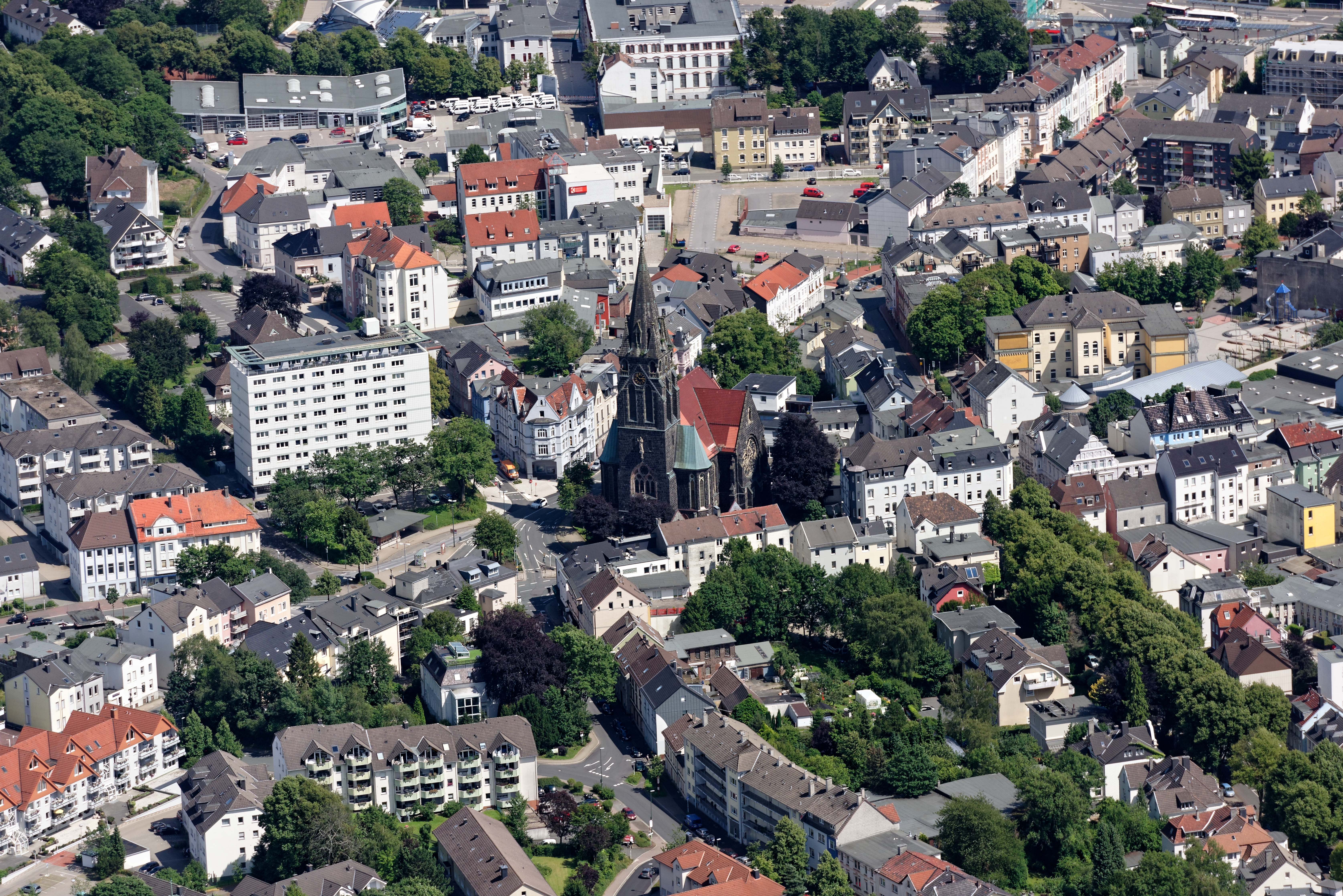
クリストゥス教会
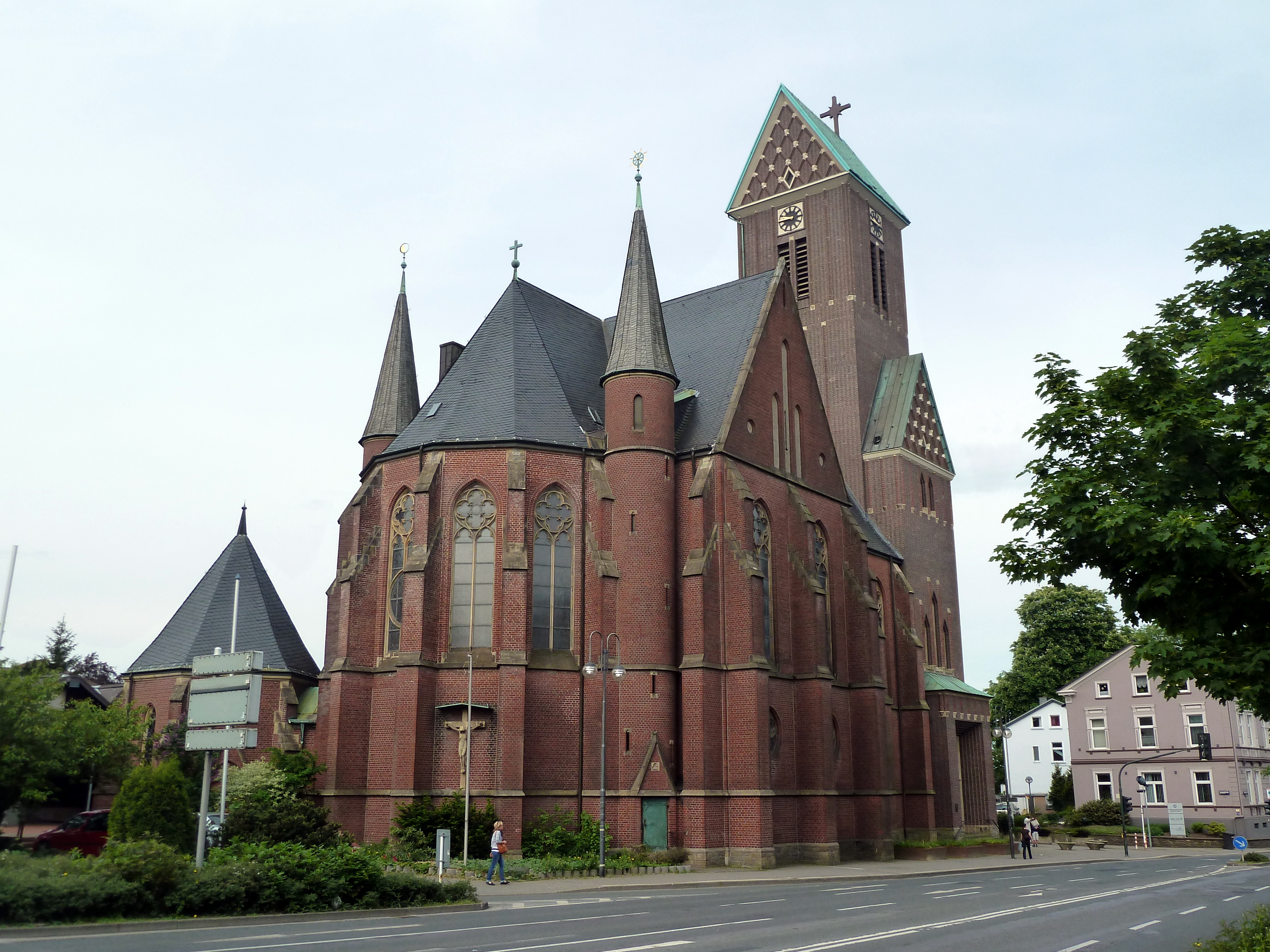
聖ヨーゼフおよびメダルドゥス教会

#### 都市景観と建造物

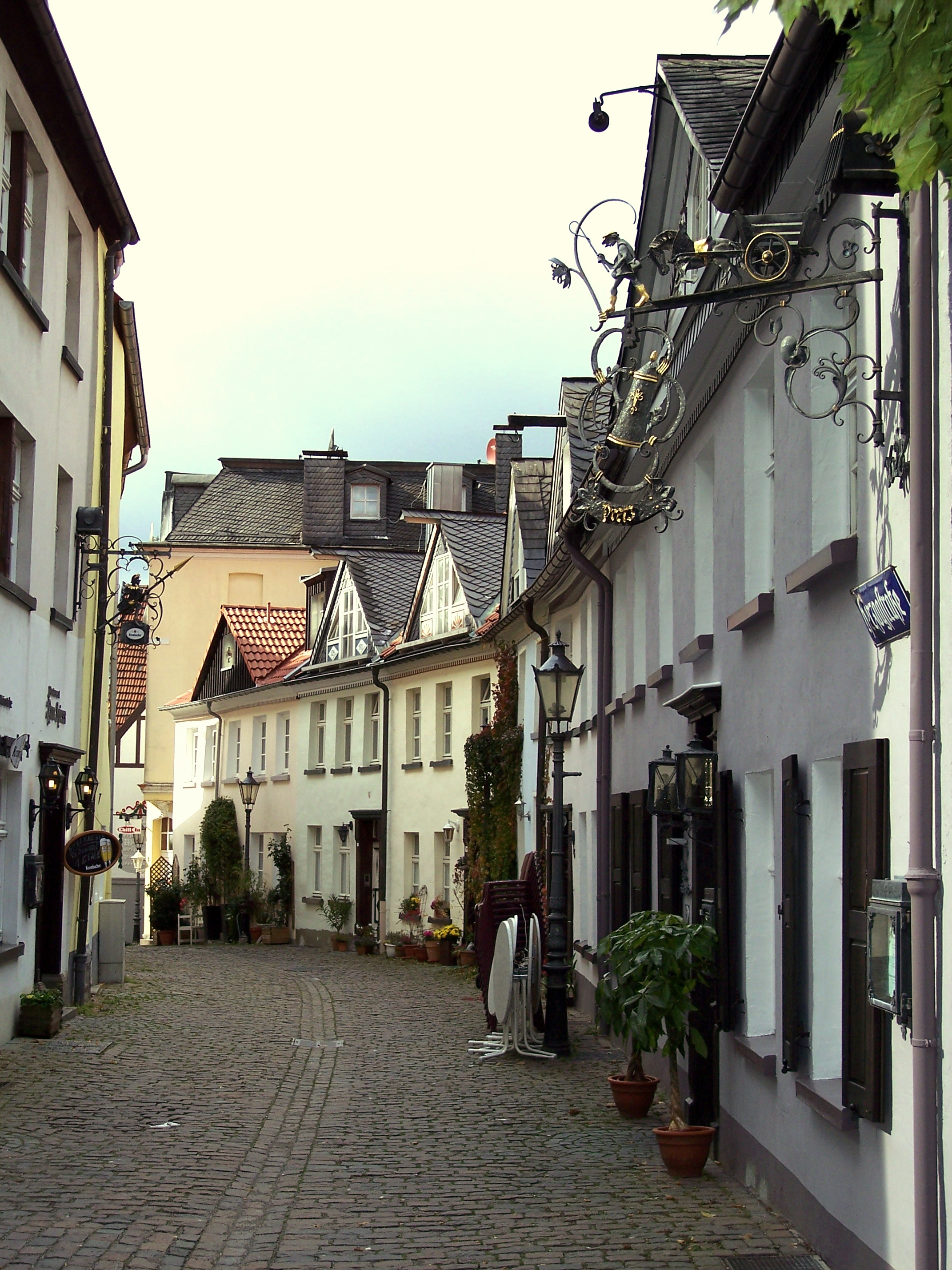
市内中心部、旧市街のヘルツォーク通り

リューデンシャイト中心部は、明らかに中世に由来する救世主教会を取り囲む環状の旧市街の地割りに従っている。19世紀の初めまでこの街は、この中世の街の枠組みから現在のヴィルヘルム通り、ホーホ通り、ヴェルドーラー通り沿いが発展しただけであった。救世主教会の塔やいくつかのヴォールトの地下室が、1723年以後早い時代の、この街の最も古い遺構である。最後の大火の後、当時全般拘束力を有していた規則が、古い道路配置に従った再興を強いた。18世紀のこの街の統一された外観は、ヴィルヘルミニズムの時代（1890年 - 1918年）に建設された数多くの新しい建築物によって変貌した。1960年代から1970年代に旧市街の建物は、パークプレッテ（駐車場）や現在のグラーフ＝エンゲルベルト広場付近での大規模な取り壊しの脅威にさらされた。1970年代の価値観の転換に伴い、保存されていた箇所の修復が（一部ではやや理想化されながらも）行われた。しかし、近代に入ってからの長年にわたる放置により、レーアー通りの旧牧師館などの重要な歴史の証人を再び失うことになった。
リングマウアー通りとコルネリウス通りとの間の最後まで遺された旧市壁の遺構は、1980年代初め、安定性の問題によりオリジナルの状態で保存されなかった。ここには、塔を模した半円形の補強構造を持つ新しい壁が造れられ、石材のプレートで外装が施された。壁の下部には古い石板が用いられている。この見かけだけの歴史的構造物は、それでも、かつての防衛施設を想起するきっかけとなっている。
19世紀に入ると時代につれてリューデンシャイトは古い放射状の道路や、それを結んで地形上の実用に合致するように造られた連絡路に沿って発展した。現在もこの街の特徴となっている、控えめな大きさの賃貸住宅、中小の工場、数多くの庭園付きの邸宅と公園といったキャラクタがこれにより形成された。立派な住宅が、ザウアーフェルトの南部、フンボルト通り沿いやリービヒ通り沿い、とりわけ市立公園前のパルク通り周辺に造られた。最後に、第一次世界大戦までに数多くの公共建造物が建設された。それらは、リューデンシャイトに建築における地域の中心的性格を付与した。建築様式は歴史主義様式が主流であった。しかし、たとえばザウアーフェルトのアムトハウスやヴィルヘルムス通りのインゼルハウスなどいくつかのユーゲントシュティール様式の建築が現在も重要なアクセントを添えている。
1920年代から1930年代に、それまで空き地であった場所にいくつかの、主に表現主義様式の賃貸住宅が一斉に建設された。アム・グリューネヴァルト通りとヴェーベルガー通りとの間に大きな住宅地が造られた。中央に公園風の緑地とかつての公共施設を取り込んだその構造は、同じ時代に造営されたベルリン＝ブリッツ馬蹄型住宅地、ライプツィヒの環状住宅地やウィーンの共同住宅といった有名な街並みとの関係を示している。個々の建物の形態上の詳細やアーキテクチャーは近代的な手法でさらに改良されている。

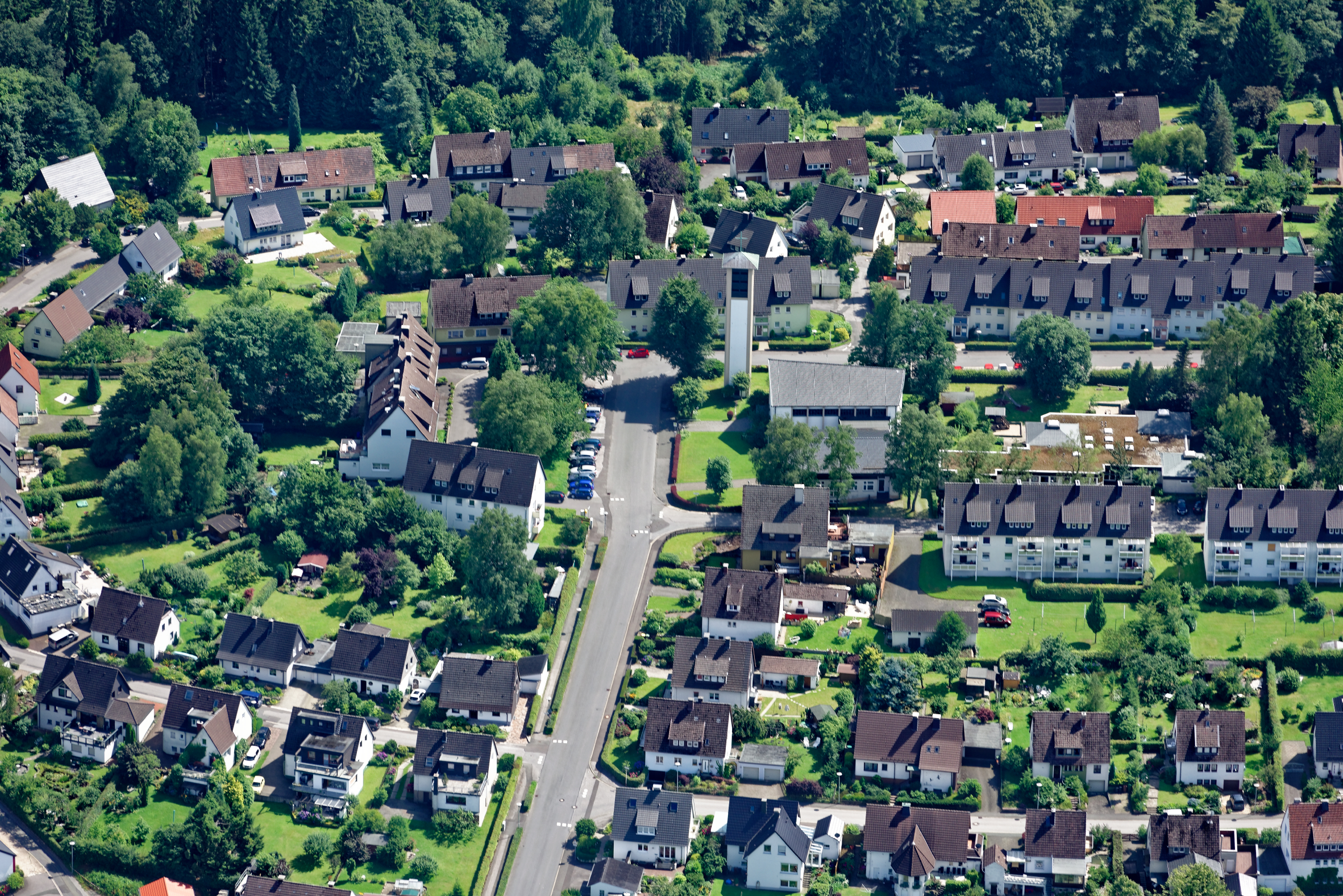
計画的に造られたビールバウム地区の街並み

第二次世界大戦後、流入した難民や故郷を逐われた人々でリューデンシャイトの人口や約3倍にまで増加した。こうした事情と、当時の高い出生率とによって数多くの都市拡張や新たな公共施設の建設が必要となった。古い農家の小集落であったヴォルトやホンゼルの周辺に、主に帯状の住宅様式からなる賃貸住宅複合体やテラスハウスが建設された。街はヘー地区でも大きく拡張していった。やや後に建設されたヴェーベルク住宅地は大きな立方体の居住複合体を有しており、衛星都市の穏やかな性格を示している。かつてのリューデンシャイト＝ラントには、数多くの大きな、しかし周到に配置された密集した住宅地が建設された。たとえばペッペルスハイム、ピーパースロー、ゲーヴェルンドルフ、これらよりもやや後に建設されたディッケンベルクなどである。1950年代に起草されたビールバウムは、庭園都市の構造を有している。近年、都市周辺部の住宅地は、古い中核市区を有する広い単世帯住宅の新興住宅地として発展している。いくつかの近代的な大規模建築や、ザウアーフェルダー通り、シュテルン広場、ラートハウス広場沿いの高層住宅、さらにはザウアーフェルトなどにおける道路の拡充が、1960年代までの中心部ののどかな風景を変貌させた。とはいえ、戦争による破壊を免れたおかげでリューデンシャイトは、ノルトライン＝ヴェストファーレン州で平均よりも多くの古い建造物が遺されている都市の1つである。

### 公園
シュタットパルク（直訳: 都市公園）は、1888年から影響力のあるリューデンシャイト市民の主導で造営された森林公園で、野外ステージ、小さな庭園風に設えられた区画、遊歩道などがあり、かつてはコンサートに利用されていた。1970年代に取り壊されたイベント会場兼レストラン「パルクハウス」の後に現在リューデンシャイトで唯一の大型ホテルが建っている。公園周辺は、この街の最高級住宅地である。

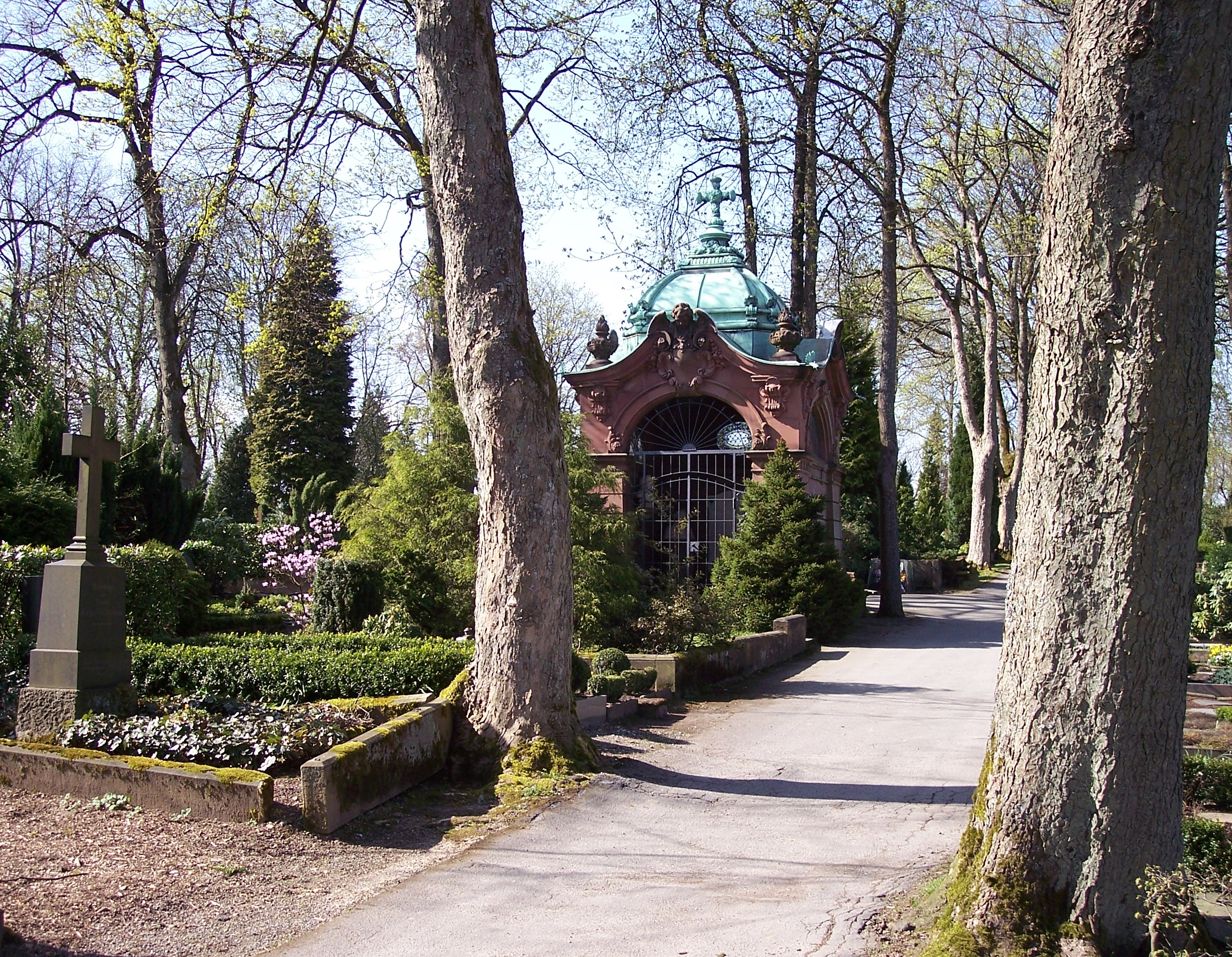
旧福音主義墓地ゼルヴェ廟

同じく小さな森林公園のローアー・ヴェルトヒェンは、1790年頃の植林活動を起源としており、1900年頃の都市拡張により内市街に取り込まれた。
ザウアーフェルトのブリッグハウス＝パークは、リューデンシャイトのイギリスの姉妹都市にちなんで名付けられた。この公園は1818年に造営された福音主義墓地の一部であったが、その後、何棟かの邸宅が取り壊された後公園として拡張された。
同じくザウアーフェルトの文化館周辺にシュタットガルテン（直訳: 都市庭園）がある。これは、文化館の前身にあたる2つの伝統的なイベントホール「コンコルディア」や「エアホルング」といった古い建造物を取り壊した跡地である。
内市街の最も重要な緑地が「旧福音主義墓地」と呼ばれる新しい公園である。現在の旧福音主義墓地は1865年に公開され、碁盤目状の古い並木道や数多くの文化史的に興味深い墓石がある。墓石にはリューデンシャイトの重要な企業家の家族のものが含まれており、特にゼルヴェ家の廟所は最も重要なものである。旧福音主義墓地に隣接する新福音主義墓地は、広い公園墓地である。

### 自然と自然保護区

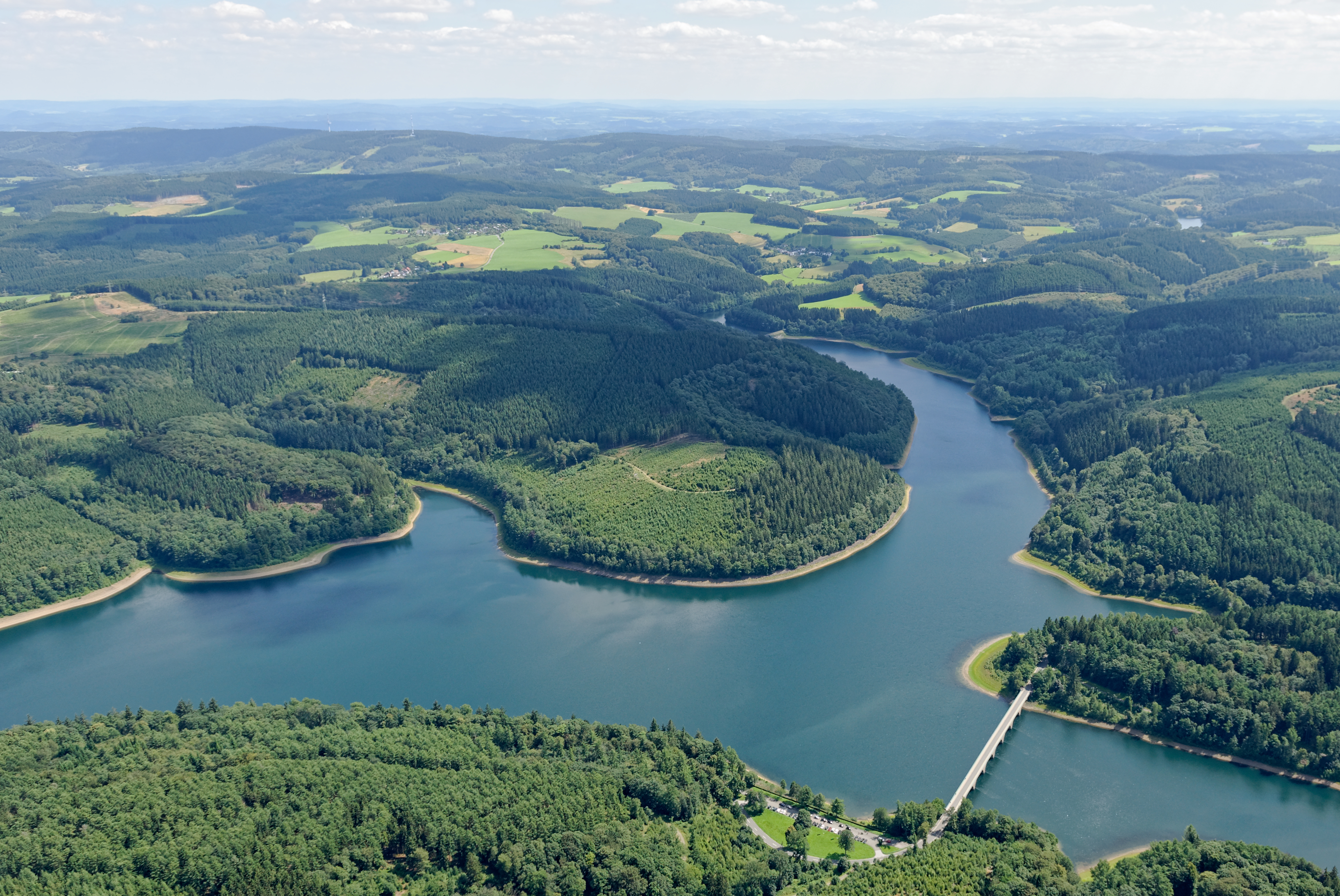
フォルゼタール堰止め湖

リューデンシャイトのキャラクターは、森の豊かな中低山地によって特徴付けられる。その外観は、特に北部や東部においては商工業地に置き換えられているが、南部の市域の約 1/3 はほとんど変化することなく受け継がれてきた農耕地である。たとえば、ミンテンベックタールやエルスペタール上流およびそれらの小さな支流の谷では、現在も、庭園や果樹に囲まれた小集落からなるメルキッシェ地方の典型的な風景が点在している。市内全域に、ザウアーラント山地協会 (SGV) の標識を備えた遊歩道網が通っており、リューデンシャイト周回路が市境に沿って市域全体を取り囲んでいる。ベルク・ホーマートは高さ 539 m のリューデンシャイトの最高峰である。ここに建つホーマート塔からは、ザウアーラントをルール地方との境界まで見渡せる眺望が得られる。市域の南東部に広さ 170 ha の貯水湖を持つフェルゼタール堰があり、散策やハイキングに愛好されている。このダムは1929年から1952年に建設され、1951年から運用されている。国家社会主義の時代には、フンスヴィンケル労働訓練収容所の収容者がこの工事現場に投入された。
本市の市域はザウアーラント＝ロタール山地自然公園に属している。住宅地となっている集落地域や建設計画の適用地域以外の場所は、たとえば自然保護区 (NSG) などのより高度の保護地域に指定されていない限り、景観保護区に指定されている。市内には6つの NSG が存在している。

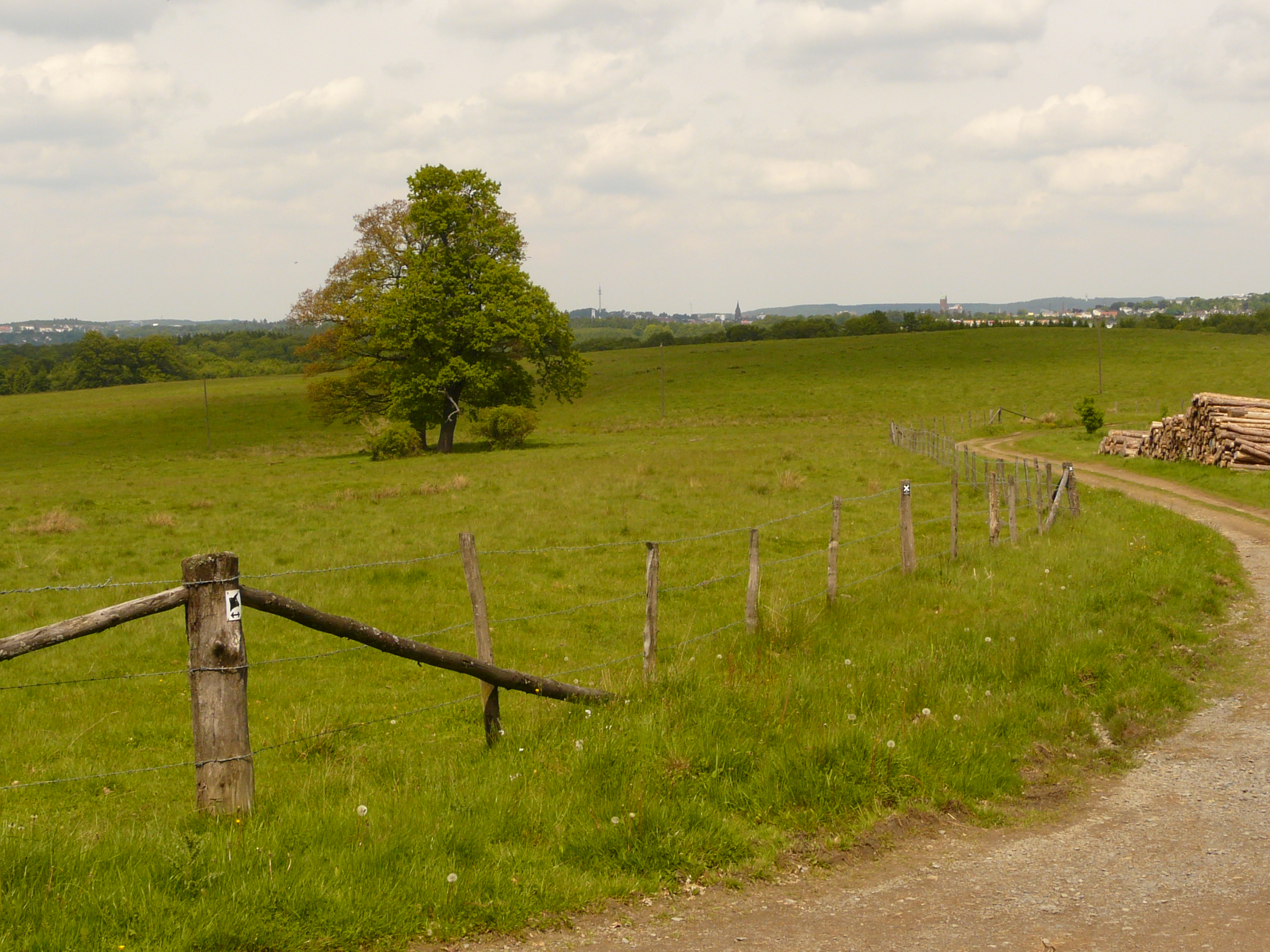
シュティレキング自然保護区

シュティレキング自然保護区は、かつての軍事演習場であった。元は農耕地で会ったが軍事利用のために改変された。かつての農場跡が散発的に見られる。しかし、同時に、広範な利用によりメルキッシェ・オーバーラントの生物環境、特に広いハイデ（高木のない荒れ地）が極めて珍しく護られた。また、特徴的なブナの森や川沿いのハンノキの湿地林といった自然環境も存在する。
この他の市内の自然保護区は、アーレンリット採石場自然保護区 (8.18 ha)、シュピールヴィッゲ自然保護区 (6.81 ha)、ヴェルゼタールの堰南側自然保護区 (3.78 ha)、マットメッケ中下流域およびエーデンタール城東側のリネーペ川の谷自然保護区 (7.78 ha)、フォルメタール自然保護区 (5.77 ha) がある。
リューデンシャイトの最も重要な自然文化財の1つが、バウクロー農場の麓にある「フザーレンアイヒェン」と呼ばれるオークの木である。これは、七年戦争の時代1758年末にノイエンホーフ城を包囲していたフランス軍の軽騎兵 (Husar) によって堀に植えられたものである。

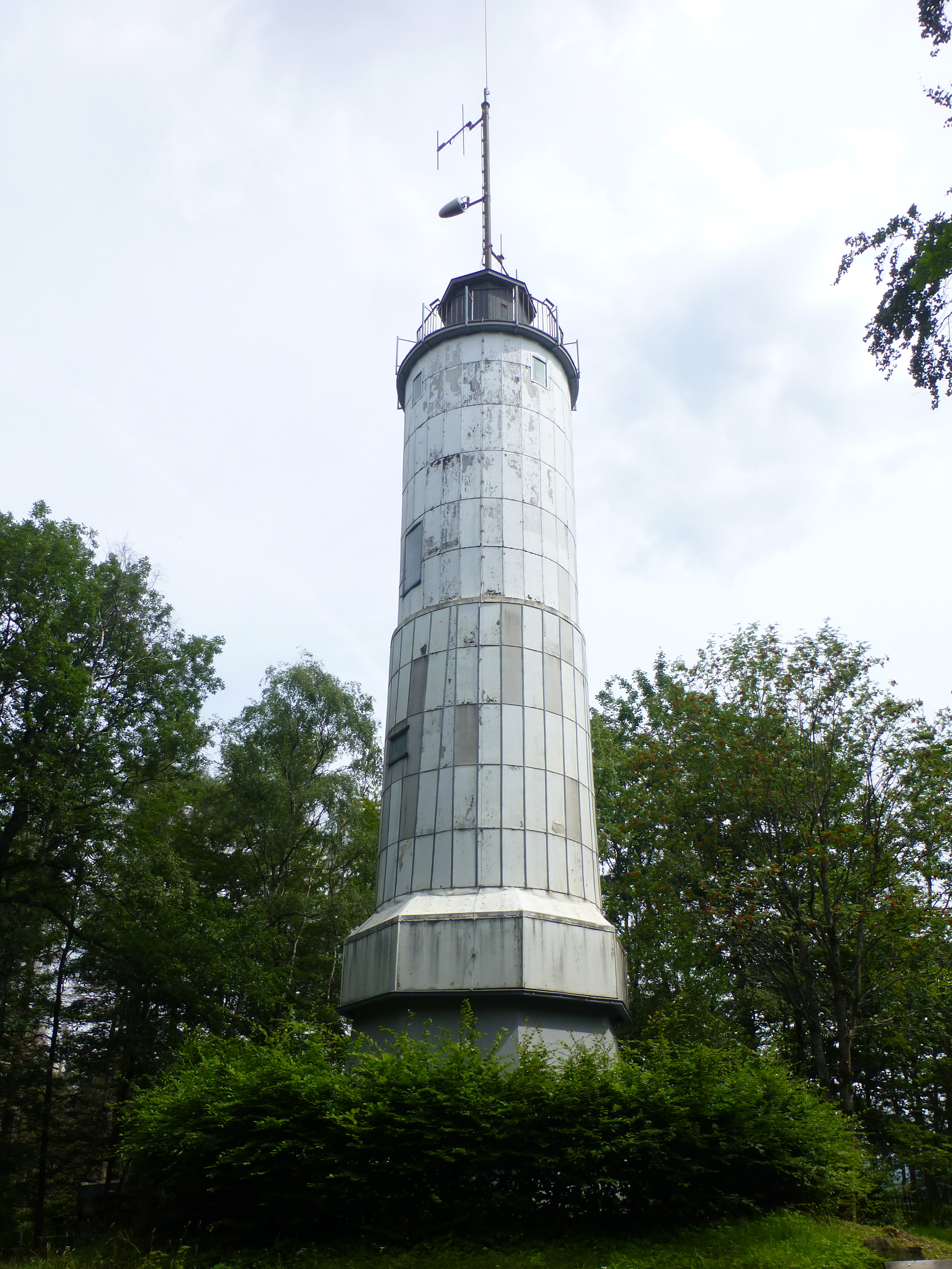
ホーマート塔
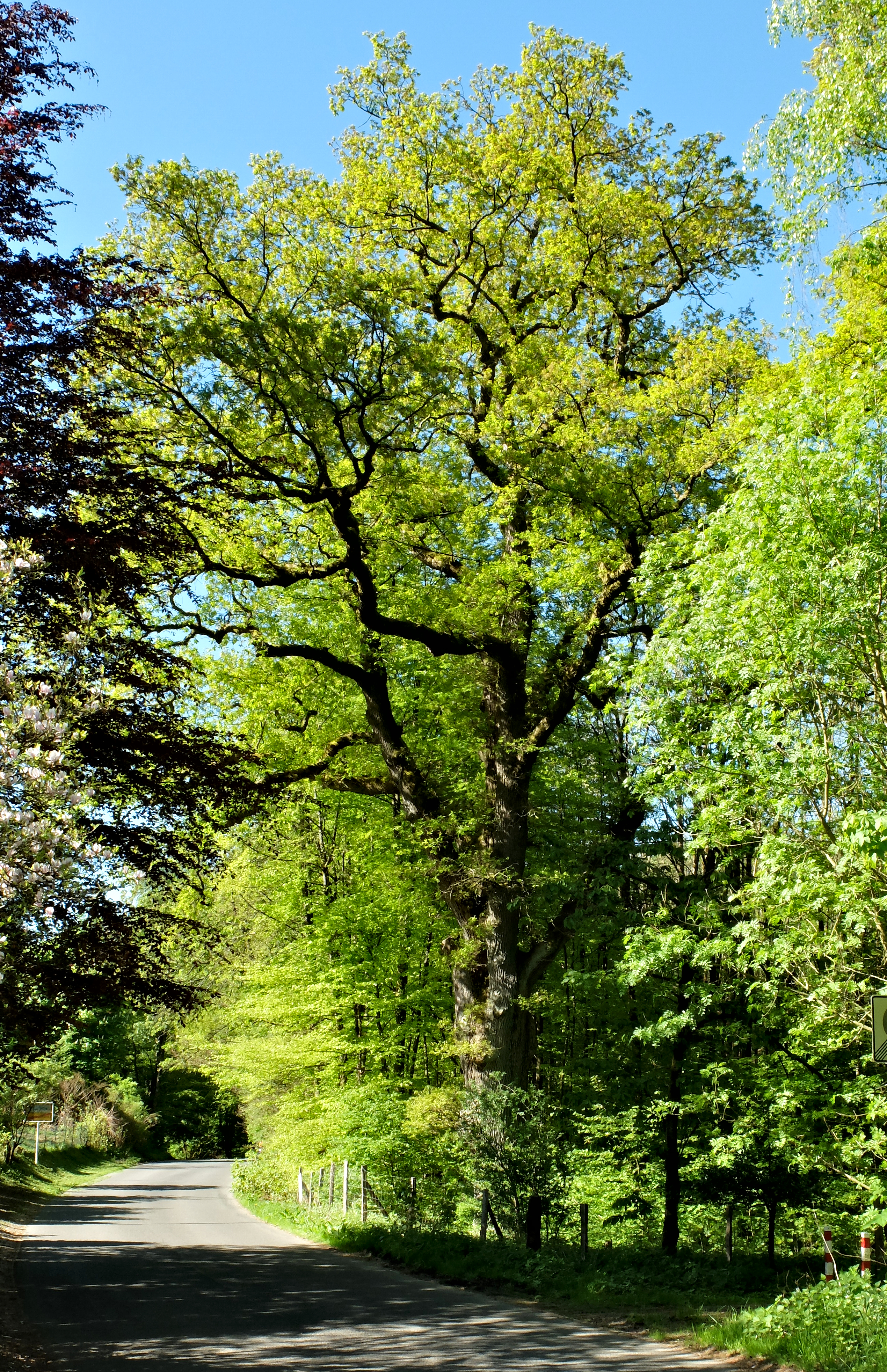
フザーレンアイヒェン

### 記念碑と泉

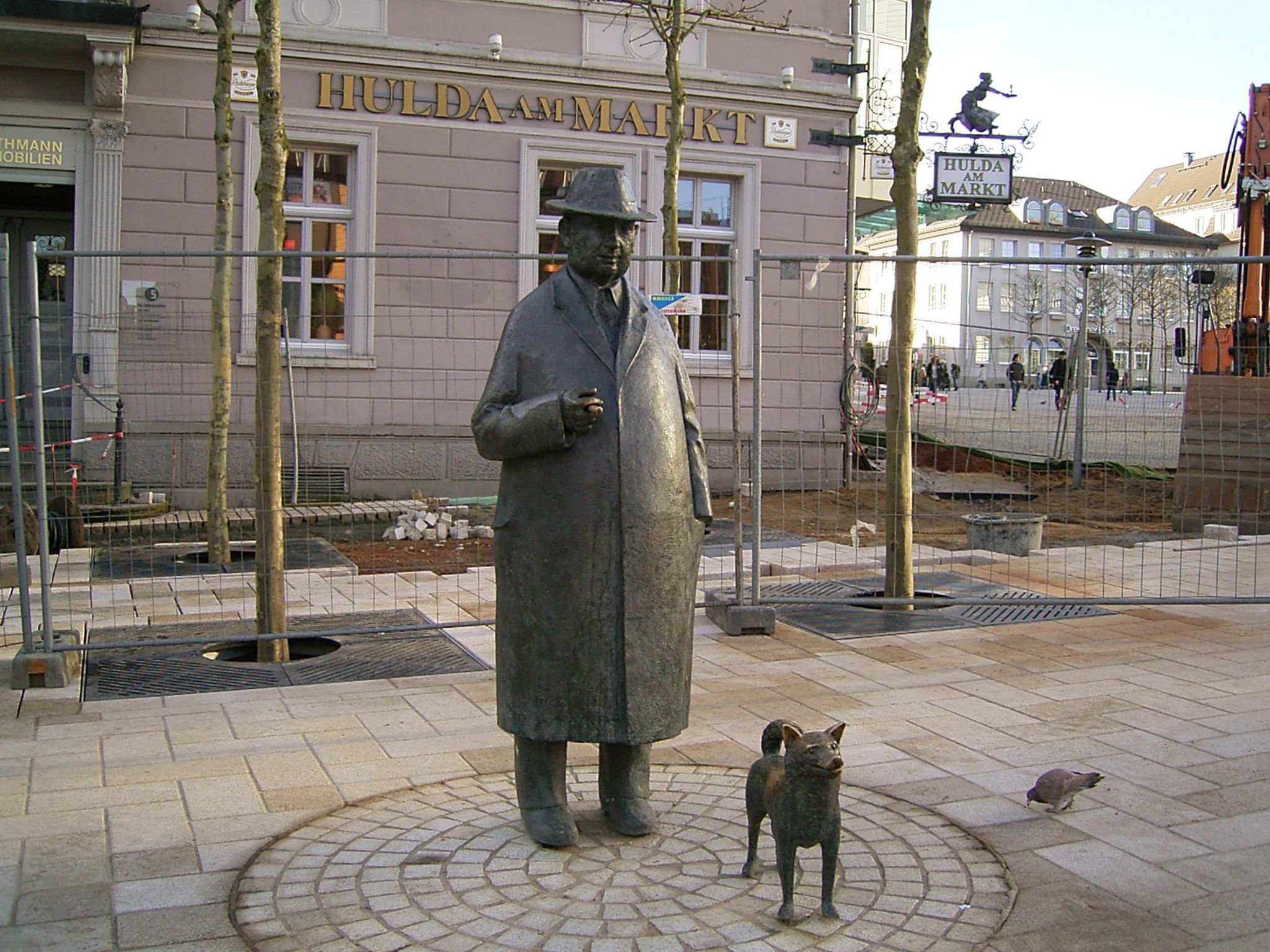
オンケル・ヴィリー

ルイージ・カルデリーニの「ゼルヴェの泉」は1910年に建立され、企業家フリッツ・ゼルヴェによって寄贈されたものである。この泉の上には、寄贈者の父であり、企業「バッセ・ウント・セルヴェ」の創業者である H. D. ゼルヴェのほぼ等身大の銅像が建てられている。彼は金床とともに鍛冶として表現されている。この泉はネオバロック様式で、その建てられている場所、すなわち旧アムトハウス前のザウアーフェルダー通りとフライヘル＝フォム＝シュタイン通りとの角が都市の成立上重要な交差点であることを強調している。
彫刻家ヴァルトマール・ヴィーンの、庶民に人気のブロンズ像「オンケル・ヴィリー」（直訳: ヴィリーおじさん）は、犬を連れたリューデンシャイトの理想的人物像を表現している。少なくない数のリューデンシャイト住民が、シュテルン広場の中央に建つこの像は自分の伯父/叔父をモデルにしていると主張している。
同じくシュテルン広場に、1970年代後期から「ノイマンの泉」が存在する。基壇の円形に取り囲んだ壁の上に都市の歴史を刻んだレリーフが掲げられている。
1980年代のグラーフ＝エンゲルベルト広場建造に伴い、おそらく紋章官を象った金属像をもつ歴史的な泉が造られた。ここにはリューデンシャイトの街の創設者であるマルク伯エンゲルベルト1世のレリーフが掲げられている。
リューデンシャイトの公共のスペースにあるものの中で、芸術作品という観点からおそらく最も重要な像が「グローサー・ヴェヒター」（直訳: 大きな見張り）と呼ばれる像である。ゲオルク・コルベは、この等身大よりも大きな像をブッケスフェルダー兵舎（「フラーク兵舎」）の委嘱作品として、1936年に鋳造した。現在は、クナッパー通りの AOK（健康保健会社）前の緑地に建っている。
1902年に建設したカイザーアレーのビスマルク柱は1965年に取り壊された。しかしこの帝国宰相のための小さな記念碑がローアー・ヴェルトヒェンに存在している。
シュタットパルクの栄誉碑は、1935年に彫刻家ヴィリー・メラーによって制作された、解釈次第で目覚めているようにも死んでいるようにも見える、等身大よりも大きな若者の像である。第三帝国の国策を彷彿とさせるこの像がある一画は、第一次世界大戦の犠牲者に捧げられていたが、後には第二次世界大戦の犠牲者にも捧げられている。このテラス状の場所からは街の優れた眺望が得られるため、この栄誉碑は、隣接してあり1970年に解体されたレストラン「パルクハウス」とともに人気のハイキング地となっていた。
公共スペースの近代的な像の一例が、アンスガー・ニールホフによる3つの特殊鋼の立方体である。「ブレヒビュクセン」（直訳: 金属の箱）と呼ばれているこの作品は、市庁舎広場にあり、長年賛否の議論の的となっていた。数年間倉庫に収納された後、2013年に文化館前のシュタットガルテン（庭園）に新たに設置された。

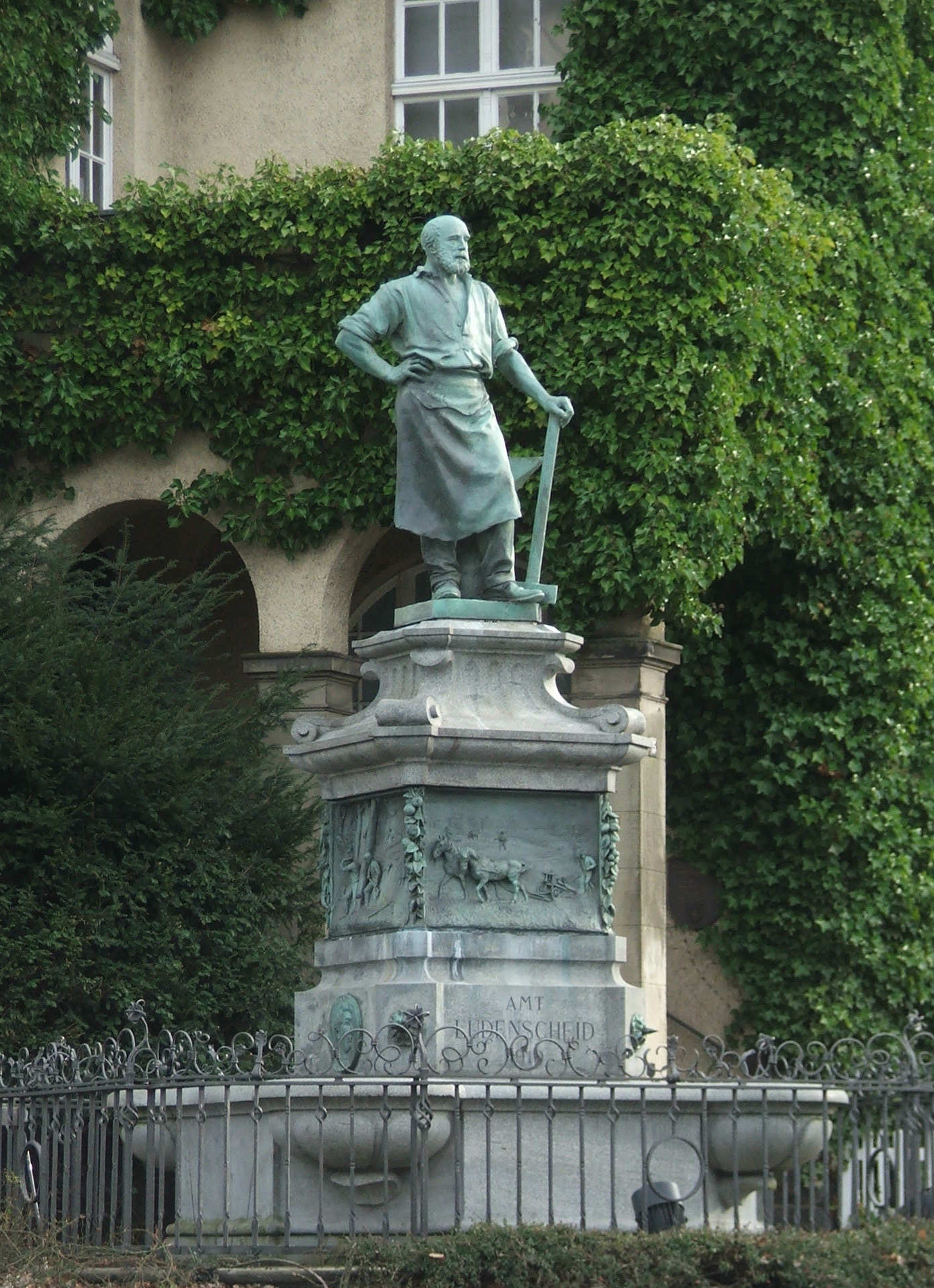
ゼルヴェの泉
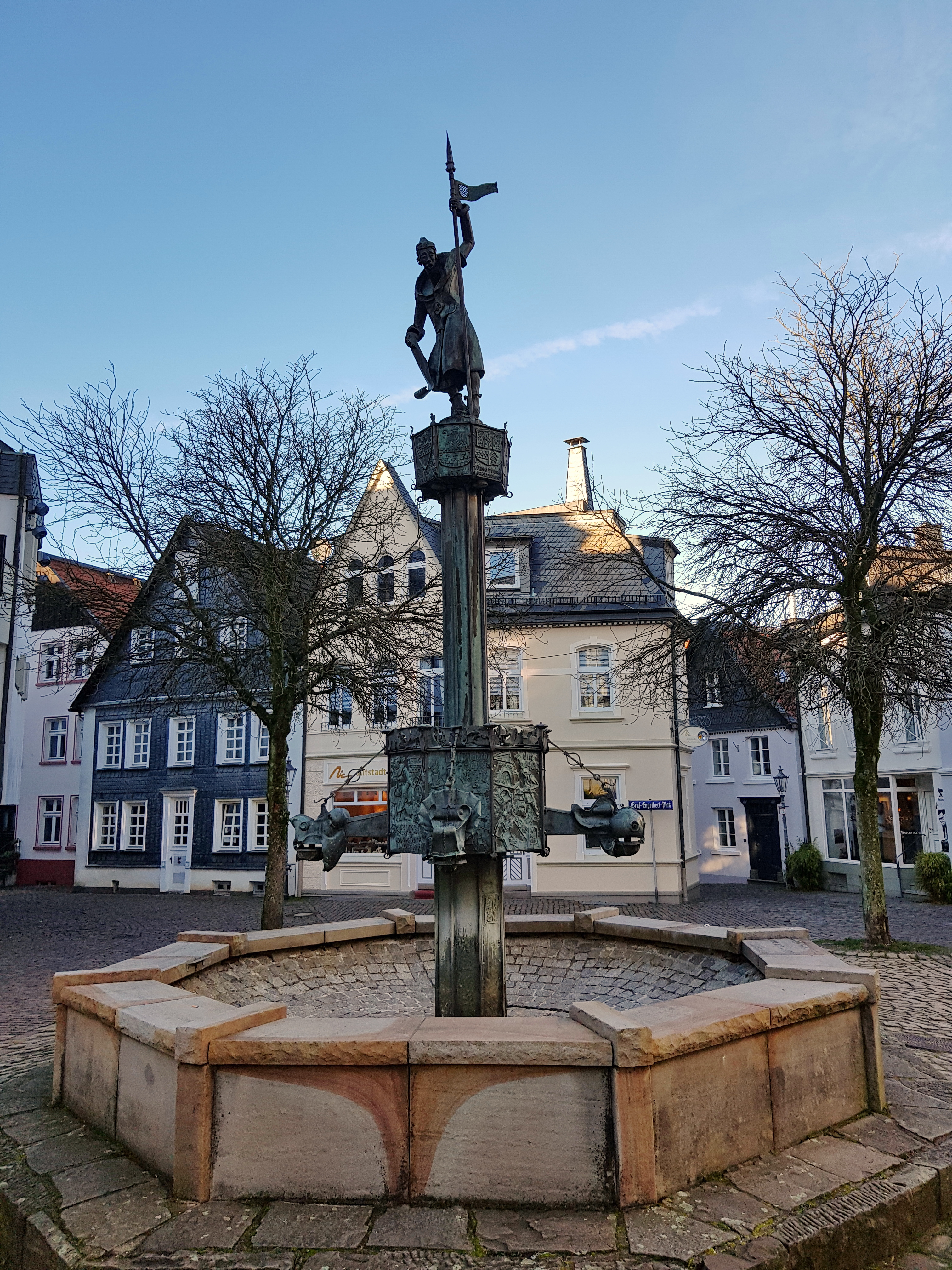
グラーフ＝エンゲルベルト広場の泉
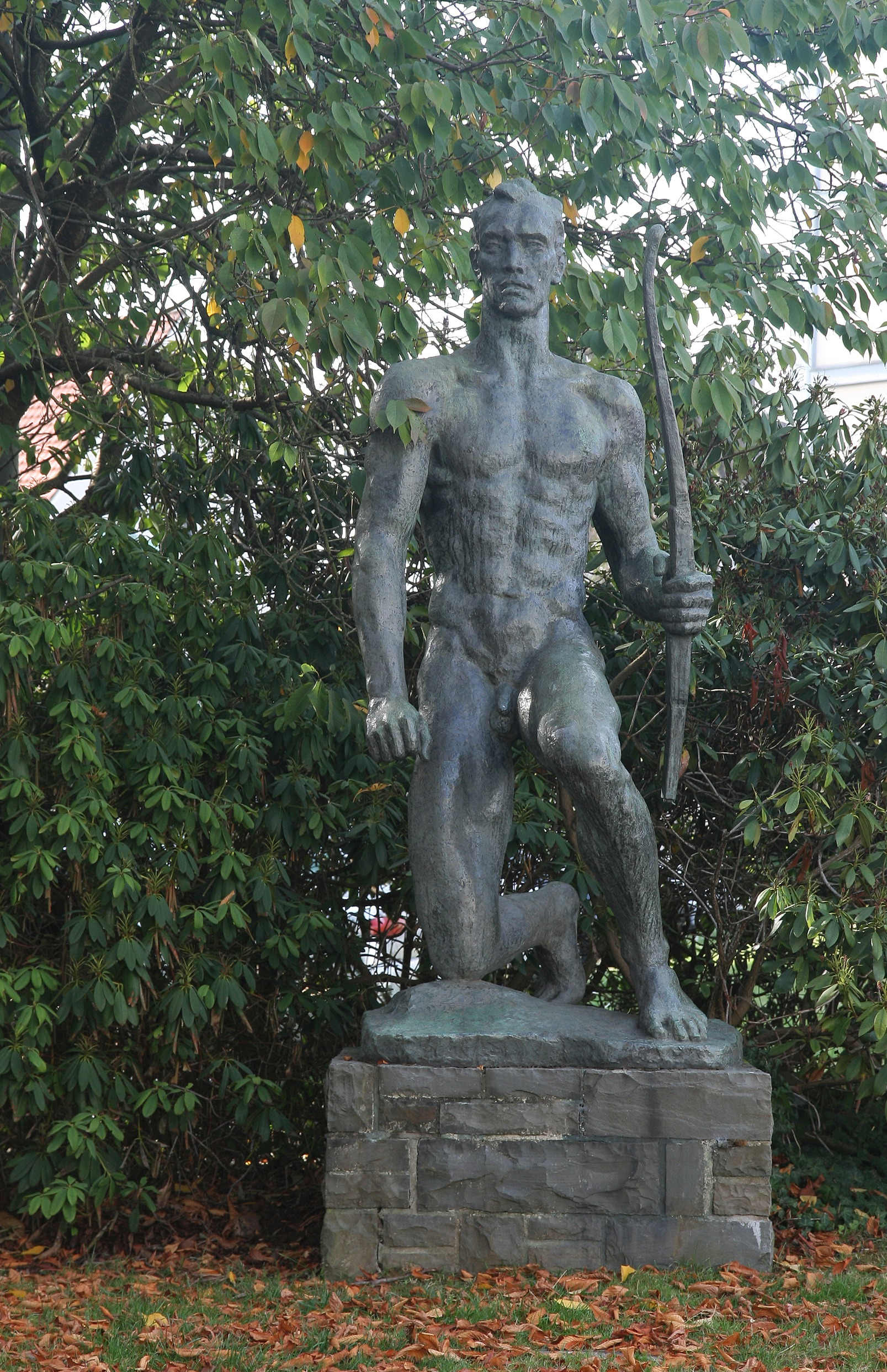
グローサー・ヴェヒター

### スポーツ
2008年半ばに、64のクラブがリューデンシャイト市スポーツ連盟 e.V. を結成した。
リューデンシャイダー・トゥルンフェライン・フォン 1861 は、この街で最も古いスポーツクラブで、会員数 1800人を擁する2番目に大きなスポーツクラブでもある。他種目スポーツクラブの中では、LTV フォン 1861 が、ジャズダンスの30人以上編成のフォーメーション（Jazz1; 2006 DTB-ダンスでドイツ準優勝、ヴェストファーレンマイスターは何度も獲得している）、チェス部門（2006年から2010年の学生・青年・成人部門の州マイスターのタイトル、ドイツマイスター、ドイツ準マイスター）およびインラインホッケー部門（ハイランダー・リューデンシャイトはブンデスリーガ1部北部に参加している）といった高度な技術分野で秀でている。
この他の大きな伝統的スポーツクラブとしては、トゥルン・ウント・シュポルトフェライン・ヤーン 1891 リューデンシャイト e.V.（初代会長はユリウス・レンツマン）やトゥルンフェライン・フリーゼン・リューデンシャイト・フォン 1892 がある。
MC 62 リューデンシャイトはミニゴルフ・クラブで、過去にはドイツ・マイスターシャフトで、ほぼいつも10位以内に入っているクラブであった。
サッカークラブのロート＝ヴァイス・リューデンシャイトは、1971年にシュポルトフロインデ 08 と RSV ヘーとが合併して結成された。このクラブチームは1977年から1981年までブンデスリーガ2部北地区に所属した。市南西部に1972年に建設されたシュターディオン・ナッテンベルクで試合を行っている。
体操クラブ TuRa「フリッシュ・アウフ」エッゲンシャイト e.V. は1911年1月15日に労働者のスポーツクラブとして結成された。現在の全会員数は約 800人である。
サッカークラブのヘラス・リューデンシャイトは1965年にギリシア人の Emmanuel Lagoudakis と Absiss Panagiotis によって設立された、ドイツで最も古い現存するギリシア人サッカークラブである。
ラテンフォーメーション TSG リューデンシャイトは、1995年に結成された。TSG の A-チームは2005年にブンデスリーガ2部で優勝し、2007年にリューデンシャイトのラテンフォーメーションとしては初めてブンデスリーガ1部に昇格した。しかしやがてこのフォーメーションは廃止された。
ヴァッサーフロインデ・リューデンシャイトは、1971年にリューデンシャイダー・シュヴィムフェライン 1901 と SV ネプトゥーン・リューデンシャイト（1908年創設）とが合併して成立した。このクラブは水泳の他、水球にも力を入れている。このクラブはナッテンベルクの屋外・屋内プールで練習している。

### 年中行事
- 光のルート・リューデンシャイト - 芸術およびデザインにおける光の国際フォーラム: リューデンシャイトの公共スペースにおいて光芸術および光デザインの展示が行われる[80]。
- 「リューデンシャイダー・ゲスプレヒェ」（直訳: リューデンシャイトのおしゃべり）: ハーゲン放送大学の歴史と伝記研究所が開催する[81]。
- クリスマスマーケットおよびアドヴェントマーケット: シュテルン広場とノイエンホーフ城で開催される[82]。
- リューデンシャイト環境マーケット（年1回）
- 「ナハトフルーク」（直訳: 夜にうろつく）: 様々なバーなどの場所でバンドが演奏を行う。
- フィルメンラウス（直訳: 企業レース）: メルキッシャー郡の企業の従業員は、2003年から開催されている AOK-フィルメンラウフに参加する。
- 射撃祭: 毎年5月に10日間、ホーアー・シュタインエルトで開催される市民射撃祭。
- シュタットフェスト（直訳: 市祭）: リューデンシャイトの市祭は、1976年から毎年9月の第2週末に開催される。これはリューデンシャイトのクラブによる大規模な祝祭である。

### 名物料理・食材
「ポットフッケ」はザウアーラントの典型的なジャガイモ料理である。この言葉は「深鍋の中に長くいる」という意味である。これはメットヴルストと一緒に調理されたジャガイモのスフレで、仲間内で黒パンと一緒に好んで食される。この気取らない料理は、しばしばピルスナーとともに供される。
「クリュストヒェン」（「パンの耳」のこの地域での呼び名）は、通常、ライ麦パンまたはトーストしたパンに目玉焼きのせた簡単な料理である。

### その他
ロリオーのスケッチ・コメディー「ヘレン・イム・バート」（直訳: 風呂の中の男たち）の登場人物ミュラー＝リューデンシャイトはこの街を有名にすることに貢献した。文化館近くのカフェには、彫刻家フリオ・ミュラー＝ベケッレによる、ミュラー＝リューデンシャイトとドクトル・クレプナーが一緒に浴槽に入った記念碑が設けられている。
"Lenin kam nur bis Lüdenscheid"（直訳: レーニンはリューデンシャイトに来ただけだ）は、2005年に刊行され、2008年に映画化されたリヒャルト・ダーフィト・プレヒトの書籍のタイトルである。著者は、ゾーリンゲンの左翼思想の両親の家で青年期を過ごした。彼は、その頃リューデンシャイトで開催された社会主義ドイツ労働青年会 (SDAJ) のペンテコステ集会に感銘を受けたようだ。彼はあるインタビューで「いいえ、私にとってリューデンシャイトは常に世界革命やレーニンと結びついているのです」と語っている。
リューデンシャイト出身の聖歌作者でジャーナリストで教会政治学者のユルゲン・ヴェルトは、その作品「マイネ・シュタット」（直訳: 我が街）の中で、リューデンシャイト中心部における近年の徹底的な改造や変革ぶりを批判している。
"Weit, weit, weit ist es nach Lüdenscheid"（直訳: 遠い、遠い、リューデンシャイトは遠い）は、1970年代のジョニー・ヒルのポピュラーソングである。ここでは、当時まだ不便だった交通アクセスやこの街の田舎っぽさが歌われている。
ウルリヒ・ロスキの歌「Leben auf dem Lande」（直訳: 田舎の暮らし）では、近くの都会に引っ越し、結婚した農家の娘が歌われている。
ディー・トーテン・ホーゼンは、そのアルバム「Reich & Sexy II」の中でリューデンシャイトのマドレーヌを賛美している。
ポピュラーシンガーのルネ・キャロルは、リューデンシャイトの福音主義墓地に墓がある。
「リューデンシャイト」あるいは「リューデンシャイト＝ノルト」は、ボルシア・ドルトムントをライバル視しているルール地方のサッカークラブ、特にシャルケ04がよく使う、ボルシア・ドルトムントに対するよく知られた蔑称である。これは、ルール地方の外にあるより小さな街の市区名で呼ぶことで、クラブ所在地や街を卑小化しようとするものである。

## 経済と社会資本

### 経済
リューデンシャイトは古い工業都市で、ここでは金属加工業が常に重点産業であった。中世にはすでにここでオーゼムント鉄が製造されていた。この頃からジーガーラントやザウアーラントおける鉄鉱石採掘や周囲の谷の水力が鍛造所や針金工場に有利であり、リューデンシャイトでは原石から得られた金属を小さな金属細工製品に再加工する産業が営まれていた。その製品の広範な普及はリューデンシャイトのハンザへの参加を示唆している。金属加工業はこの街の最も重要な収入源であっただけではなく、街の脅威でもあった。1681年6月12日の（記録に残っているだけで）5回目の都市火災の後、金属加工業者らは市壁の外に追いやられた。6回目の都市火災の8年後にあたる1735年には小さな鍛冶屋が 9軒あったが、1788年には 175軒となっていた。現在もリューデンシャイトではシュミットが最も多い姓である。
18世紀末に、パンチング加工、エンボス加工、旋削加工といった金属加工の技術革新が起こり、新しい製品の製造が可能となった。リューデンシャイトでは多くの企業がボタンや留め具に特化していった。
20世紀になると小さな鉄加工会社は合成樹脂加工業にシームレスに移行し、最初はベークライト、後には熱可塑性樹脂を用いて射出成形による製造を行った。
器具製造業は、金属であれ合成樹脂であれ、パンチングであれエンボスであれ、射出成形の金型であれ工具であれ、この街で最も一般的な徒弟制職業であり、射出成形金型製造のための特別な産業が成立した。
1988年に、当時の企業30社とリューデンシャイト市は。リューデンシャイト合成樹脂研究所を設立した。この研究所は、主に中規模企業を助言と研究でサポートするもので、南ヴェストファーレン専門大学の付属機関に位置づけられている。
金属産業の分野では、インスティテュート・フュア・ウムフォルムテクニーク (IFU) が設立されており、やはり南ヴェストファーレン専門大学に組み込まれている。これらの両研究機関はリューデンシャイト開発・起業センターに入居している。
1885年頃から第二次世界大戦終戦まで、ボタン、留め具、勲章製造が重要な役割を担っていた。世界中の軍隊およびその他のグループの制服用ボタンを製造していた。これを物語るボタンコレクションが市立博物館の個別部門として展示されている。
電子産業および自動車産業（P.C.トゥルク、ブッシュ＝イェーガー、コスタール、松下（旧フォスロ）、ゲルハルディ）の部品製造は、現在大きな宇役割を担っている。また、アルミニウムや真鍮のプレス加工やアルミ箔 （ヒュック）、あるいは特殊鋼部品の製造（たとえばブリューニングハウゼンのプラーテシュタール）も重要である。たとえば ERCO などいくつかの企業はその分野におけるシステムプロバイダーに発展した。
リューデンシャイトは、ショッピングの街としても重要である。この分野ではオーバーツェントルムの一部機能を有している。中心部には多くの、一部は歩行者専用区域に指定された商店街、2本の大きなアーケード街、リューデンシャイト貯蓄銀行本店などがある。

#### 主な地元企業
リューデンシャイトの産業史および産業構造において重要な地元主要企業には以下のものがある。

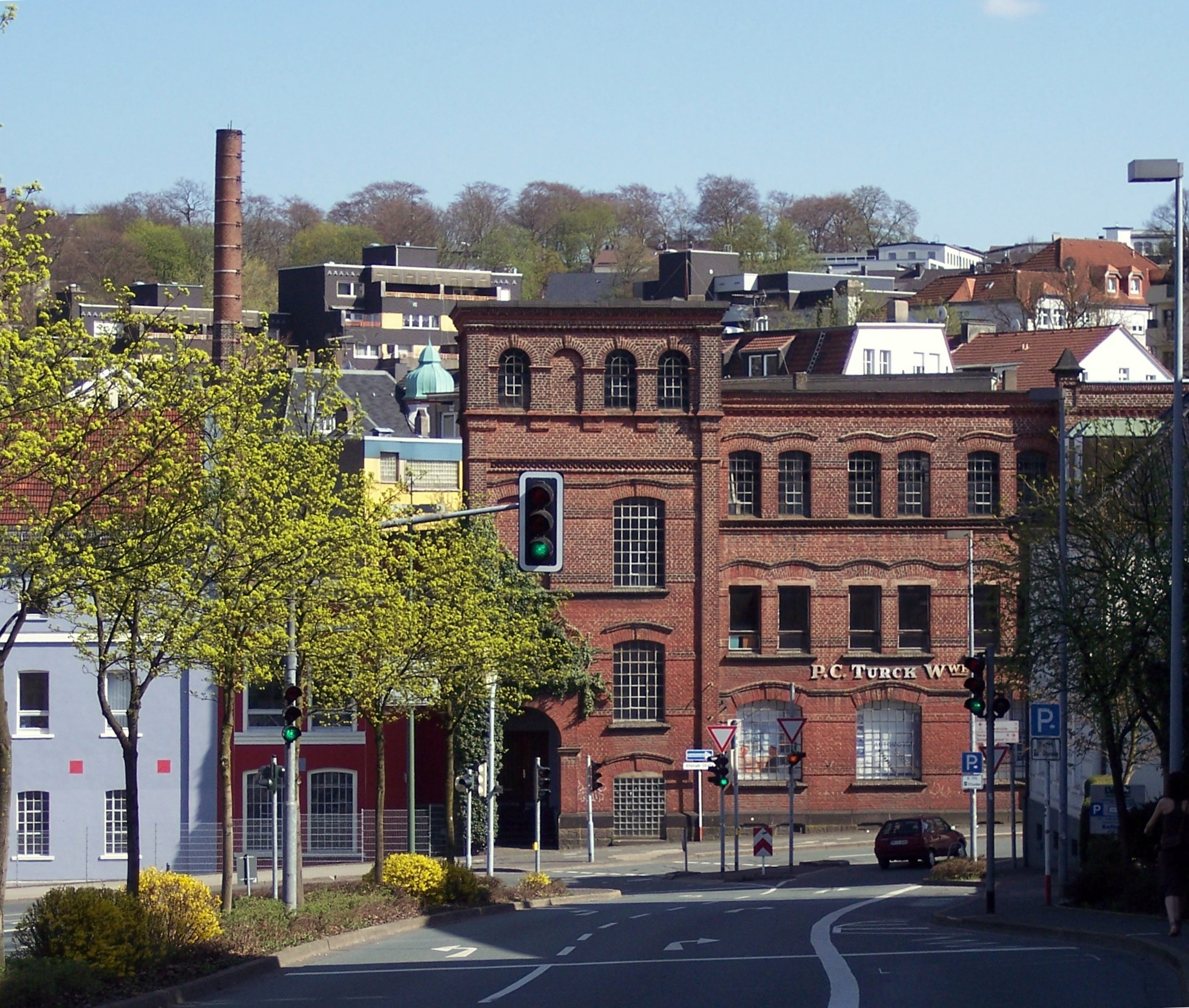
P.C.トゥルクの工場

P.C.トゥルクは、この街で最も古い会社の1つである。この企業は1791年に金属ボタン工場 P.C.トゥルクとして設立され、現在は自動車産業の部品サプライヤーとなっており、玉継手、継手システム、ショックアブソーバー、パワーウィンドウなどのコンポーネントの開発、製造を行っている。しかしこの会社は、サスペンダーのクリップを製造することで、衣料品の留め具技術というこの会社の起源に忠実であり続けている。この会社は、数十年にわたって P.C. Turck Wwe という商標を用いている。
ゲルハルディ・クンストシュトフテクニーク GmbH は1796年の創業時（当初はゲルハルディ、後にゲルハルディ & Co/Cie）からリューデンシャイトの中心部に位置している。ゲルハルディは、リューデンシャイトとイベンビューレンの2箇所の自動車部品工場に、約1,200人の従業員を擁している。母体となった会社は、ゲルハルディ・クンストシュトフテクニーク GmbH（自動車部品サプライヤー）とゲルハルディ・アルテクニーク、およびリダル・ゲルハルディに分割された。アム・ローの創業の地はゲルハルディ・クンストシュトフテクニークの所有であり、現在は本社となっている。ゲルハルディ・アルテクニークは、リューデンシャイトのフライゼンベルクに製造所を、リダル・ゲルハルディはマイネルツハーゲンに本社を置いている。
現在のエドゥアルト・ヒュック GmbH & Co. KG は、1812年に「種々のボタン製造および鉄・鋼鉄・真鍮製品販売」として設立された。現在は、アルミニウム成型システムおよびアルミニウム成型製品の製造および供給に従事している。600人以上を雇用するこの会社は、リューデンシャイト最大の雇用主の1つである。
ユリウス・フォン・ホーフェ GmbH & Co KG は、1863年に設立された伝統的な企業で、約100人の従業員で書庫、工場、倉庫用のスチールラックを製造している。書類棚、工具棚、特殊大型ラック、パレットラックには、RAL Güte- および GS-Zeichen（安全性保証マーク）がつけられている。

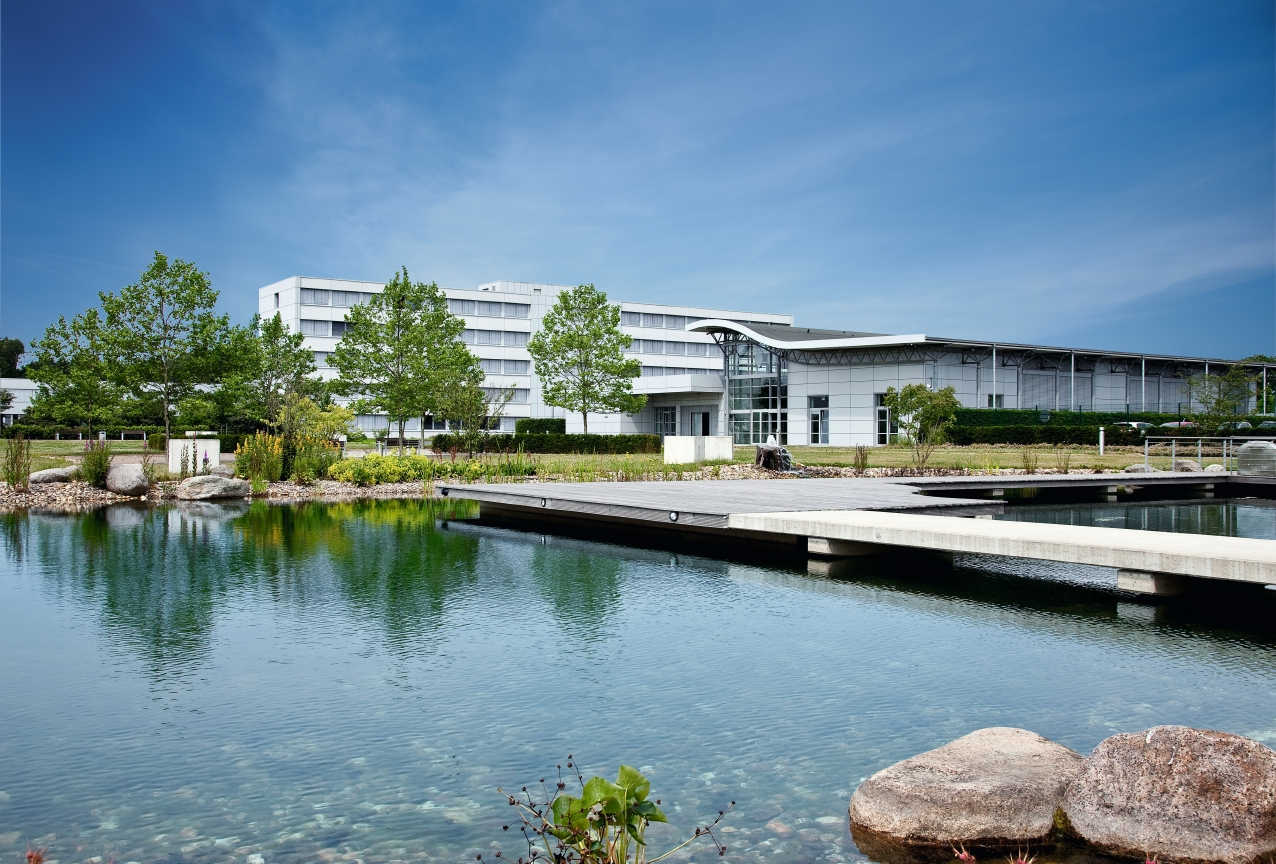
ブッシュ＝イェーガー電子

ブッシュ＝イェーガー・エレクトロ GmbH の歴史は1879年にまで遡る。この会社は1969年から ABB-グループに属している。ブッシュ＝イェーガーはドイツにおける電子・配線技術のマーケティングリーダーであり、世界60カ国以上に製品を輸出している。
1889年に設立された小さな企業シュタインハウアー & リュックは、勲章やメダル製造のリューデンシャイトの伝統を護っている。ドイツ連邦共和国功労章の唯一の生産者として（全8段階）、その製品はドイツ大統領府にも納品されている。この他にも約40人の職人が手作業で、スポーツ団体、狩猟協会、カーニバル協会、その他の団体や宣伝のためのメダルやバッジを製造している。
1912年に創業したレオポルト・コスタール GmbH & Co. KG はリューデンシャイトで2,000人以上、世界的には1万人以上を雇用している。この会社はこの街最大の企業である。コスタールは、自動車産業のメカトロニクス製品を開発、製造している。
ヴィルヘルム・シュレーダー　GmbH & Co. は1912年に設立された、蒸気機関模型の世界最大の製造業者である。この会社は、ヴィレスコ (Wilesco) の商標で製品を販売している。
ジーパー・リューデンシャイト GmbH & Co. KG は、1921年に創業された、プラスチックおよび金属製のミニチュア玩具（多くはミニカー）の製造業者である。ジーパーの製品は、ジク (siku) の商標で世界的に知られている。ジクは（冗談で）ヨーロッパ最大の自動車メーカーだと言われている。

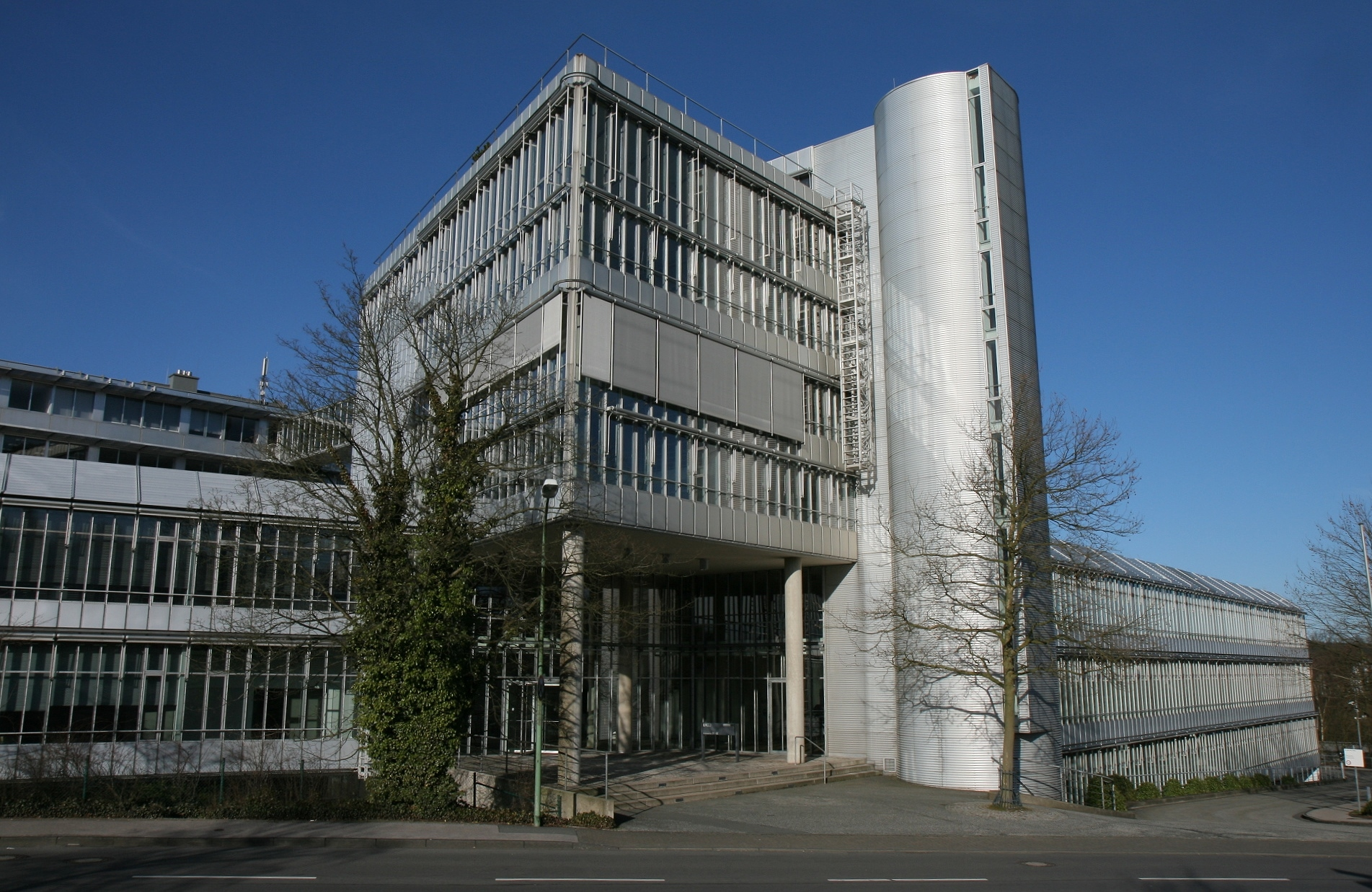
エルコ本社

エルコ＝ロイヒテン GmbH は、1934年に設立された比較的新しい企業である。エルコは、世界的に活動する要求度の高い建築照明システムのメーカーとしてリューデンシャイトに「光の街」としてのキャラクタを付与している。この企業はこの街で約 800人を雇用している。
インスタ・エレクトロ GmbH は、LED-製品を開発・製造しており、既述のブッシュ＝イェーガーとともに、EIBのための製品を製造する大規模メーカーの1つである。リューデンシャイトの合計 600人の雇用者のうち、約 80人が開発担当者である。
MTS センサー・テクノロジー GmbH & Co. KG は、リューデンシャイトで30年以上前から様々な分野で応用される、磁気ひずみによる位置センサーおよび充填センサーを開発、製造、供給している。親会社の MTS Corp.（USA、ミネソタ州）は世界中で1,600人以上を雇用している。
シュラウベン・ベッツァー GmbH & Co. KG は、主に自動車および電子産業向けの常温加工部分やネジの製造を行っている。従業員数約65人のこの企業は、この街の伝統である針金加工から派生したリューデンシャイトの典型的な企業である。

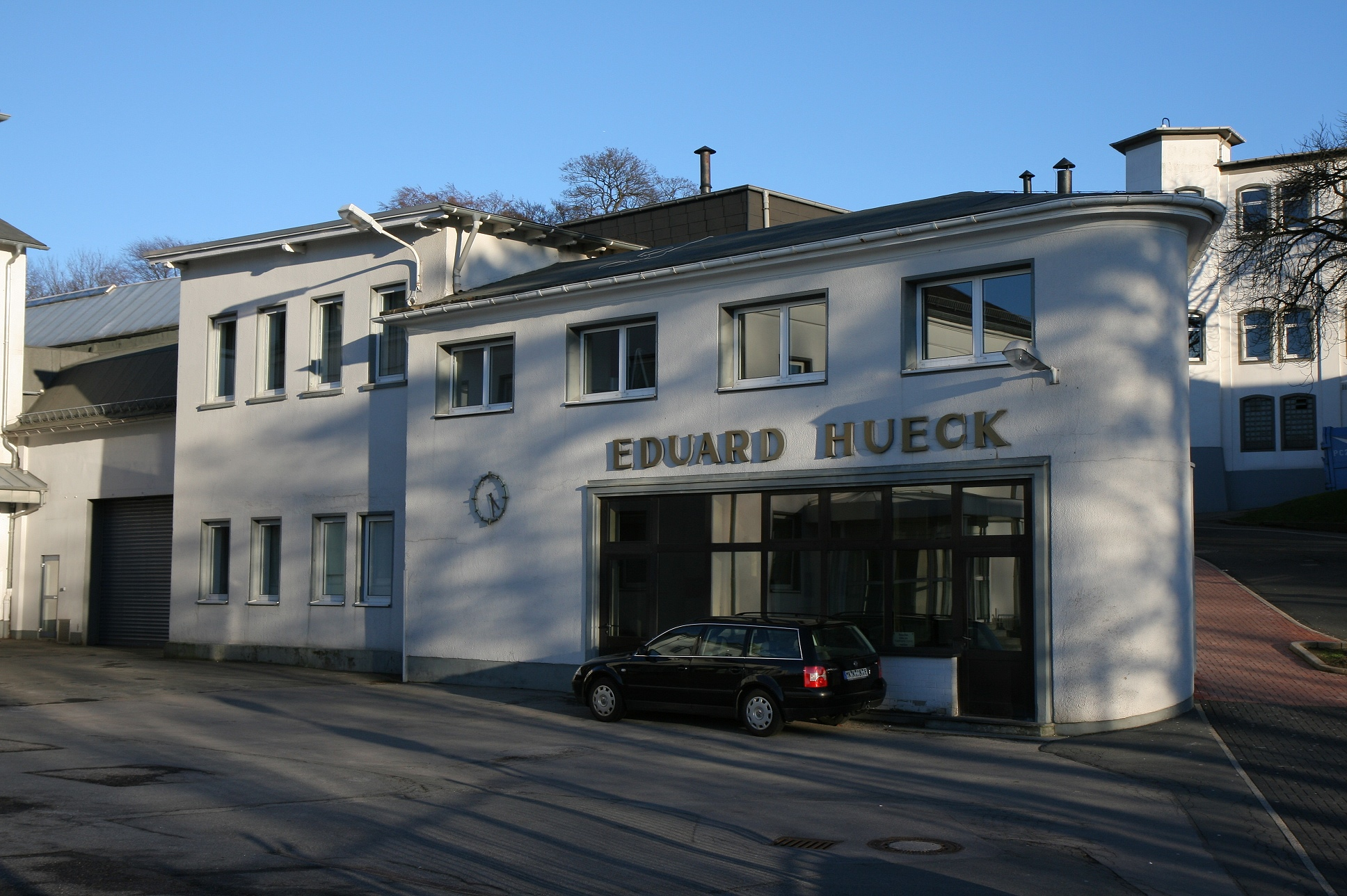
エドゥアルト・ヒュック社
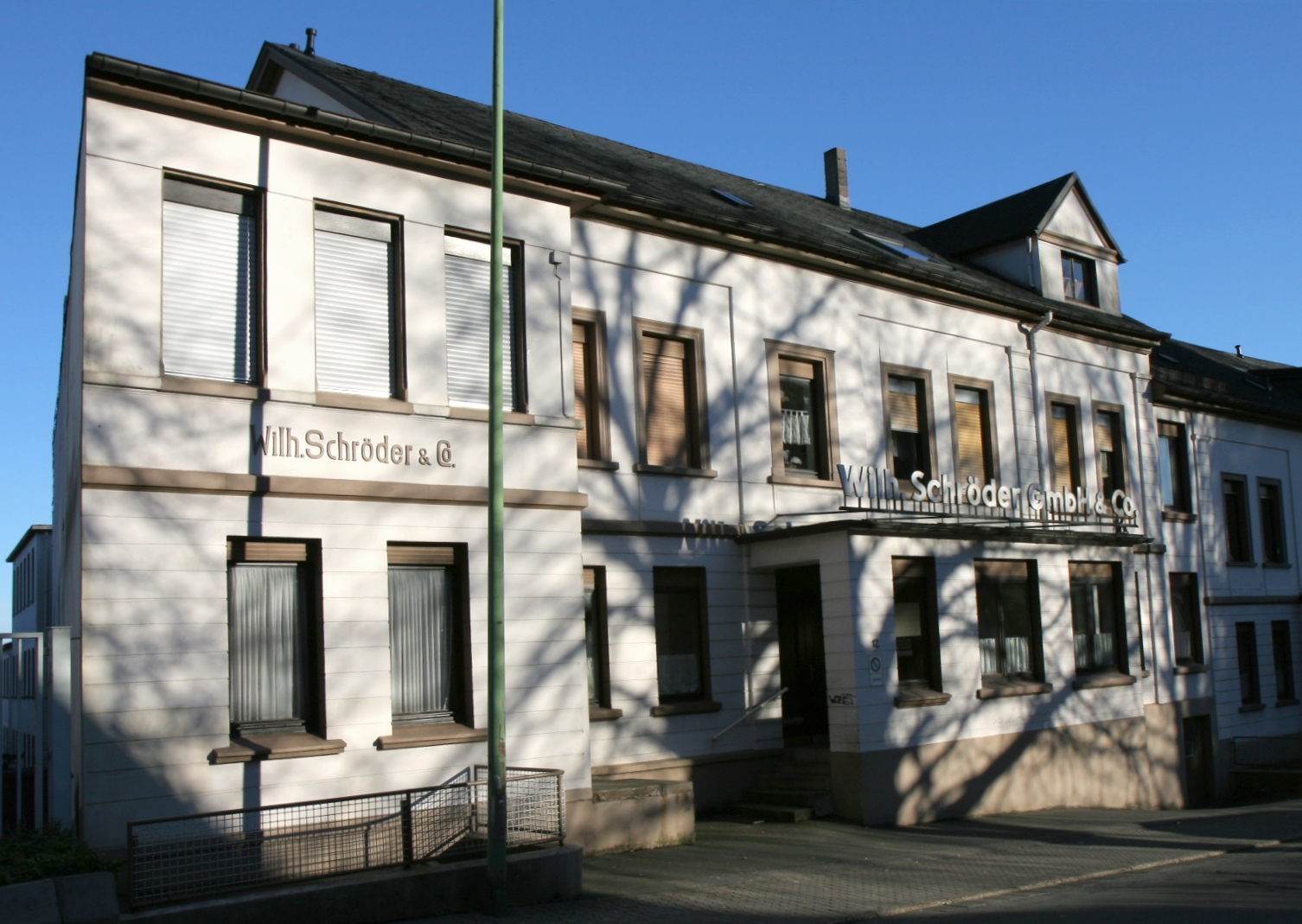
蒸気機関模型「ウィレスコ」を製造しているヴィルヘルム・シュレーダー社
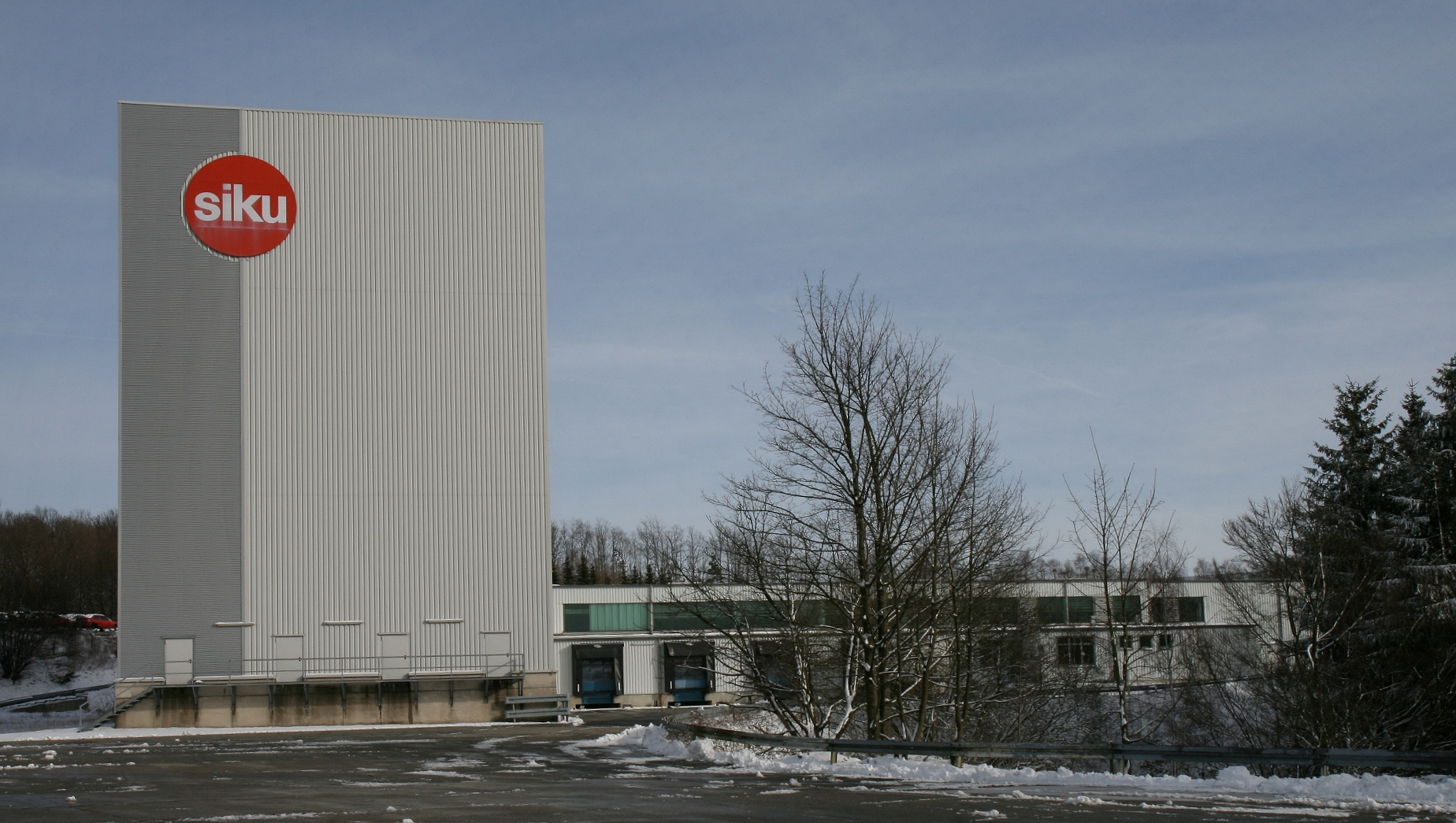
ミニカー「ジク」を製造しているジーパー社

#### 研究と経済の広がり
リューデンシャイト市では、それぞれ異なる5つの箇所に、産業地区（商工業地区）が設けられている。
1. ヘートフェルト南産業地区（隣町のシャルクスミューレと共同）[85]
2. ツーム・ティムベルク産業地区[86]
3. ヴィプシュラ産業地区[87][88]
4. ロスマルト産業地区（隣市のアルテナおよびヴェールドールと共同）[89]
5. リューデンシャイト駅前産業地区[90]

これらの地域開発はそれぞれ全く異なった経緯をたどった。ヘールフェルト南とヴィプシュラの空いているエリアが数年のうちに非常に良好に売りに出されたのに対して、ツーム・ティムベルクとロスマルトは多くの土地が放置されている。これは近年、大規模な商工業用地に対する一般的な需要が総じて減退していることに起因している。このため、たとえばブッケスフェルト、フライゼンベルク、ノッテボーム通りなどの既存の商工業地にも空き地ができた。
リューデンシャイト駅前には、すでに多くのスペースが、たとえば南ヴェストファーレン専門単科大学やドイツ応用照明技術研究所 (DIAL) といった投資家の所有となっている。ベット数約100床のビジネスホテルの建設も話題に上っている。リューデンシャイト市によれば、この土地の最初の目的は、隣接する発展・企業センター (EGC) に合わせた定住コンセプトに適合する項価値の商工業地を創出することであった。

### 交通

#### 道路

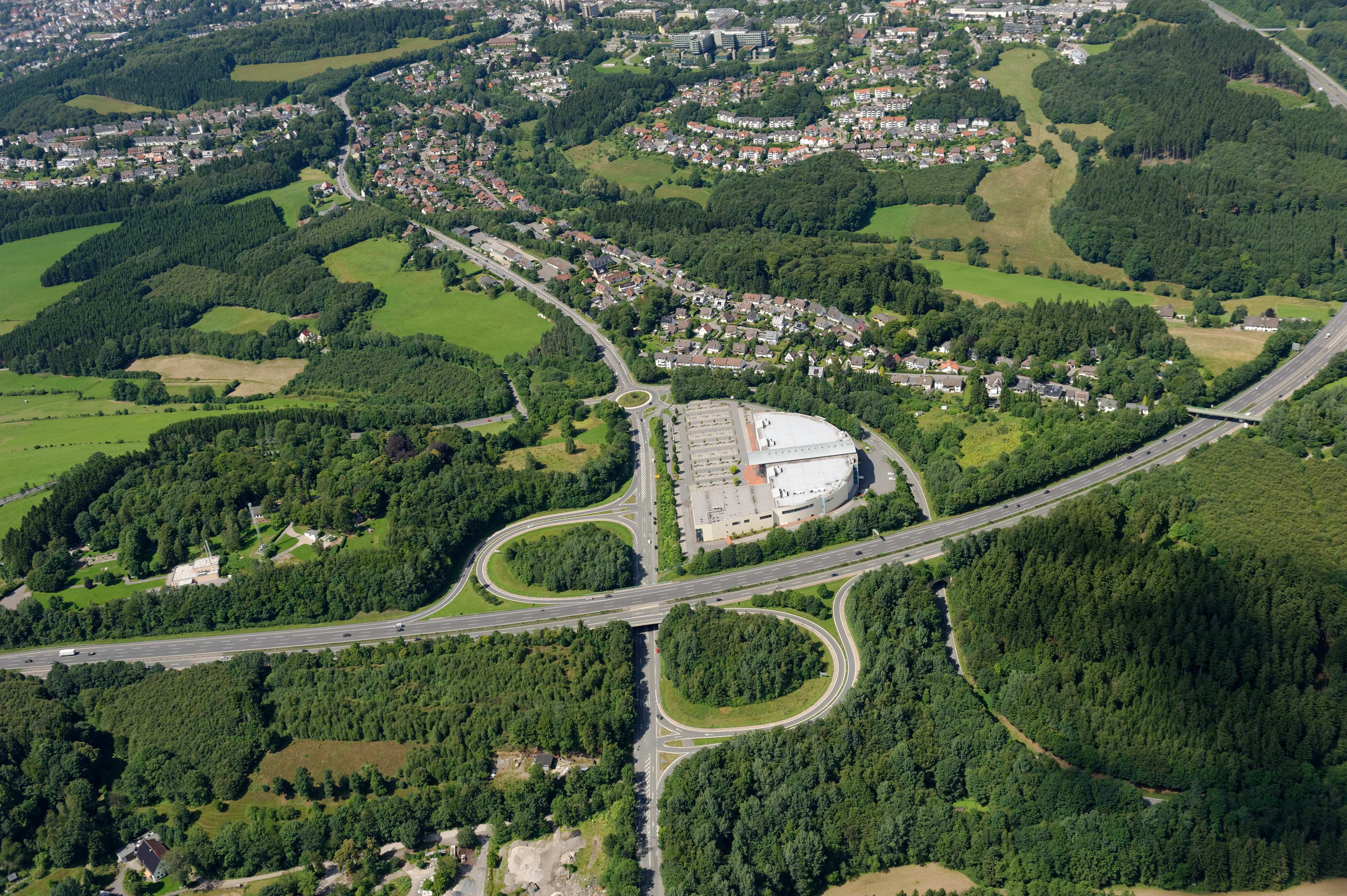
A45号線リューデンシャイト南インターチェンジ。画面を左右に横切るのが A45号線、上下に伸びるのは州道 L561号線。

リューデンシャイトは、連邦アウトバーン A45号線（ドルトムント - アシャッフェンブルク）の3つのインターチェンジおよび連邦道 B54号線と B229号線により広域道路網に接続している。このアウトバーンは、市の東側を半円形を描いて通っている。B54号線は、主にヴォルーメタールやブリュッゲ地区を通っている。B229号線は内市街の東および南側の谷を通っている。1980年代に北部バイパス道路が建設された。この道路はクライスハウス付近でヘートフェルダー通りと立体交差で接続する。レーゼンバッハー・ラント通り、ラーメデ通り、レネ通り、ヴェールドーラー通り（リューデンシャイトの市域）、B229号線およびB54号線と結ぶことで中核市区を取り巻く大きな環状周回路が形成される。
リューデンシャイトの道路網は、連邦アウトバーン 13.9 km、連邦道 20.3 km、州道 62.4 km、市道 265.2 km、遊歩道 220 km からなる。

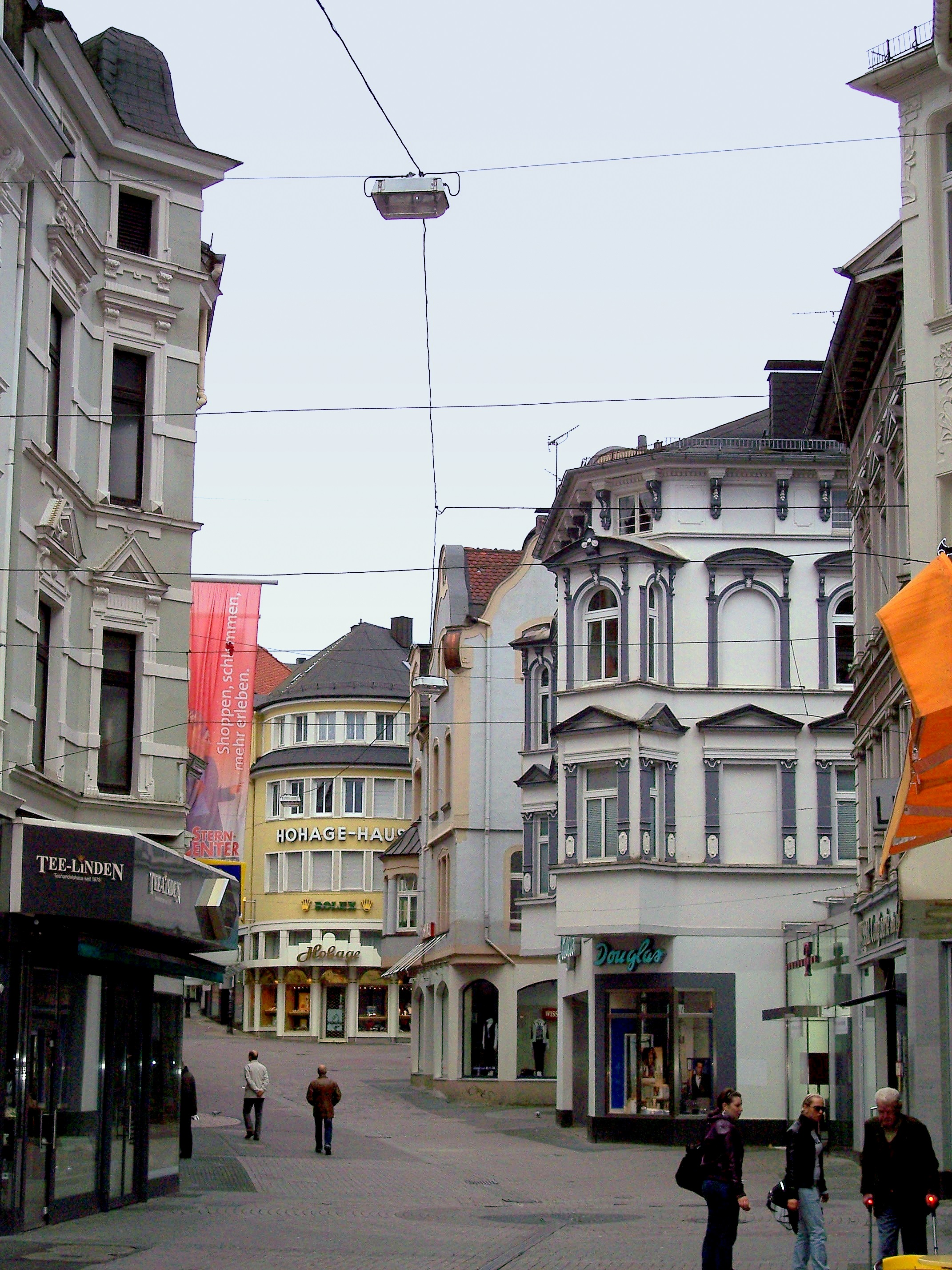
ヴィルヘルム通りの歩行者専用区域

主要な繁華街であるヴィルヘルム通り、オーベーレ・アルテナアー通り、ラートハウス通り（市庁舎通り）やシュテルンプラッツは、何十年も前から歩行者専用区域となっている。旧市街も大部分で交通が制限されている。わずかな細い道だけは車の往来が認められている。通り抜け交通は2つのトンネル（ラートハウス・トンネルとオーバーシュタット・トンネル）を利用する。
駐車場不足のため、ノルトライン＝ヴェストファーレン州道路建設局は、2013年にリューデンシャイト市内にシュヴィーエンダール駐車場とブレンシャイト駐車場を建設し、リューデンシャイト市外のA45号線沿いの2つの駐車場を拡張した。シュヴィーエンダール駐車場のキャパシティは、大型車8台から20台以上に拡張される。その向かいにあるブレンシャイト駐車場は、トラック14台から26台に拡充される。この他にアウトバーンへの道沿いに乗用車用の駐車場が設けられている。さらに、バイパス道路沿いにも設けられている。リューデンシャイト市都市計画・環境委員会の代表は、交通量の増加によってアウトバーン利用の頻度は上がるため、こうした駐車場の拡充は有効であると述べた。
本来は、ブルンスム近郊のオランダ国境からプッフェンドルフ（バースヴァイラー）、ベルクハイム、ランゲンフェルト、ゾーリンゲン、レムシャイト、ラーデフォルムヴァルト、ハルヴァー、リューデンシャイト、ヴェールドールを経由してプレッテンベルクに至る連邦アウトバーン A54号線（以前は A208号線の一部とされていた）も建設される予定であった。当時既に開通していた A45号線とのジャンクションは、現在の No.13 リューデンシャイト北インターチェンジの南側に設けられることになっていた。しかし2つの区間、すなわち現在の A542号線とゾーリンゲン市内を通る州道 L141n が建設されただけで、A54号線は完成していない。

#### 鉄道

##### 現在

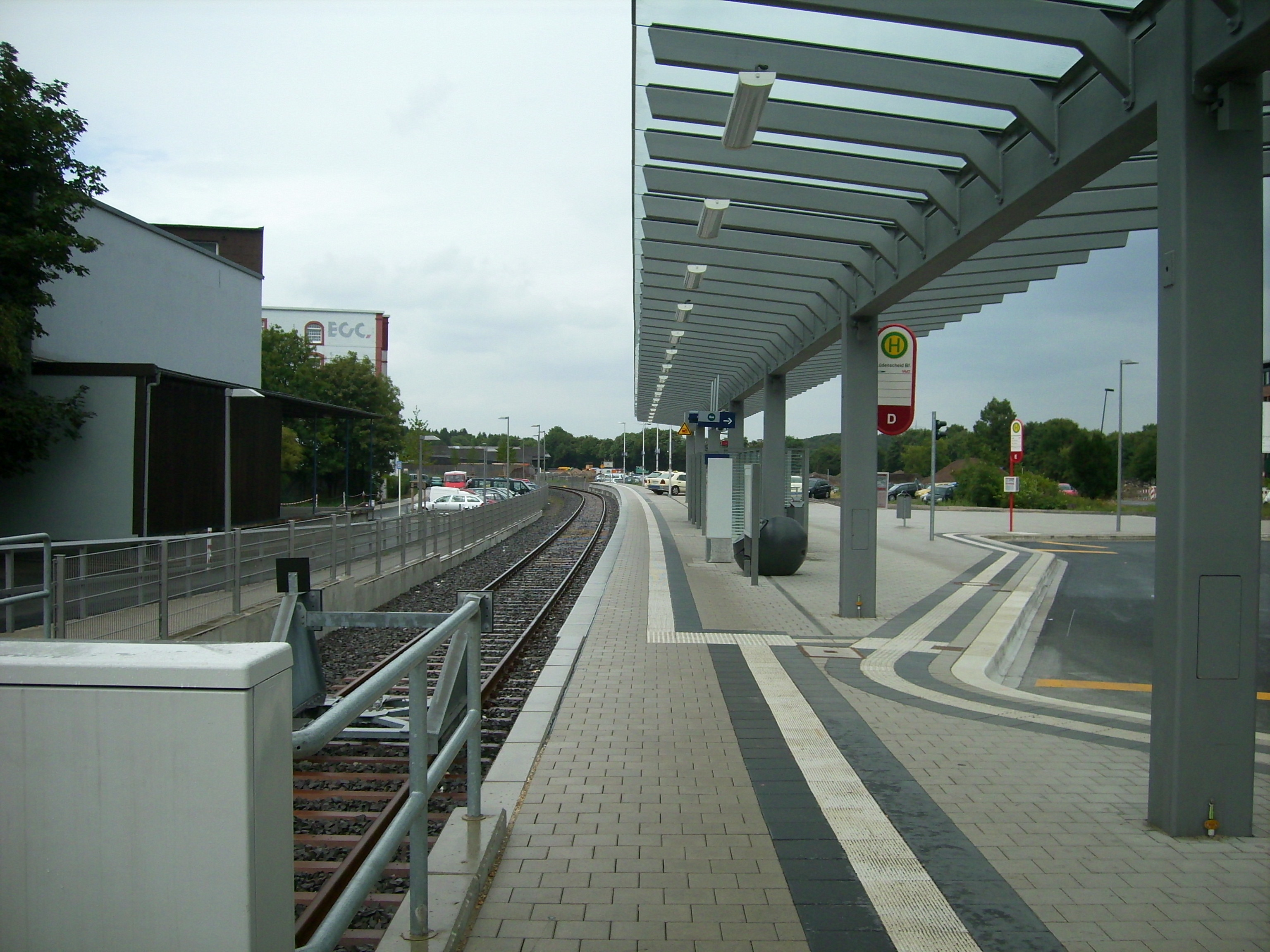
リューデンシャイト駅

リューデンシャイトには2つの駅がある。リューデンシャイト駅は、いわゆる盲腸線の終点で、内市街の外れにある。もう一つの駅であるリューデンシャイト＝ブリュッゲ駅は、フォルメタールを通るハーゲン - ディーリングハウゼン（グンマースバッハ）線の駅であり、ブリュッゲ地区にある。本市は、フォルメタール鉄道鉄道を介して、ハーゲン経由でドルトムントで国際鉄道路線に接続している。ブリュッゲから内市街までの約 5 km の間は、勾配 28 パーミルで、ドイツの支線としては最も急勾配の路線の1つである。2009年晩夏までに、バスとの乗り換えを便利にするために、駅の線路が移動され、新たな停車場が設けられた。離れた場所になった1880年建造の駅舎は、2009年11月に取り壊された（後に再建・改築された）。
さらに、周辺市区の人口増加に対応して、リューデンシャイダー郡庁舎前に停車場を建設することが議論された。しかし、建設には問題の多い地形であることから建設コストがかさむことが判明した。このためリューデンシャイト駅を中間点に移転することが検討された。ただし、このプロジェクトは当分進捗しそうにない。
ドイツ鉄道は、2004年12月12日からフォルメタール鉄道を子会社の DBレギオNRWを介して運営している。この路線は、1999年から2004年までドルトムント＝メルキッシェ鉄道 GmbH (DME) が運営していたが、営業成績を好転することができなかった。DME は、ドルトムント施設局 (DSW21) およびメルキッシャー交通協会 (MVG) との共同プロジェクトであった。
2017年12月10日から、復興されたフォルメタール鉄道を経由して1時間ごとにリューデンシャイトからケルンへ列車が運行されている。所要時間は約2時間強である。
ジーゲン、ヴェッツラー、ギーセン、フランクフルト・アム・マインに至るルール＝ジーク線の駅であるヴェールドール駅へは、急行バス路線 S2 で 20分で到着する。

##### 鉄道史
1887年/88年から1961年まで、リューデンシャイト狭軌鉄道がアルテナとの間を結んでおり、さらに1905年から1955年にはヴェールドールとの間でも運行していた。この路線の運営は、アルテナ郡鉄道 AG が行っていた。地元ではこの路線を現在でも「シュヌレ」と呼んでいる。旅客および貨物輸送を行っていたが、特に後者は、ヴェールドールまでの区間が1967年まで運行を続けていた。この狭軌鉄道の駅はアルテナアー通りの中間、斜面に建っているドイツ鉄道（かつては帝国鉄道）の駅のやや下側にあった。狭軌鉄道はここから谷沿いに運行していた。シャフスブリュッケの山でこの路線はヴェールドール方面に分岐し、ヴォルトの峠を越えて、シュリッテンバッハ川とヴェルゼ川下流の谷を通っていた。アルテナへの路線はおもにラーメデタールを通り、並行するレネタールを通るドイツ鉄道（帝国鉄道）路線よりも短い距離で結んでいた。
20世紀初めにフォルメタール鉄道（鉄道ハーゲン - ディーリングハウゼン線）の計画が策定された。これはリューデンシャイトおよびヘルシャイトの市域を通り、プレッテンベルク - ヘルシャイト線に接続するもので、フォルメタールとレネタールとの間を結ぶものであった。しかしこの計画は、建設コストの問題で頓挫した。当時すでにヘルシャイトを経由する土木工事は完了していた。第一次世界大戦の進行に伴い、必要な資金調達ができなくなり、この計画は中止された。ヘルシャイトは1920年代にこの鉄道建設を再開させようと試みた。しかし遅くとも世界的な経済危機に基づく急速なインフレーションが起こったことによって、鉄道建設は課題から外された。その後ついにドイツでは道路を走る自動車が交通の主役となった。路線区間は約 33.9 km であった。ザウアーラントの起伏の多い地形のため、計画はトンネル建設、橋梁工事、高架区間が多く組み込まれていた。たとえば、ヴェルゼタールとアーエタールとの間の尾根には、長さ 650 m のトンネルが建設される計画であった。ヘレから射撃ホールの麓まで長さ約 300 m のもう一つのトンネルも計画にあった。合わせて4本のトンネル、総延長 2175 m が計画された。トンネルの工事費は184万マルクと見積もられた。王立鉄道管理部はこの路線の総工費を980万マルクと算出した。これは、路線 1 km あたり、289,100マルクに相当する。
1913年4月1日の計画によれば、現在の州道と連邦道が交差するブロイケン交差点付近に鉄道のブロイケン駅が建設される予定であった。リューデンシャイトのこの地域は現在も鉄道で結ばれていない。現在のブロイケン交差点付近は当時はほとんど建物がなかったため、駅の建設は比較的容易であったと思われる。当時の地図からも、この周辺がかつて田舎の特徴を有していたことは明らかである。
1963年にリューデンシャイト市行政当局の計画コンセプトが提示された。それによれば、現在のザウアーフェルダー通りを二層化し、ブリュッゲ - リューデンシャイト間は、リューデンシャイト駅からわずか 10 パーミルの勾配で地下を運行することとされていた。この路線は内市街のザウアーフェルト交通乗り継ぎセンターの地下2階を終点としていた。この他に、現在のラートハウス広場（市庁舎広場）の下に500台分の駐車場を設けることも計画されていた。当時としては「夢物語的なアイデア」であったためこのプロジェクトは却下された。
数十年前まで、オーバーブリュッゲ発のヴッパータール鉄道を経由してリューデンシャイトからヴィッパーフュルト、さらにはヴッパータールへの直通列車が運行していた。リューデンシャイト - アンシュラーク - ケルンと接続する、ヴィッパーフュルトからケルン方面への列車も検討された。
さらには、ドルトムントからハーゲンを経由してリューデンシャイトまでシュタットバーンとして運行するフォルメタール鉄道も計画された。このシュタットバーンは、ドルトムント中心街からハーゲン中心街を経由してリューデンシャイト内市街までを結ぶものであった。1997年にハーゲン地域シュタットバーンのコンセプトが公表されたが、交通上の利便性はあるものの、コストを理由に却下された。

#### バス
すべての近隣市町村へローカルバスや地方バスが運行している。本市はルール＝リッペ交通共同体 (VRL) に加盟しており、メルキッシャー交通会社 (MVG) やルール＝ジークバス交通、フォルメタール鉄道も全く同じその料金体系に組み込まれている。リューデンシャイト市の中央乗り合いバスステーション (ZOB) は、ザウアーフェルダー通り沿いにある。
ZOBは近年完全に改築された。2本の歩行者用トンネルは改装され、一部に新しい出入り口が設けられた。さらに、ZOBとシュテルン広場との間が再開発された。歩行者用トンネルの両端にはエレベーターが設けられた。停留所の日よけ、電子式の旅客案内表示板、照明具が新たに設置された。キオスク、監視所、椅子が改良され、将来的にはさらに増設、新設されることになっている。歩道の舗装や道路のタール舗装もZOBの両側で完全に行われた。
2010年8月の時刻表改正以後リューデンシャイト駅は、ZOBに次ぐリューデンシャイト市における第2の乗り合いバスステーションとなった。ここには5つの乗り場があり、そのうち4つは駅のホームから直接乗り継ぐことができる。このバスステーションには17路線が発着する。

#### 空港
最寄りの国際空港は約 45 km 離れたドルトムント空港と、それぞれ 100 km 離れたケルン/ボン空港およびデュッセルドルフ空港である。小さな飛行場は隣接する2つの街にある。マイネルツハーゲン飛行場とヘルシャイトにあるプレッテンベルク＝ヒューイングハウゼン飛行場である。

### メディア
リューデンシャイト向け地方面を持つ日刊紙は、リューデンシャイダー・ナハリヒテンがある。2013年まではヴェストフェリシェ・ルントシャウも刊行されていた。
本市はイーザーローンに本社を置くラジオ局ラジオ MK の放送エリアに属している。リューデンシャイトは Nr. 73（周波数 100.2 MHz）の放送が聴取可能である。
リューデンシャイトは、WDRの地方局であるスタジオ・ジーゲンの編集管轄地域に含まれる。

### 公共施設

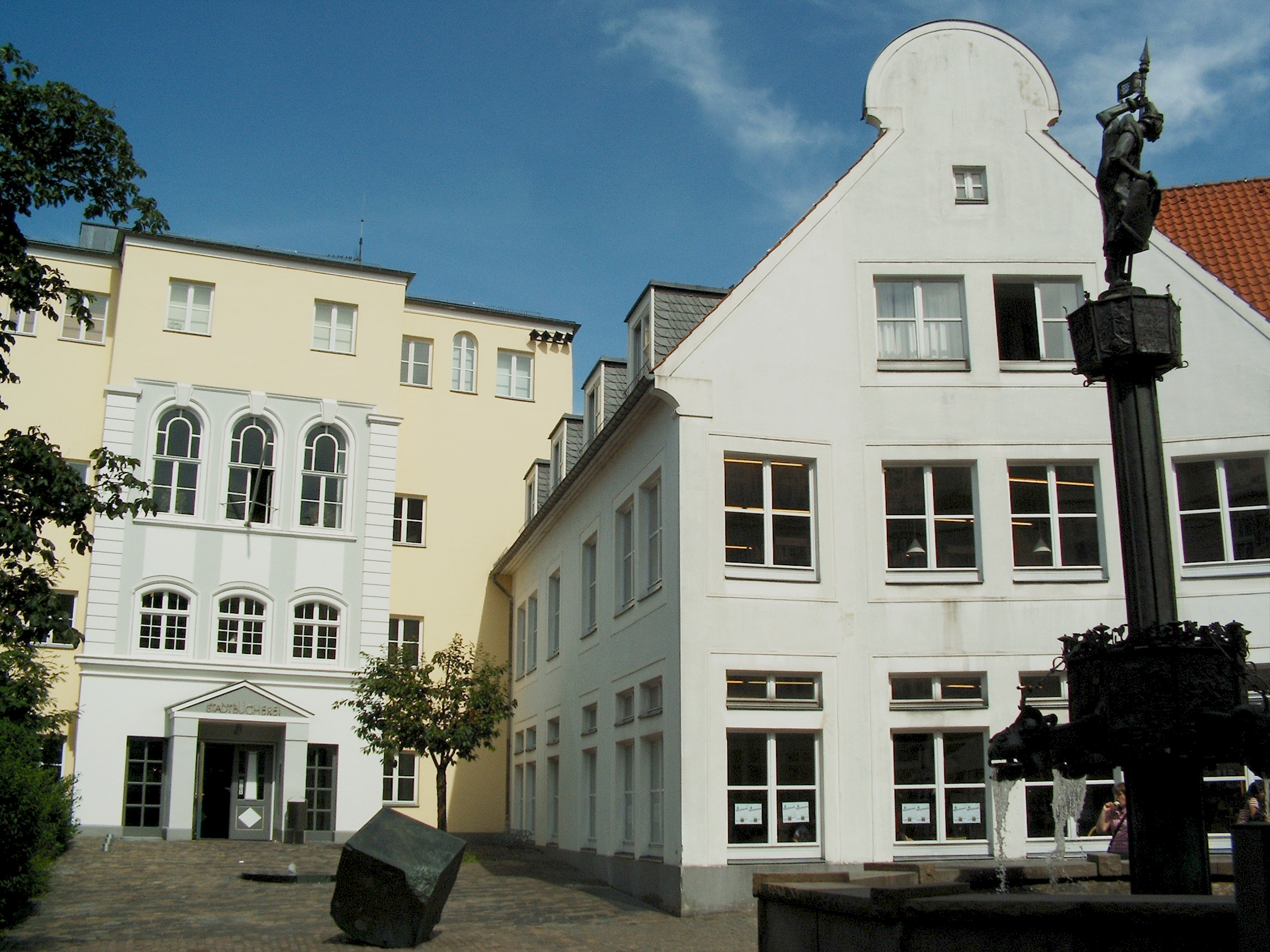
リューデンシャイト市立図書館

リューデンシャイト市立図書館の前身にあたるリューデンシャイト市フォルクス図書館は1857年5月10日に開館した。これは公共の図書館としてドイツで最も古い施設の1つである。この図書館は現在、ポストモダン様式に増改築された旧シュタットハウス（旧市街のグラーフ＝エンゲルベルト広場）にある。
旧郵便局は、リューデンシャイト市の音楽学校に改築された。この建物はアルテナアー通りに面した印象的なネオルネサンス様式の建物で、保護文化財に指定されている。
旧市庁舎には現在、リューデンシャイト市の市民大学本部が入居している。
市文書館は、2005年からケルクジヒハレ（ケルクジヒ通り 4番地）に入居している。この建物は1890年に建設された体育館であったが、時代とともに何度も増改築がなされ拡張された。

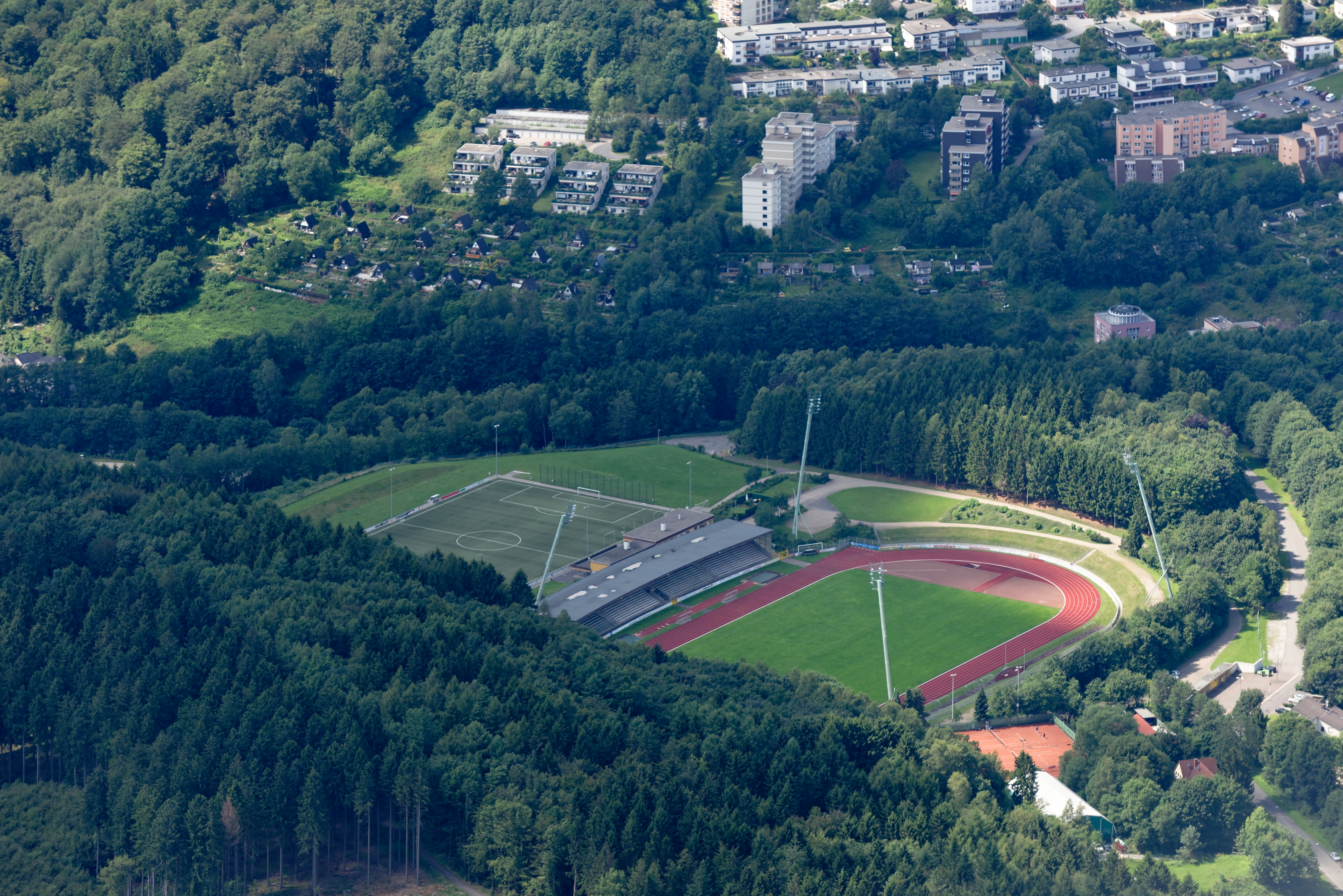
ナッテンベルクシュターディオン

リューデンシャイトは、早くも1905年に完成された屋内プール「シラーバート」（現在はブルワリー）の後継にあたる水泳施設をかつて有していた。内市街の「ヴェレンバート」とヘレルゼンのスポーツ障害者のための病院の水泳プールがそれで、ともに数十年間公共利用された施設であったが、その後閉鎖された。現在タール通りに、1900年頃からリューデンシャイトの公共屋外プール「ファミリープール・ナッテンベルク」がある。現在の施設は1934年に建設され、1980年代に拡張され、屋内プールも設けられた。この他の一般に利用可能なプールはパルク通りの大きなホテルの中にある。最寄りの水浴場は、水浴施設のある人造湖で、グレールタール堰、エスタータール堰、リスタータール堰の堰止め湖であるが、公共交通機関の便が悪く、行くのにかなりの時間がかかる。
リューデンシャイトには、シュターディオン・ナッテンベルクの他に多くのスポーツ・グラウンドがある。

### 官公庁

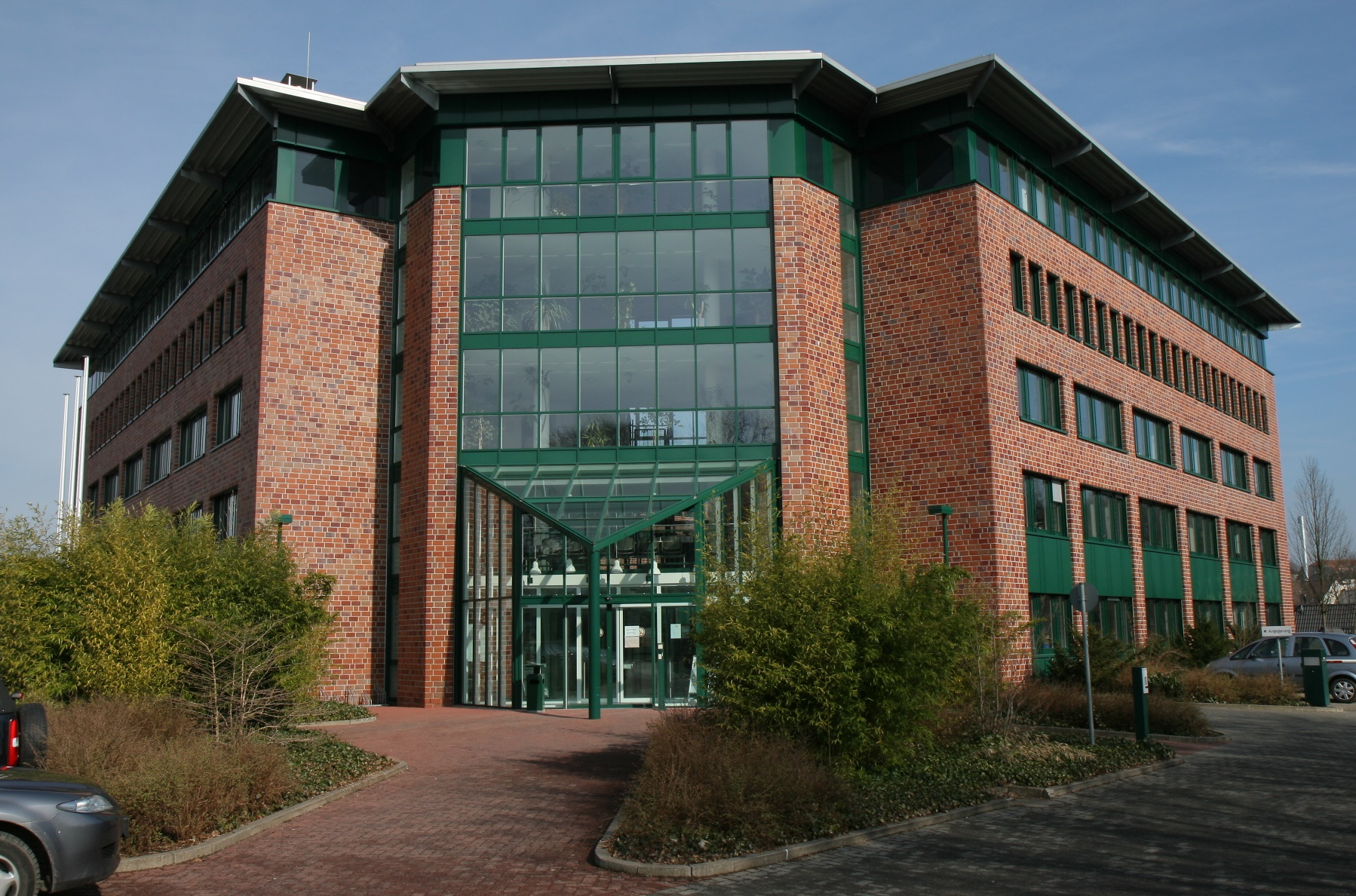
リューデンシャイト税務署

リューデンシャイトはメルキッシャー郡の郡庁所在地である。郡行政は主に、ヘートフェルダー通りの郡役場で行われている。リューデンシャイト、ハルヴァー、シャルクスミューレを管轄するリューデンシャイト区裁判所は2004年からドゥカーテンヴェーク6番地の建物に入居している。これは1950年代に建設された簡素な建物で、以前は税務署が入居していた。フライヘル＝フォム＝シュタイン通りに面した、重要な建築文化財に指定されたネオルネサンス様式の伝統的な堂々たる古い建物は、当時は放棄されていた。税務署は現在、内市街のリューデンシャイト駅の向かい側（バーンホーフスアレー）の新しい建物に入っている。イーザーローン職業安定所の支所がデュースベルクヴェークにある。パルク通り沿いにメルキッシャー・ザウアーラント地域森林局がある。これはノルトライン＝ヴェストファーレン州に16ある地域森林局の1つである。南ヴェストファーレン商工会議所 (SIHK) は、シュターベルガー通りのハンス＝マルティン＝シュライヤー＝ハウスに事務所を構えている。福音主義リューデンシャイト＝プレッテンベルク教会クライスのクライス事務所は、ホーフール通りにある。この教会クライスは、メルキッシャー郡の南部を包括しており、構造改革後にはオルペ郡の一部も管轄している。

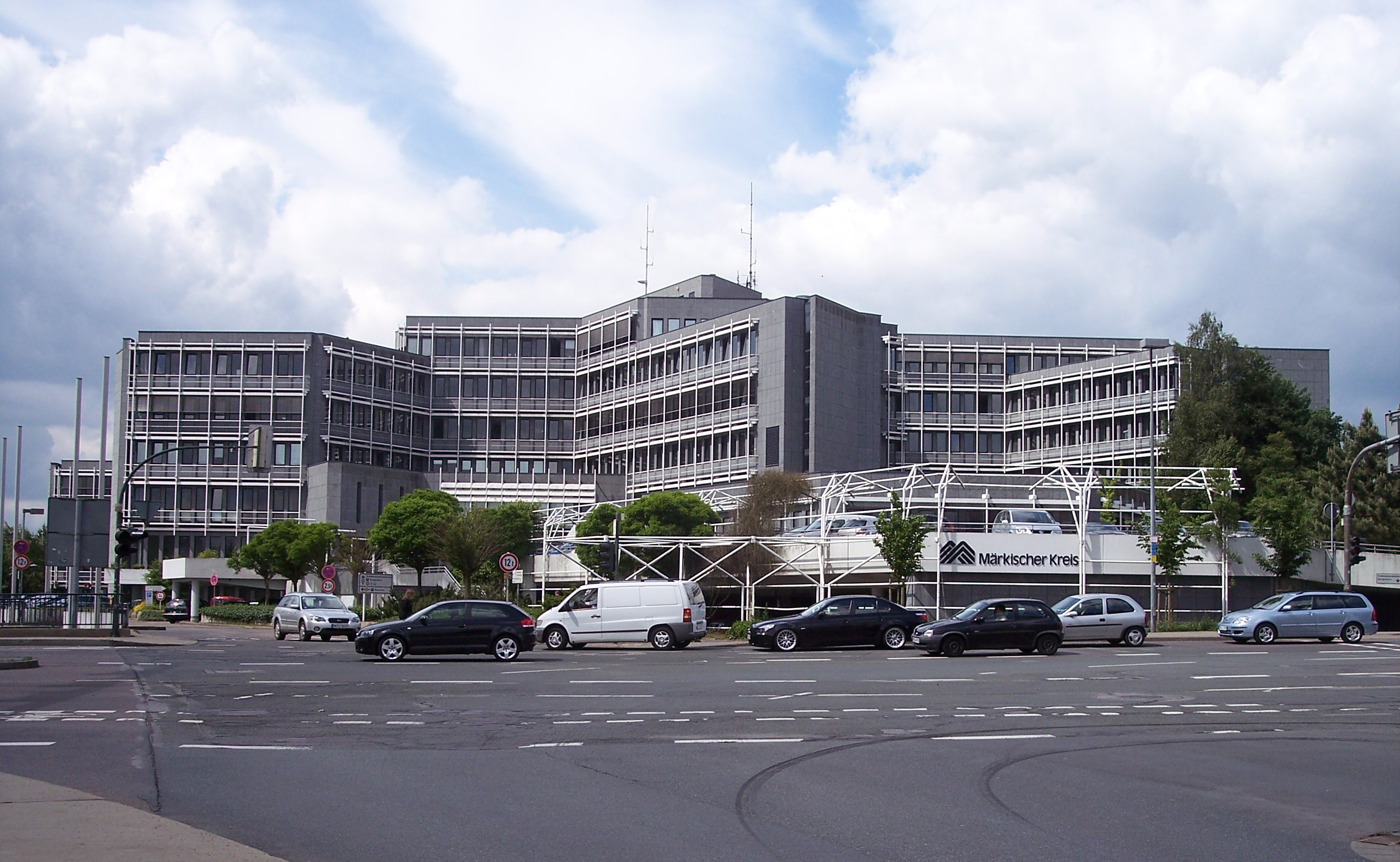
メルキッシャー郡の郡庁舎
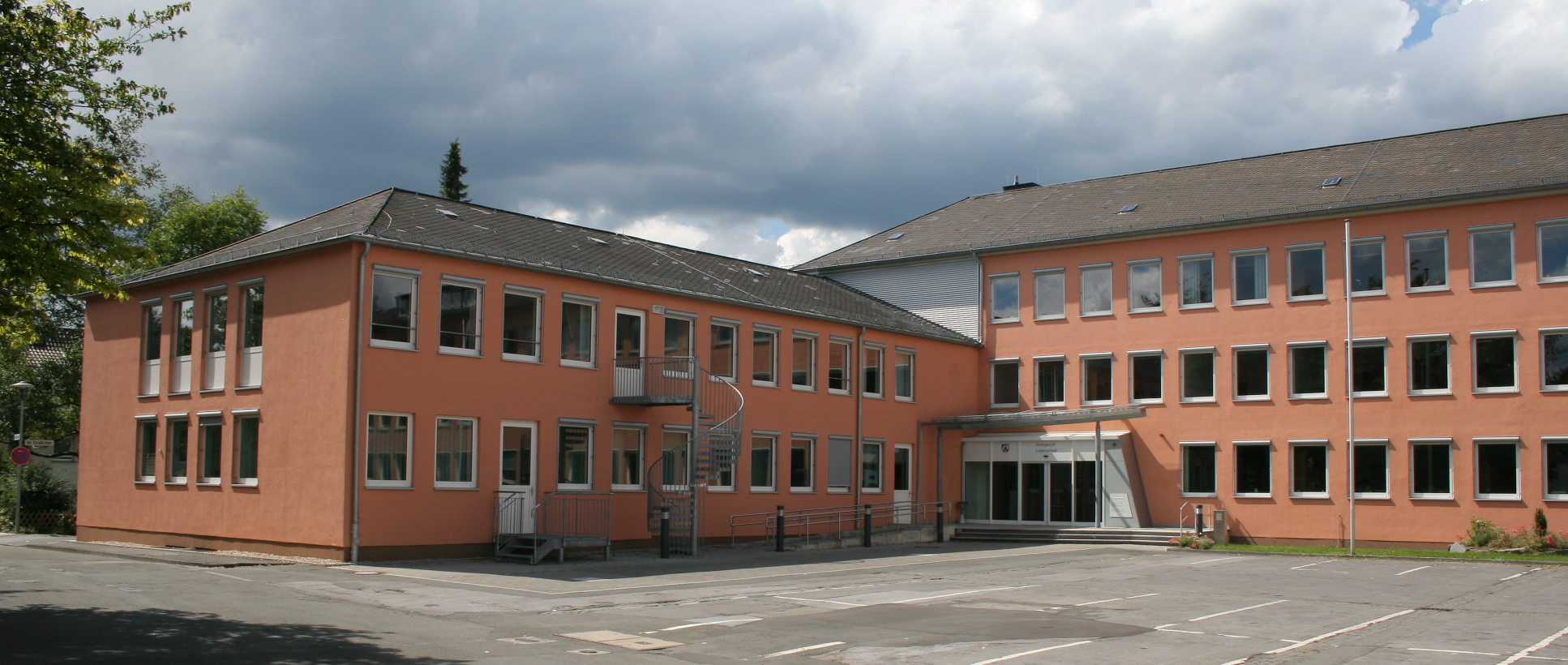
リューデンシャイト区裁判所
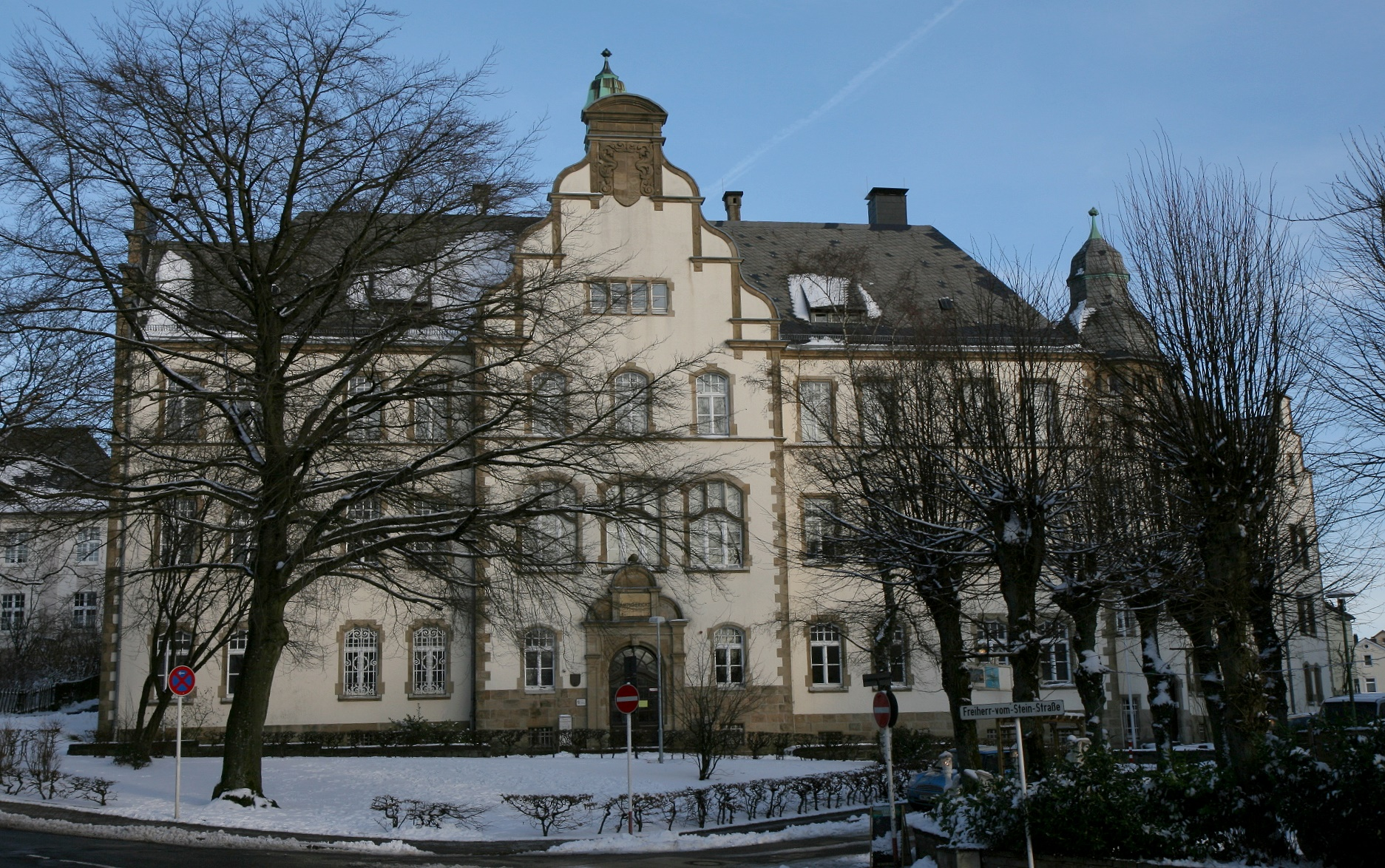
フィリップ通り29番地の旧リューデンシャイト区裁判所

#### 病院、健康保健機関、社会福祉機関

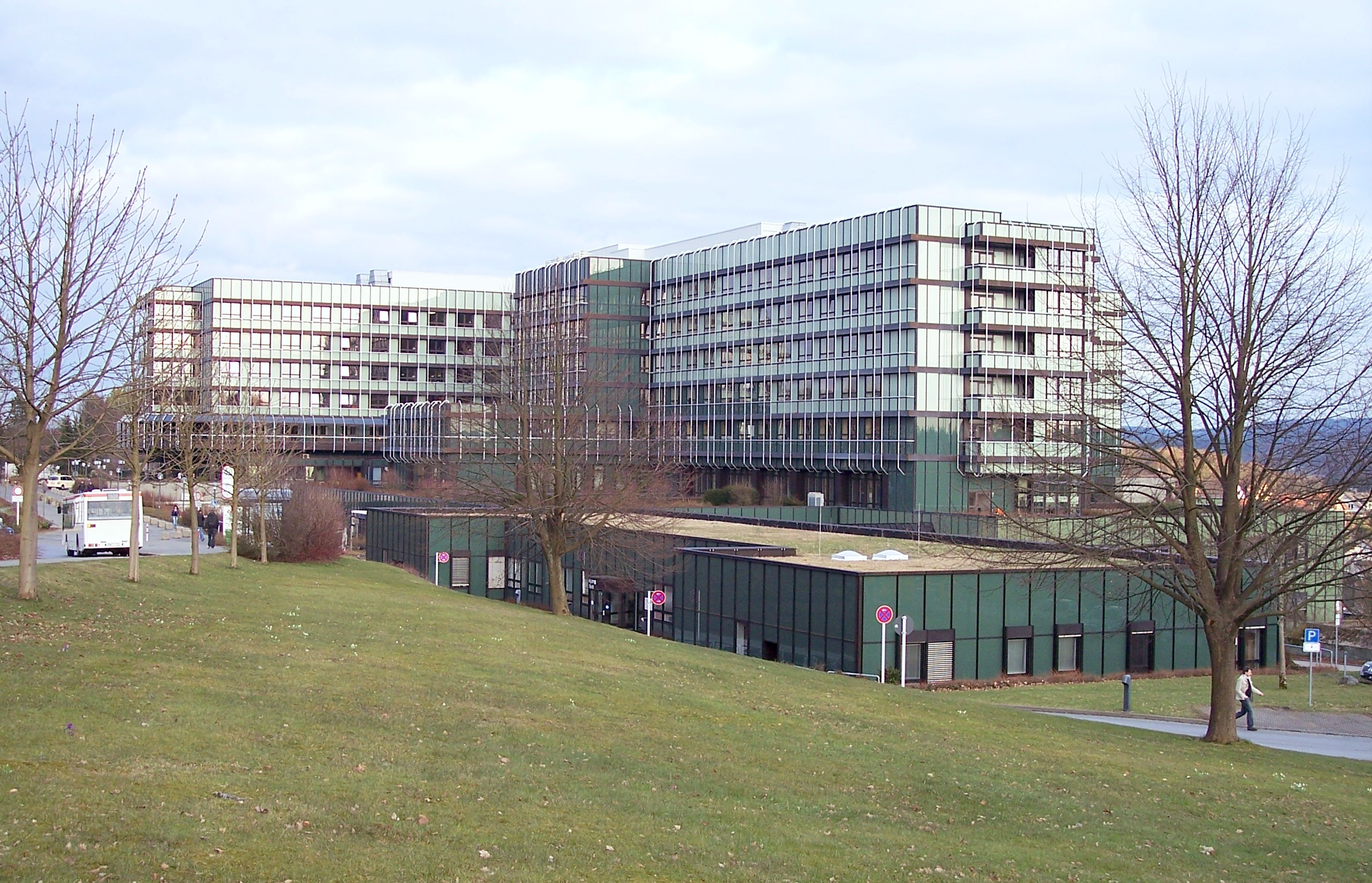
クリーニクム・リューデンシャイト

この街最大の病院は、病床数979床のクリニークム・リューデンシャイトである。この病院は、ボン大学のアカデミックな研究・研修施設であり、最高度の医療を提供する南ヴェストファーレン最大の病院である。この病院は1970年に、フィリップ通りの伝統的な市立病院（1869年にホーホ通りとシュターベルガー通りとの角に設立された）と、1946年にヘラーゼン兵舎内に設けられた郡立病院とが統合されて成立した。1986年までこれら2つの場所で運営されていたが、この年にリューデンシャイト＝ヘラーゼンのパウルマンスヘーアー通り14番地に大きな新しい建物を建設し、移転した。市立病院の古い建物の多くは、すぐに住宅に改築された。郡立病院の古い建物は、本来の計画と異なり、需要の高まりに応じて再び病院として利用されることとなった。かつてはホーフール通りの独立した建物に入居していた子供クリックは統合された。統合された子供クリニックは 74床を備えている。
クリニークム・リューデンシャイトに隣接するシュポルトクリニーク・ヘラーゼンは、2つの主病棟に260床を有している。ベルクラントクリニーク（アム・フンデブリンク）は、病床数40床の産婦人科専門病院である。
ハウス・シュピールヴィッゲは、病床数40床の中毒患者専門病院である。また、241床の精神病患者のための開放型長期治療施設ハウス・ヘラーゼン - カール・ヴェッセル GmbH & Co. もある。
ドイツ糖尿病患者連盟は、ダンツィガー・ヴェークに若い糖尿病患者のためのセンター施設を有している。
ザウアーラントSOS子供の村は、ディッケンベルクのクラウディウス通り沿いにある。
ヨハネ騎士団事故救済団は、リューデンシャイトに南ヴェストファーレン地方事務所を構えている。

### 教育と研究

#### 学校

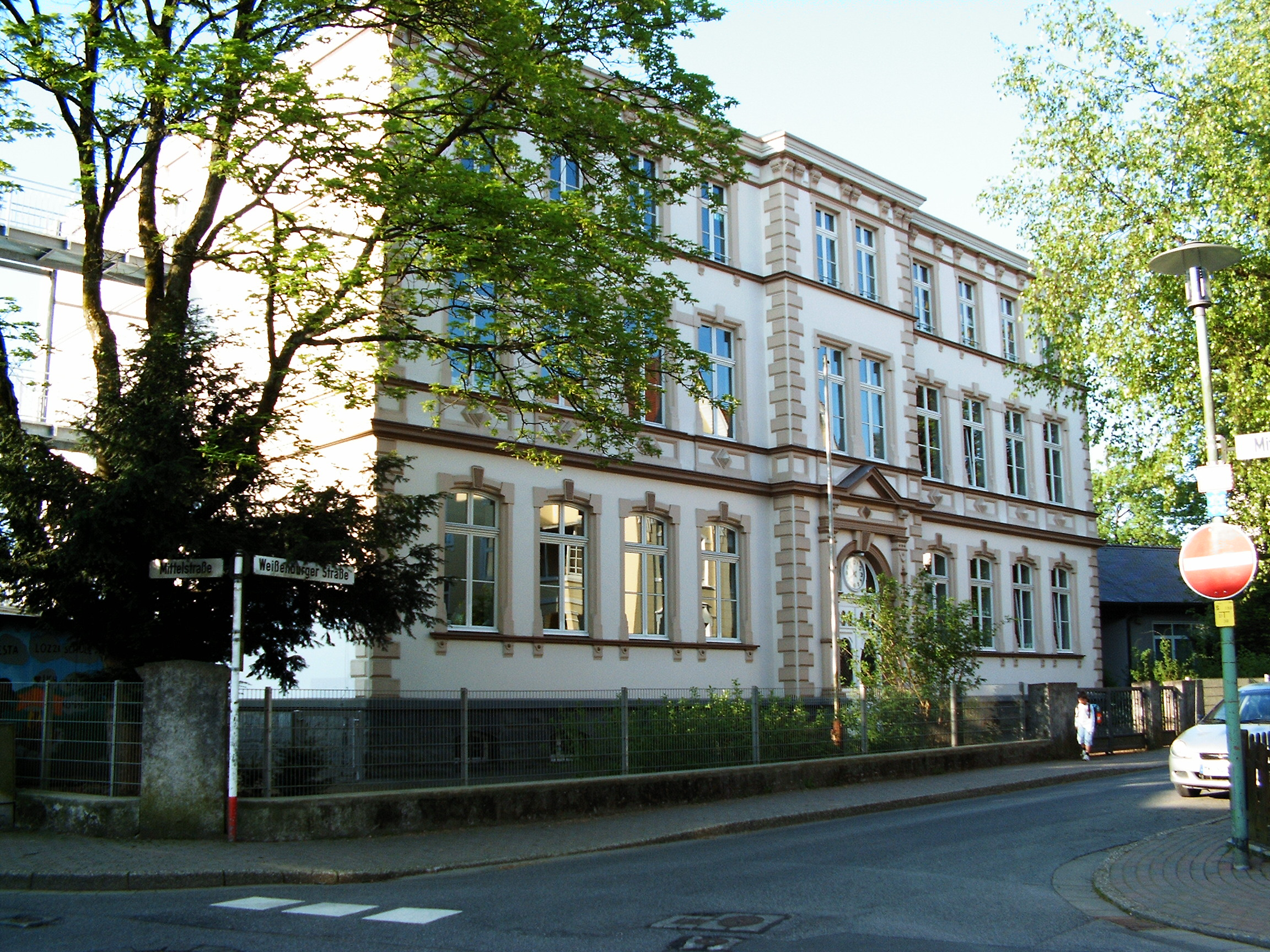
ペスタロッツィシューレ

リューデンシャイトには様々な形態の学校が存在する。中核市区と周辺地区に11校の基礎課程学校がある。たとえば、ペストロッツィシューレや、ビールバウム、ブリュッゲ、ゲーヴェルンドルフ、アン・デア・カルヴェ、イン・デア・レーゼンバッハ、アム・フォーゲルベルク、アム・シェーネックの基礎課程学校などである。ただしシェーネック基礎課程学校は児童数減少のために2015年に閉校となった。
養護学校は5校ある。フリーデンスシューレは学習に重点を置いた養護学校であり、ミヒャエル＝エンデ＝シューレは病院患者のための市立学校である。この他に言語養護学校のアストリート＝リントグレン＝シューレや情動および社会的発達のための養護学校エーリヒ＝ケストナー＝シューレがある。後者2校を運営しているのはメルキッシャー郡である。5校目はシューレ・アン・デア・ヘーで、精神発達に重点を置いている。
本課程学校は、2つのキャンパス（本校とヴェフェルスホール校）を持つアルベルト＝シュヴァイツァー＝シューレ、自由キリスト教本課程学校、シュタットパルク本課程学校がある。実科学校は、自由キリスト教実科学校、リヒャルト＝シルマン実科学校、テオドール＝ホイス実科学校がある。さらに総合学校のアドルフ＝ライヒヴァイン総合学校がある。

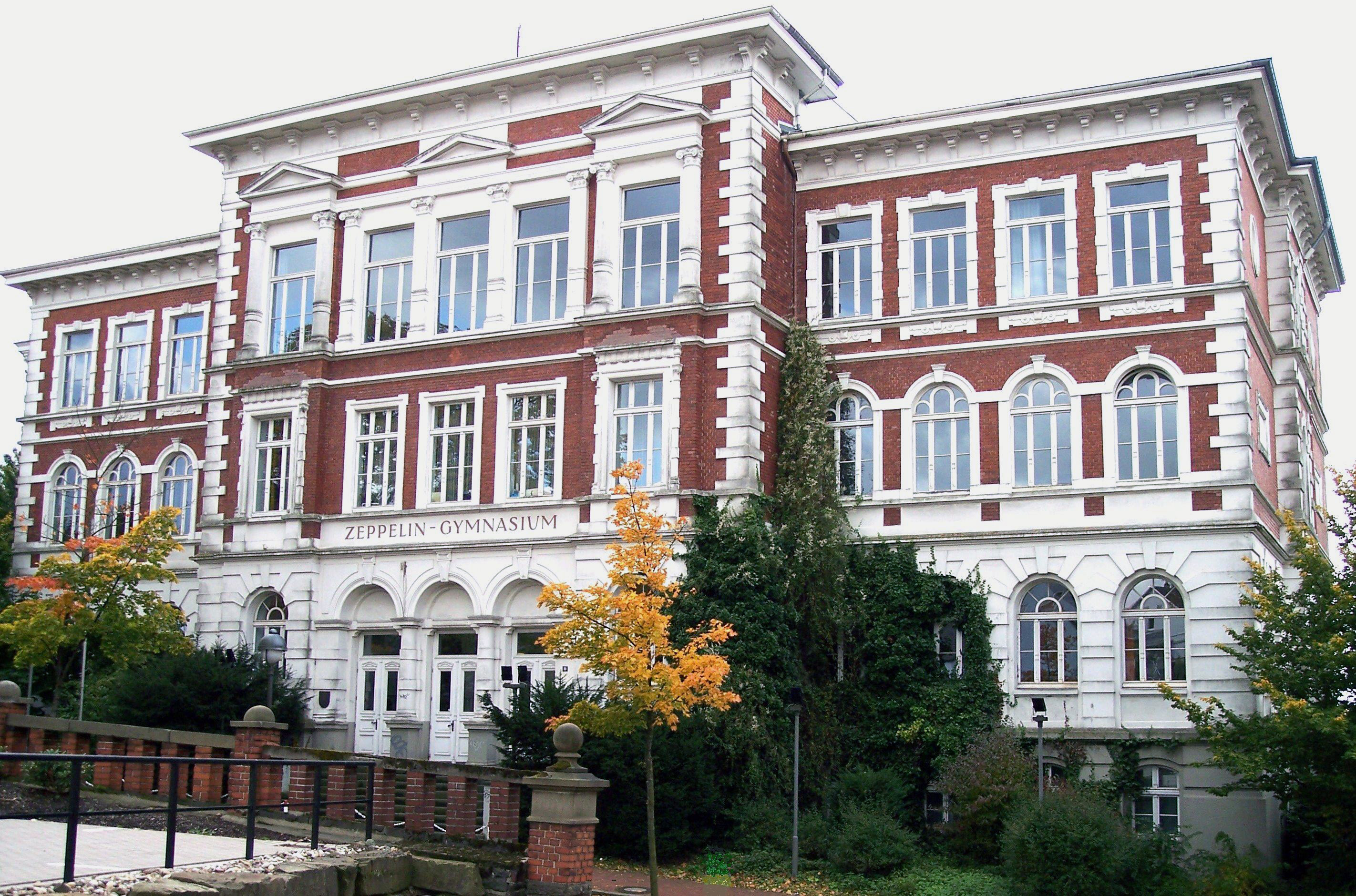
リューデンシャイト・ツェッペリン＝ギムナジウム

本市にはギムナジウムが3校ある。最も新しく、生徒数が多いのが、1965年に開校したベルクシュタット＝ギムナジウムである。ゲシュヴィスター＝ショル＝ギムナジウムは1858年に創設された高等女学校を母体とし、その後リツェーウム、次いでオーバーリツェーウムへと発展した。これらよりもはるかに古い学校がツェッペリン＝ギムナジウムである。この学校は早くも15世紀に設立されたラテン語学校を源泉としている。1960年代末に共学制が導入されるまでは純粋な男子校で、隣接する完全な女子校ゲシュヴィスター＝ショル＝ギムナジウムと好一対であった。両校は数十年来共同の上級クラスを運営しており、これにより幅広い課程を提供できている。

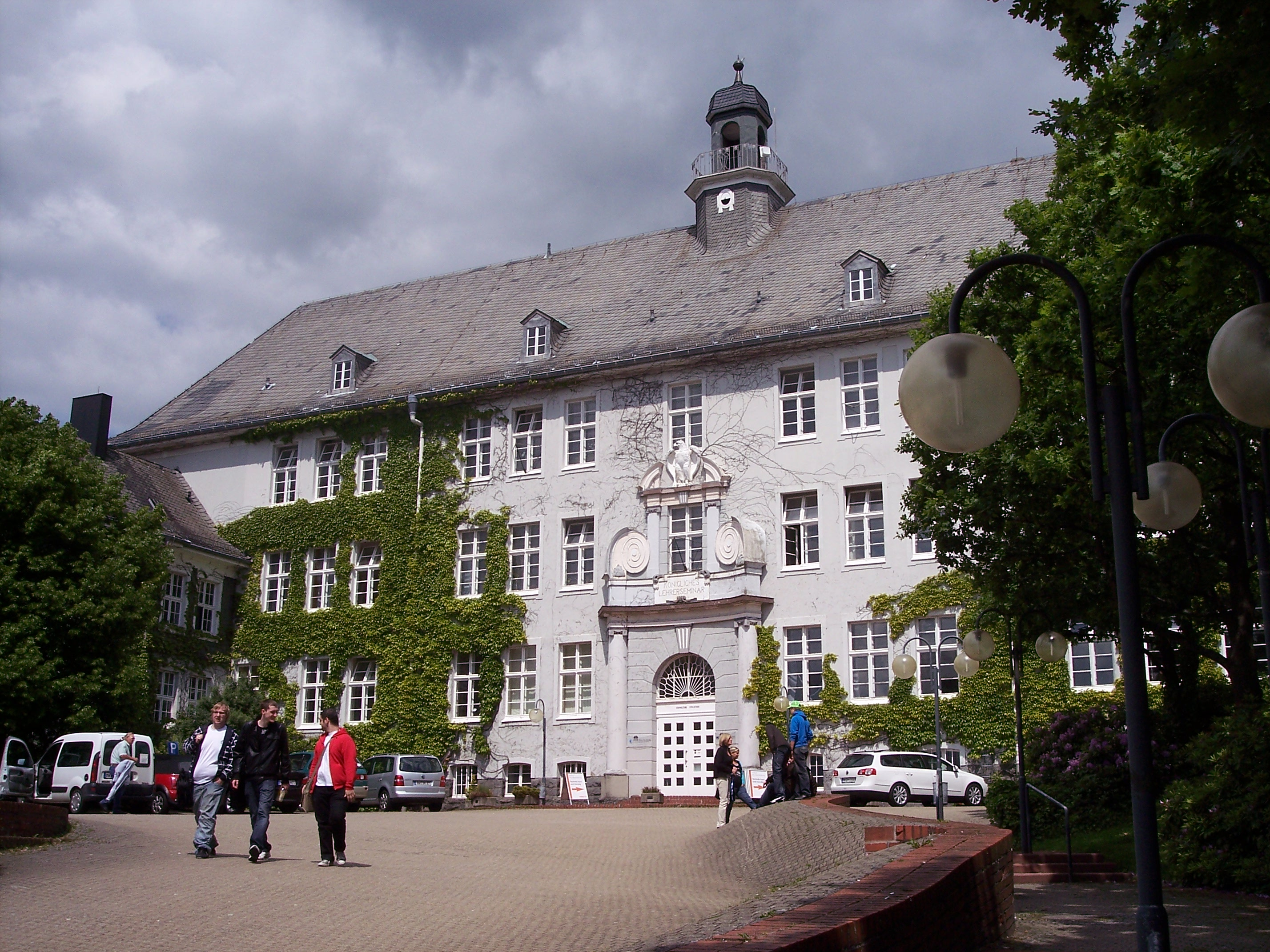
ゲルトルート＝ボイマー＝ベルーフスコレーク

職業教育に関しては、技術ベルーフスコレーク（職業補修高等専門学校）と健康および社会福祉のためのゲルトルート＝ボイマー＝ベルーフスコレークがある。両校は、ライテルプラッツ5番地にある。その建築アンサンブルの中心部分は印象的なネオバロック様式の建物である。この建物は1913年に、当時リューデンシャイトにあった教員セミナーのために建設された。両校合わせて5,000人以上の生徒を有するベルーフスコレークは、少なくともメルキッシャー郡南部で最大のものである。
その他の学校としては、アーベントギムナジウム・リューデンシャイト、音楽と芸術の統合型学校「グレンツェンロス」、ギリシア・リツェーウム、市立音楽学校、看護学校、市民大学がある。

#### 大学
大学施設としては、ハーゲン通信大学の歴史学科と生物学科、リューデンシャイト加工工学研究所、リューデンシャイト合成樹脂研究所がある。後者の2研究所は南ヴェストファーレン大学の研究施設である。ボン大学の医学教育/訓練に利用されているクリニークム・リューデンシャイトは、アカデミックな教育活動がなされている。
さらに2012年2月までに、リューデンシャイト駅近くに600人の学生が学ぶ南ヴェストファーレン大学の新キャンパスが建設された。この施設は、2012年の夏学期から、機械製造、医療技術、合成樹脂工学、経済エンジニア建築システム工学の専門講義が行われている。
2012年3月14日に南ヴェストファーレン専門大学の新校舎が完成した。拡張工事のための用地には、駅舎や線路施設の解体によって生じた隣接する土地が充てられた。
2013年8月末に専門大学の拡張計画を行政が推進していることが明らかとなった。将来的には部分的でなく、全ての学科をリューデンシャイト・キャンパスに移転することもあり得る。2013年9月半ばに専門大学のリューデンシャイト・キャンパスの全学科にヌメルス・クラウズス制度が導入された。これはリューデンシャイトの専門大学のキャパシティを越える入学希望者があったためである。

#### 研究機関
地元の産業とも結びついた研究機関として、ドイツ応用光学技術研究所 (DIAL) の名があげられる。この機関もかつての駅の土地に新しい建物を有している。この建物は税務署の近くにある。さらに市は、DIALが将来拡張したくなった場合に備えて、3,000 m2 のオプションの土地を用意している。駅前の新しい社屋の定礎は2011年7月13日になされた。2013年1月7日に、70人の DIAL GmbH のスタッフは、バーンホーフスアレー18番地の新しい社屋に入居した。
フライゼンベルク市区のフライゼンベルク通り19番地に南ヴェストファーレン工作機器製造研究所がある。南ヴェストファーレン専門大学付属のこの研究所は、管理部門、学習室、研究部門で 600 m2 以上を有している。工作機器製造研究所は、地元企業 (tws)、リューデンシャイト市 (EGC)、メルキッシャー郡 (GWS),イヌング精密工作機器、リューデンシャイト合成樹脂研究所、リューデンシャイト加工技術研究所共同体 (IFU) によって運営されている。この研究所自体は理論と応用の橋渡しとしての機能を担っている。その目的は、工作機器のネットワークを構築することである。これにより将来的には、大きな工作機械プロジェクトをこの地域に誘致することができるようになる。

#### その他の教育センター
2015年半ばにリューデンシャイト合成樹脂研究所はノルトライン＝ヴェストファーレン州から280万ユーロを超える支援融資を受けた。この融資により、リューデンシャイト合成樹脂研究所の他に「ポリマー・トレーニング・センター」(PTC) を建設することが可能になった。新聞報道によれば、PTCは技術移転の新たな道を開くもので、基礎教育や継続教育を行う。大学中退者の他に、学位を持たずに入社した古参の工場労働者も教育対象である。

## 人物

### 出身者
- カール・グリューン（1813年 - 1887年）ジャーナリスト、左翼思想家、哲学者。
- グスタフ・ノッテボーム（1817年 - 1882年）ピアニスト、音楽学者、作曲家。特にベートーヴェンの研究で知られる。
- カール・ベルク（ドイツ語版、英語版）（1851年 - 1906年）飛行船建造者
- ヘルムート・グロスクルト（ドイツ語版、英語版）（1898年 - 1943年）ドイツ国防軍司令官、反ナチ運動家
- ヴァルター・ジュスキント（ドイツ語版、英語版）（1906年 - 1945年）ホロコーストの犠牲者。600人のユダヤ人の子供をホロコーストから救った。
- ハンス・ミュラー（ドイツ語版、英語版）（1909年 - 1977年）映画監督
- リューディガー・ブプナー（1941年 - 2007年）哲学者。ハイデルベルク大学教授
- ハーヨ・ギース（1945年 - ）映画監督、テレビ演出家
- ヨッヘン・ボール（1950年 - ）ルター派神学者、牧師
- フランク・ヒューブナー（ドイツ語版、英語版）（1950年 - ）セーリング選手。1976年モントリオールオリンピック470級優勝選手。
- マティアス・・ギース（1951年 - ）演出家、劇作家
- ドリーナ・ピーパー（1970年 - ）バイアスロン選手
- ヌリ・シャヒン（1988年 - ）トルコ人サッカー選手

### ゆかりの人物
- イーダ・ゲルハルディ（1862年 - 1927年）画家。1913年から亡くなるまでリューデンシャイトに住んだ。
- ヴィルヘルム・アッカーマン（1896年 - 1962年）数学者。アッカーマン関数で知られる。1948年から1961年までゲシュヴィスター＝ショル＝ギムナジウムで教鞭を執った。
- クルト・ヴァイル（1900年 - 1950年）作曲家。ベルトルト・ブレヒトとの共同作業（たとえば『三文オペラ』）で知られる。1919年から1921年までリューデンシャイト市立劇場とカペルマイスターとして契約していた。
- マンフレート・カンター（1939年 - ）政治家。リューデンシャイトの検事補を務めた。

## 関連図書
- Richard Althaus (1981). Lüdenscheid in alter Zeit. Lüdenscheid
- Jürgen Braun; Jochen Schulte (1999). Lüdenscheid damals – Die Bilder von Theo Schulte. Lüdenscheid. ISBN 3-9805425-3-X
- Günther Deitenbeck (1985). Geschichte der Stadt Lüdenscheid, 1813–1914. Lüdenscheid
- Paul Derks (2004). Die Siedlungsnamen der Stadt Lüdenscheid: sprachliche und geschichtliche Untersuchungen. Lüdenscheid: Geschichts- und Heimatverein. ISBN 978-3-9804512-3-9
- Karl A. F. Günther (1959). Lüdenscheid, Gesicht einer Stadt im Sauerland. Lüdenscheid
- Carl Haase (1984). Die Entstehung der westfälischen Städte (4 ed.). Münster. ISBN 978-3-402-05867-1
- Ulrich Barth; Ehnar Hartmann; August Kracht (1983). Heimatbund Märkischer Kreis. ed. Kunst- und Geschichtsdenkmäler im Märkischen Kreis. Balve. p. 396–447. ISBN 978-3-89053-000-0
- Wolfgang Schumacher (1992). Heimatverein Lüdenscheid e. V.. ed. Lüdenscheid gestern und heute, 75 historische Ansichtskarten – 75 aktuelle Fotos. Lüdenscheid
- Wilfried Hoffmeister (1983). Lüdenscheid, Bilder, Notizen, Gedanken (2 ed.). Lüdenscheid. ISBN 978-3-922650-02-7
- Albert Hömberg (1967). Kirchliche und weltliche Landesorganisation (Pfarrsystem und Gerichtsverfassung) in den Urpfarrgebieten des südlichen Westfalen. Münster
- Walter Hostert (1964). Lüdenscheid, Industriestadt auf den Bergen. Altena
- Walter Hostert (1992). Lüdenscheid – Gesicht einer Stadt. Lüdenscheid
- Kulturamt der Stadt Lüdenscheid, ed (1951). Buch der Bergstadt Lüdenscheid. Lüdenscheid
- Alfred Diedrich Rahmede. Geschichte der Stadt Lüdenscheid. 2
- Naturpark Ebbegebirge – Das Ausflugs- und Naherholungsziel vor der Haustür. Iserlohn: Sauerland-Verlag. (1974). ISBN 978-3-87695-109-6
- Christoph Riedel (2015). Zeitsprünge Lüdenscheid. Früher und heute: Bildband mit 55 Bilderpaare, die in der Gegenüberstellung von historischen und aktuellen Fotografien den ... in Lüdenscheid einst und jetzt zeigen. Erfurt. ISBN 978-3-95400-627-4
- Wilhelm Sauerländer; Günther Deitenbeck (1989). Geschichte der Stadt Lüdenscheid, von der Anfängen bis zum Jahre 1813 (2 ed.). Lüdenscheid
- Franz Heinrich Schumacher (1847). Chronik der Stadt- und Landgemeinde Lüdenscheid. Altena (復刻版: Lüdenscheid 2006, ISBN 978-3-9804512-5-3).
- Dietmar Simon (1995). Arbeiterbewegung in der Provinz: soziale Konflikte und sozialistische Politik in Lüdenscheid im 19. und 20. Jahrhundert. Essen. ISBN 978-3-88474-282-2
- Hans Strodel (1929). Chronik der Stadt Lüdenscheid. Aus 75 Jahrgängen des Lüdenscheider General-Anzeigers. Lüdenscheid
- Robert Kuhn (1984). Otl Aicher. ed. Was heißt da schon Provinz: 12 Fotografen sehen Lüdenscheid. Lüdenscheid. ISBN 3-9800859-0-2
- Verlag J. F. Ziegler, ed (1986). Höhenflug – der Märkische Kreis in Luftbildern. Remscheid. ISBN 978-3-923495-11-5
- W. Zuncke (1925, 1929). Lüdenscheid, Stadt und Amt. Ein geschichtlicher Überblick. Siegen

### 訳注
1. ↑  切妻屋根の軒側を通りに向けた建築様式をトラウスシュテンディヒと呼び、破風側を通りに向ける立て方をギーベルシュテンディヒと呼ぶ。
2. ↑  メリー (フランス語: Mairie) は、フランスの基礎自治体（町村）を意味する語。メール (フランス語: Maire) はその首長を意味する。
3. ↑  ドイツ語: Scheide は、「境界」を意味する。
4. ↑  「分離する」「抜き取る」を意味する ausscheiden の過去分詞
5. ↑  歴史上有名なリウドルフは複数人存在する
6. ↑  ドイツ語: Amtskette。公式の場で市長が首に掛ける、メダルを鎖でつないだ帯状の装身具。
7. ↑  ドイツ語: Ehrenhof。三方を建物に囲まれた内庭を持つ宮殿建築様式である。
8. ↑  Schmidt は、「鍛冶屋」= Schmied を語源とする姓
9. ↑  ドイツ語: Schnurre は、コトコト音を立てるものを意味する。